# Slovenia
Slovenia (în slovenă Slovenija; ), oficial Republica Slovenia (în slovenă Republika Slovenija  abr.: RS), este un stat suveran situat în sudul Europei Centrale, la o răscruce de drumuri culturale și comerciale europene importante. Se învecinează cu Italia spre vest, Austria spre nord, Ungaria spre nord-est, Croația spre sud-est și are o mică ieșire la Marea Adriatică spre sud-vest. Acoperă 20.273 kilometri pătrați și are o populație de 2,07 milioane de locuitori. Unul dintre statele succesoare ale fostei Iugoslavii, Slovenia este o republică parlamentară, membră a Națiunilor Unite, a Uniunii Europene și a NATO. Capitala și cel mai mare oraș este Ljubljana.
Slovenia are un relief predominant montan, cu o climă continentală, cu excepția litoralului sloven, care are o climă submediteraneană, și a nord-vestului, care are un climat alpin. În plus, Alpii Dinarici și Câmpia Panonică se întâlnesc pe teritoriul Sloveniei. Țara, marcată de o diversitate biologică semnificativă, este una dintre cele mai bogate în apă din Europa, cu o rețea densă de râuri, un sistem acvifer bogat și cu cursuri de apă subterane carstice. Peste jumătate din teritoriu este acoperit de pădure. Locuirea umană a Sloveniei este dispersată și neuniformă.
Slovenia a fost de-a lungul istoriei la răscrucea limbilor și culturilor slave, germanice și romanice. Deși populația nu este omogenă, slovenii reprezintă majoritatea. Limba slovenă, din familia slavă de sud, este limba oficială în întreaga țară. Slovenia este o țară în mare măsură secularizată, dar catolicismul⁠(d) și luteranismul au influențat în mod semnificativ cultura și identitatea sa. Economia Sloveniei este mică, deschisă și orientată spre export⁠(d) și a fost puternic influențată de condițiile internaționale. A fost grav afectată de criza zonei euro care a început în 2009. Principalul domeniu economic îl constituie serviciile⁠(d), urmate de industrie și construcții.
Istoric, teritoriul actual al Sloveniei a făcut parte din numeroase state diferite, printre care Imperiul Roman, Imperiul Bizantin, Imperiul Carolingian și Sfântul Imperiu Roman, Monarhia Habsburgică, Republica Venețiană, Provinciile Ilirice⁠(d) napoleoniene sub administrație franceză, Imperiul Austriac și Austro-Ungaria. În octombrie 1918, slovenii și-au exercitat pentru prima oară auto-determinarea și au cofondat Statul slovenilor, croaților și sârbilor. În decembrie 1918, el a fuzionat cu Regatul Serbiei în Regatul Sârbilor, Croaților și Slovenilor (redenumit în 1929 Regatul Iugoslaviei). 
În timpul celui de al Doilea Război Mondial (1939-1945), Germania, Italia și Ungaria au ocupat și anexat Slovenia (1941-1945), o mică zonă fiind transferată Statului Independent al Croației, un stat-marionetă nazist. În 1945, Slovenia a devenit membră fondatoare a Republicii Populare Federale Iugoslavia, redenumită în 1963 Republica Socialistă Federativă Iugoslavia. În primii ani de după al Doilea Război Mondial, acest stat a fost inițial aliat cu Blocul Estic, însă nu a aderat niciodată la Pactul de la Varșovia și în 1961 a devenit unul dintre fondatorii Mișcării de Nealiniere. 
În iunie 1991, după introducerea democrației reprezentative multi-partid, Slovenia s-a separat de Iugoslavia și a devenit o țară independentă. În 2004, a intrat în NATO și în Uniunea Europeană; în 2007 a devenit prima țară fostă comunistă⁠(d) care a aderat la zona euro; iar în 2010 a aderat la OCDE, asociația globală a țărilor dezvoltate cu venituri ridicate.

## Etimologie
Denumirea Sloveniei înseamnă „Țara slavilor” în limba slovenă și în alte limbi slave sudice. Etimologia termenului slav rămâne însă incertă. 
Autonimul reconstruit *Slověninъ este de obicei derivat din cuvântul Slovo („cuvânt“), care ar fi denumit inițial „oameni care vorbesc (aceeași limbă)”, adică oameni care se înțeleg reciproc. Acest lucru este în contrast cu cuvântul slav care îi denumea pe germani, și anume * němьcь, adică „oamenii tăcuți, muți” (din slavul * nemъ mut⁠(d), care mormăie"). Cuvântul Slovo („cuvânt“) și cele asociat Sláva („glorie, faimă“) și slukh („auz“) provin din radicalul proto-indo-european * ḱlew- („despre care se vorbește, glorios“), cu grecescul antic înrudit κλέος (kléos, „faimă”), ca în numele Pericle, latinescul clueo („chemat”). 
Statul modern sloven își are originea în Comitetul Sloven de Eliberare Națională⁠(d) (SNOS), care a avut loc la 19 februarie 1944. Acesta a numit oficial statul ca fiind Slovenia Federală (Federalna Slovenija), o unitate din cadrul federației iugoslave. La 20 februarie 1946, Slovenia federală a fost redenumită Republica Populară Slovenia (Ljudska republika Slovenija). A păstrat acest nume până la 9 aprilie 1963, când numele său a fost schimbat din nou, de data aceasta în Republica Socialistă Slovenia (în slovenă Socialistična republika Slovenija). La 8 martie 1990, RS Slovenia a eliminat prefixul „socialist” de la numele său, devenind Republica Slovenia; a rămas parte a RSF Iugoslave până la 25 iunie 1991. 
| Data         | Nume                          | notițe                                     |
| ------------ | ----------------------------- | ------------------------------------------ |
| 1945-1946    | Slovenia Federală⁠(d)          | Parte din Iugoslaviei Federale Democratice |
| 1946-1963    | Republica Populară Slovenia   |                                            |
| 1963-1990    | Republica Socialistă Slovenia |                                            |
| 1990-prezent | Republica Slovenia            |                                            |

## Istorie

### De la preistorie la colonizarea slavă

#### Preistorie

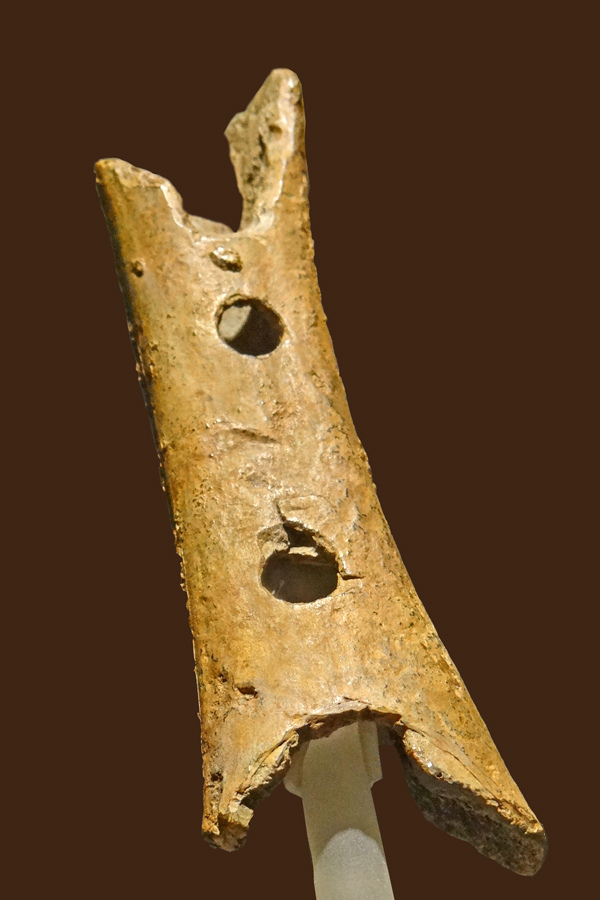
, probabil un flaut, de la

Slovenia de astăzi a fost locuită încă din perioada preistorică. Există dovezi ale locuinței umane de acum aproximativ 250.000 de ani. Un os de urs de peșteră cu găuri⁠(d), datând de acum 43.100 ± 700 ani, găsit în 1995 în peștera Divje Babe lângă Cerkno, este considerat a fi un fel de flaut și, probabil, cel mai vechi instrument muzical descoperit în lume. În anii 1920 și 1930, artifacte aparținând omului de Cro-Magnon, cum ar fi oasele găurite, instrumente de os și un ac, au fost găsite de arheologul Srečko Brodar⁠(d) în Peștera Potok⁠(d). 
În 2002, au fost descoperite rămășițe de locuințe⁠(d) vechi de peste 4500 de ani în mlaștinile Ljubljanei⁠(d), în prezent protejate în patrimoniul mondial UNESCO, împreună cu roata de lemn din mlaștinile Ljubljanei⁠(d), cea mai veche roată din lemn din lume. Ea arată că roțile din lemn au apărut aproape simultan în Mesopotamia și în Europa. În perioada de tranziție dintre epoca bronzului și cea a fierului, a înflorit cultura câmpurilor de urne. S-au găsit rămășițe arheologice din perioada Hallstatt, în special în sud-estul Sloveniei, printre care mai multe situle⁠(d) în Novo Mesto, „orașul situlelor”. În Epoca Fierului, Slovenia de astăzi a fost locuită de triburile ilirice și celtice până în secolul I î.e.n.

#### Epoca romană

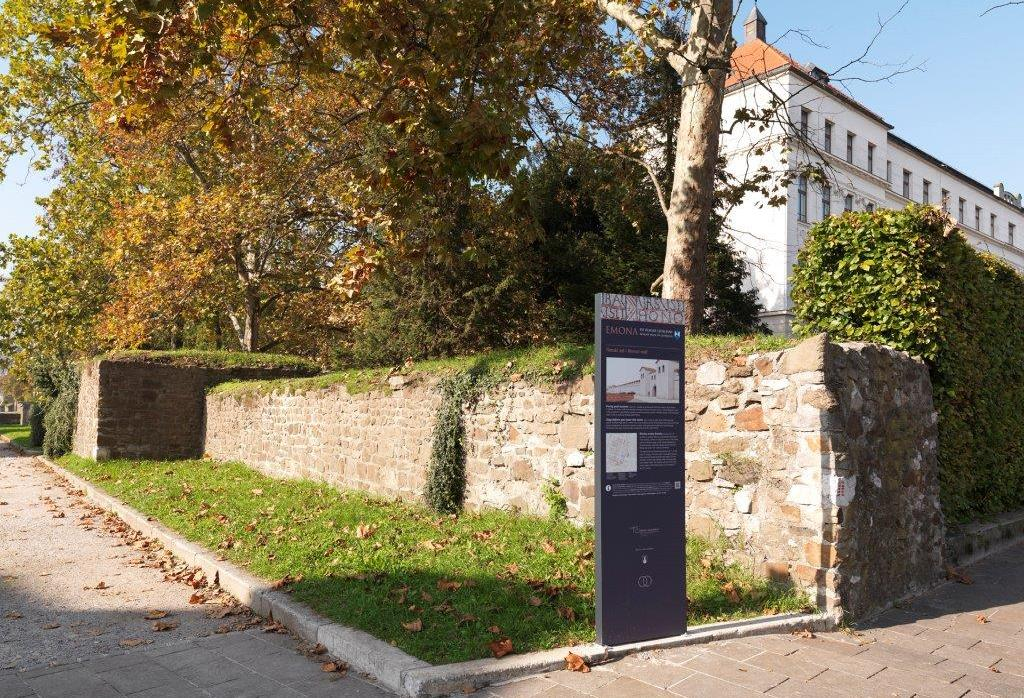
Zidul roman de sud al Emonei (reconstrucție) în actuala Ljubljana

Zona care este actualmente Slovenia a fost în epoca romană împărțită între Venetia et Histria (regiunea X a Italiei Romane în împărțirea lui Augustus) și provinciile Pannonia și Noricum. Romanii au înființat așezări la Emona (Ljubljana), Poetovio (Ptuj) și Celeia (Celje); și au construit drumuri comerciale și militare care treceau prin actuala Slovenie din Italia în Pannonia. În secolele al V-lea și al VI-lea, zona a fost supusă invaziilor hunilor și triburilor germane în timpul incursiunilor lor în Italia. O parte a teritoriului interior a fost protejată cu o linie defensivă de turnuri și ziduri numită Claustra Alpium Iuliarum⁠(d). O luptă crucială⁠(d) între Teodosie I și Eugeniu⁠(d) a avut loc în Valea Vipava⁠(d) în anul 394. 

#### Colonizarea slavă
Triburile slave au migrat în zona alpină după plecarea spre vest a lombarzilor (ultimul trib germanic) în 568, iar sub presiunea avarilor, au început să colonizeze Alpii Orientali⁠(d). De la 623 la 624 sau posibil 626, regele Samo i-a unit pe slavii alpini și occidentali împotriva avarilor și popoarelor germanice și a înființat ceea ce se numește Regatul lui Samo. După moartea lui Samo și dezintegrarea acestui stat în 658 sau 659, strămoșii slovenilor situați în actuala Carintie au format ducatul independent Carantania,  și Carniola, devenită și ea mai târziu ducat. Alte părți ale Sloveniei de astăzi au fost din nou dominate de avari înainte de victoria lui Carol cel Mare asupra lor în 803. În timp, nou-veniții slavi au asimilat populația autohtonă, compusă din triburi ilirice, celtice, germanice și tracice, dar și coloniștii romani de aici, din această sinteză etno-lingvistică rezultând poporul sloven.

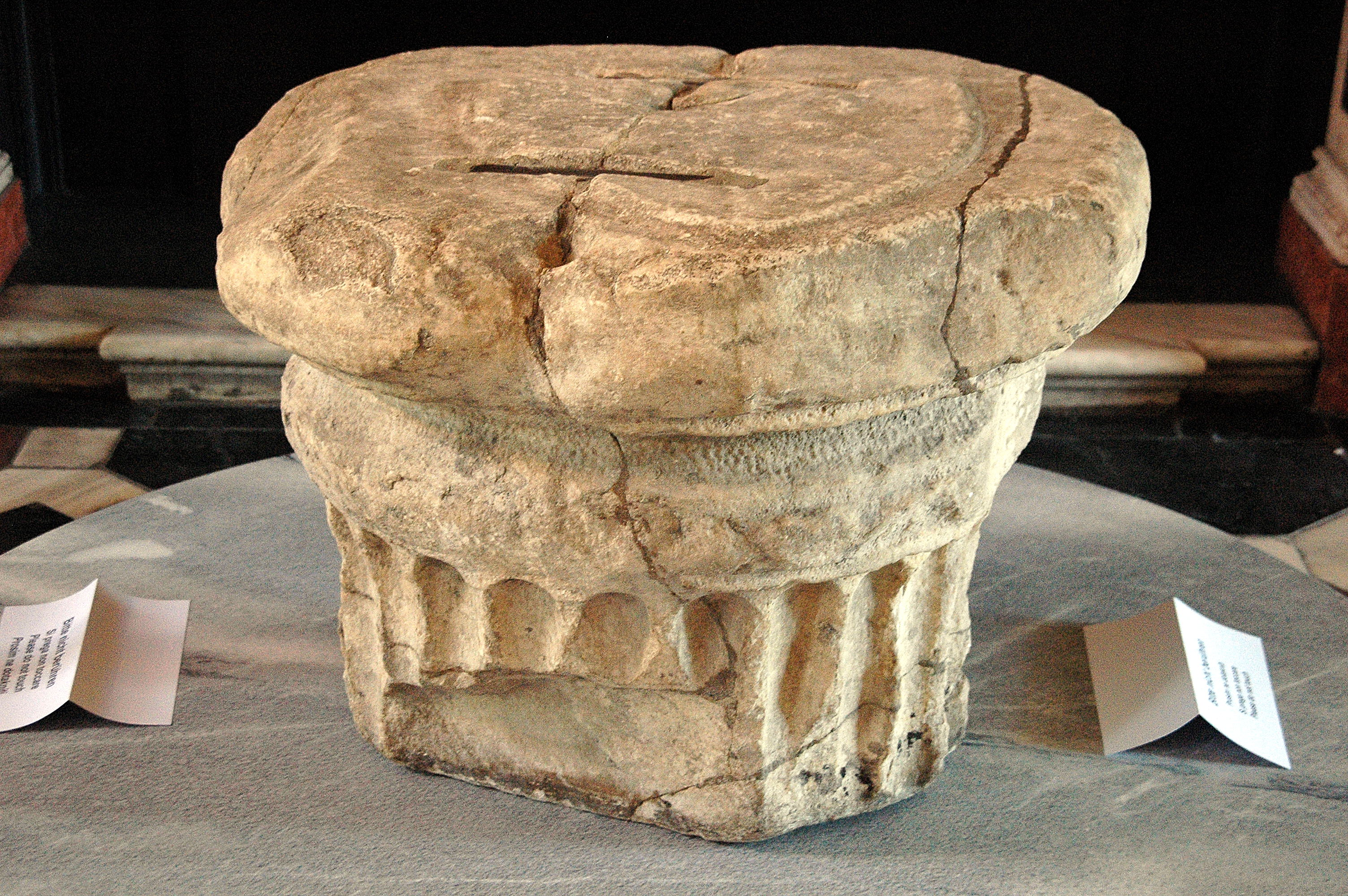
Piatra Prințului, simbol al ducatului Carantania

### Evul Mediu
Carantanii⁠(d), unul dintre grupurile ancestrale ale slovenilor moderni, în special ai slovenilor carintieni⁠(d), au fost primii slavi care au acceptat creștinismul⁠(d). Ei erau fost creștinați mai ales de misionari irlandezi, printre care Modestus⁠(d), cunoscut sub numele de „Apostolul Carantanilor”. Acest proces, alături de creștinarea bavarezilor⁠(d), a fost descris mai târziu în memorandumul cunoscut sub numele de Conversio Bagoariorum et Carantanorum⁠(d), despre care se crede că a exagerat rolul Bisericii din Salzburg în procesul de creștinare, în dauna unor eforturi similare ale Patriarhiei din Aquileia. 

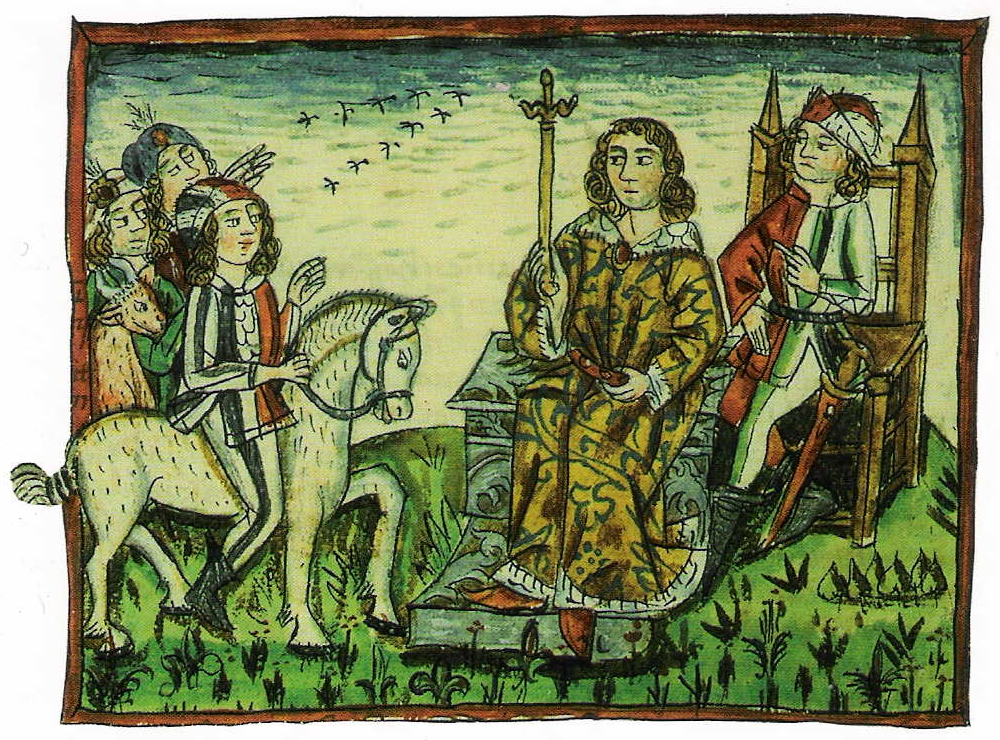
Ilustrare a unui ritual democratic străvechi al triburilor vorbitoare de limbă slovenă, care avea loc la în limba slovenă până în 1414.

La mijlocul secolului al VIII-lea, Carantania a devenit un ducat vasal sub conducerea bavarezilor, care au început să răspândească creștinismul. Trei decenii mai târziu, carantanii⁠(d) au fost incluși, împreună cu bavarezii, în Imperiul Carolingian. În aceeași perioadă, Carniola a intrat și ea sub dominația francilor și a fost creștinat de către Aquileia. În urma rebeliunii anti-france a lui Ljudevit Posavski⁠(d) de la începutul secolului al IX-lea, francii i-au înlăturat pe prinții carantanieni, înlocuindu-i cu ducii lor de frontieră. În consecință, sistemul feudal franc a ajuns pe teritoriul sloven. 
După victoria împăratului Otto I asupra maghiarilor din 955, teritoriul sloven a fost împărțit într-o serie de regiuni de graniță ale Sfântului Imperiu Roman. Carantania, fiind cea mai importantă, a fost ridicată la rangul, ca Ducatul Carintiei în 976. 
Până în secolul al XI-lea, germanizarea a ceea ce este acum Austria Inferioară a izolat efectiv teritoriul locuit de sloveni de ceilalți slavii occidentali, grăbind dezvoltarea slavilor din Carantania⁠(d) și Carniola într-un grup etnic carantian-carniolan-sloven. În Evul Mediu târziu, provinciile istorice Carniola, Styria, Carintia, Gorizia, Trieste și Istria s-au dezvoltat din regiunile de frontieră și au fost încorporate în statul german medieval. Consolidarea și formarea acestor ținuturi istorice au avut loc într-o perioadă lungă de timp între secolele al XI-lea și al XIV-lea și au fost conduse de o serie de familii feudale importante, cum ar fi ducii de Spannheim, contele de Gorizia, contele de Celje și, în cele din urmă, casa de Habsburg. Într-un proces paralel, o colonizare germană intensă a diminuat semnificativ dimensiunile zonelor locuite de vorbitorii de slovenă. Până în secolul al XV-lea, teritoriul etnicilor sloveni⁠(d) a fost redus la dimensiunea actuală. 
În secolul al XIV-lea, cea mai mare parte a teritoriului Sloveniei de astăzi a fost preluat de Habsburgi, clanul maghiar Záh administrând teritoriile care legau Slovenia de Slovacia și Moravia a fost exterminat în 1330, iar slovenii au pierdut definitv legătura cu rudele lor slovace. Conții de Celje, o familie feudală din această zonă, care în 1436 a dobândit titlul de prinți, au fost o vreme concurenții puternici ai Habsburgilor. Această mare dinastie, importantă la nivel politic european, cu centrul pe teritoriul Sloveniei, a dispărut în 1456. Numeroasele sale mari moșii au devenit ulterior proprietatea Habsburgilor, care au păstrat controlul asupra zonei până la începutul secolului al XX-lea. Patria del Friuli⁠(d) a dominat actuala Slovenie de vest până la cucerirea venețiană în 1420. 

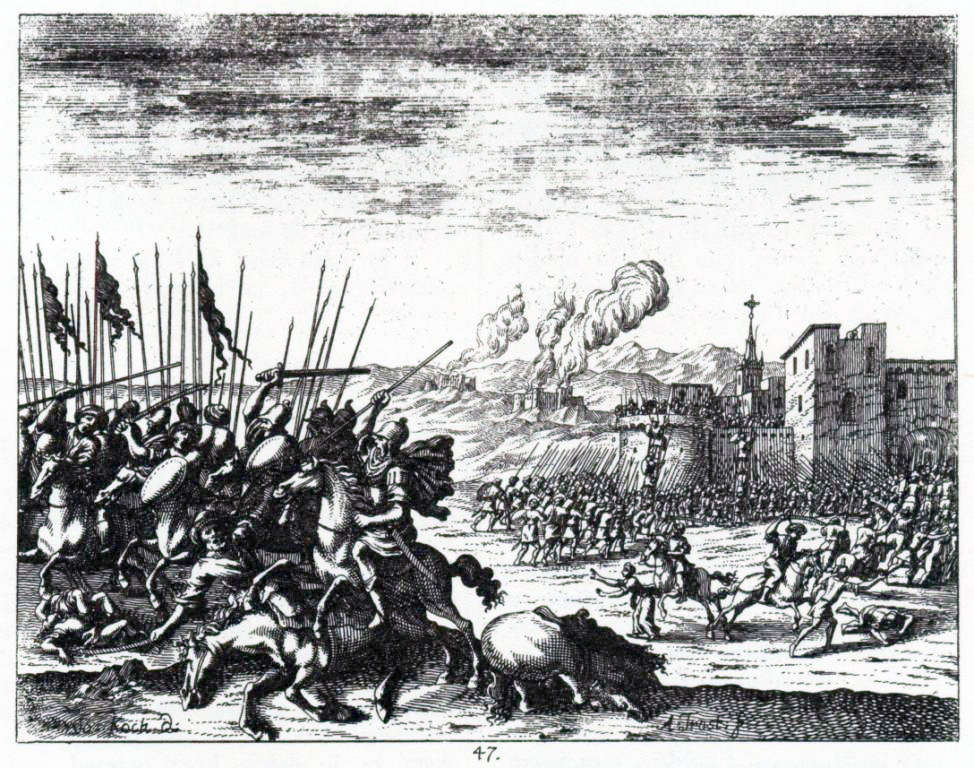
Armata otomană în luptă cu în Slovenia de astăzi în timpul Marelui Război al Ligii Sfinte.

La sfârșitul Evului Mediu, Țările Slovene⁠(d) au suferit un regres economic și demografic grav din cauza raidurilor turcești⁠(d). În 1515, o răscoală țărănească⁠(d) s-a răspândit pe aproape întregul teritoriu sloven. În 1572 și 1573, revolta țărănească croato-slovenă⁠(d) a provocat dezastru în toată regiunea. Astfel de revolte, adesea întâmpinate cu înfrângeri sângeroase, au continuat pe parcursul secolului al XVII-lea. 

### Perioada modernă timpurie
Republica Venețiană a fost dizolvată de Franța, iar Slovenia venețiană a fost transferată Imperiului Austriac în 1797. Țările Slovene⁠(d) au făcut parte din Provinciile Ilirice⁠(d) administrate de francezi, înființate de Napoleon, apoi din Imperiul Austriac și Austro-Ungaria. Slovenii trăiau în cea mai mare parte a Carniolei, în sudul ducatelor din Carintia și Styria, în nordul și estul litoralului austriac, precum și în Prekmurje din Regatul Ungariei. Industrializarea a fost însoțită de construcția de căi ferate care să lege orașele și târgurile, însă urbanizarea era limitată. 
Din cauza oportunităților limitate, între 1880 și 1910 a existat o emigrare extinsă, iar aproximativ 300.000 de sloveni (adică 1 din 6) au emigrat în alte țări, mai ales în SUA, dar și în America de Sud (în principal în Argentina); Germania, Egipt și în orașele mai mari din Austro-Ungaria, în special Viena și Graz. Zona din Statele Unite cu cea mai mare concentrație de imigranți sloveni este Cleveland, Ohio. Celelalte locații din Statele Unite unde s-au stabilit mulți sloveni au fost zone cu activități industriale și miniere importante: Pittsburgh, Chicago, Pueblo, Butte, Minnesota de Nord și Valea Salt Lake. Bărbații erau importanți ca muncitori în industria minieră, datorită unor aptitudini pe care le-au deprins în Slovenia. În ciuda acestui fapt, populația slovenă a crescut semnificativ. Alfabetizarea a fost extrem de ridicată, la 80-90%.
În secolul al XIX-lea a apărut o revigorare a culturii în limba slovenă, însoțită de o căutare naționalistă romantică⁠(d) pentru autonomie culturală și politică. Ideea unei Slovenii Unite⁠(d), înaintată mai întâi în timpul revoluțiilor din 1848, a devenit platforma comună a majorității partidelor și mișcărilor politice slovene din Austro-Ungaria. În aceeași perioadă, iugoslavismul⁠(d), o ideologie care subliniază unitatea tuturor popoarelor slave din sud, s-a răspândit ca reacție la naționalismul pan-german⁠(d) și iredentismul italian⁠(d). 

### Primul Război Mondial

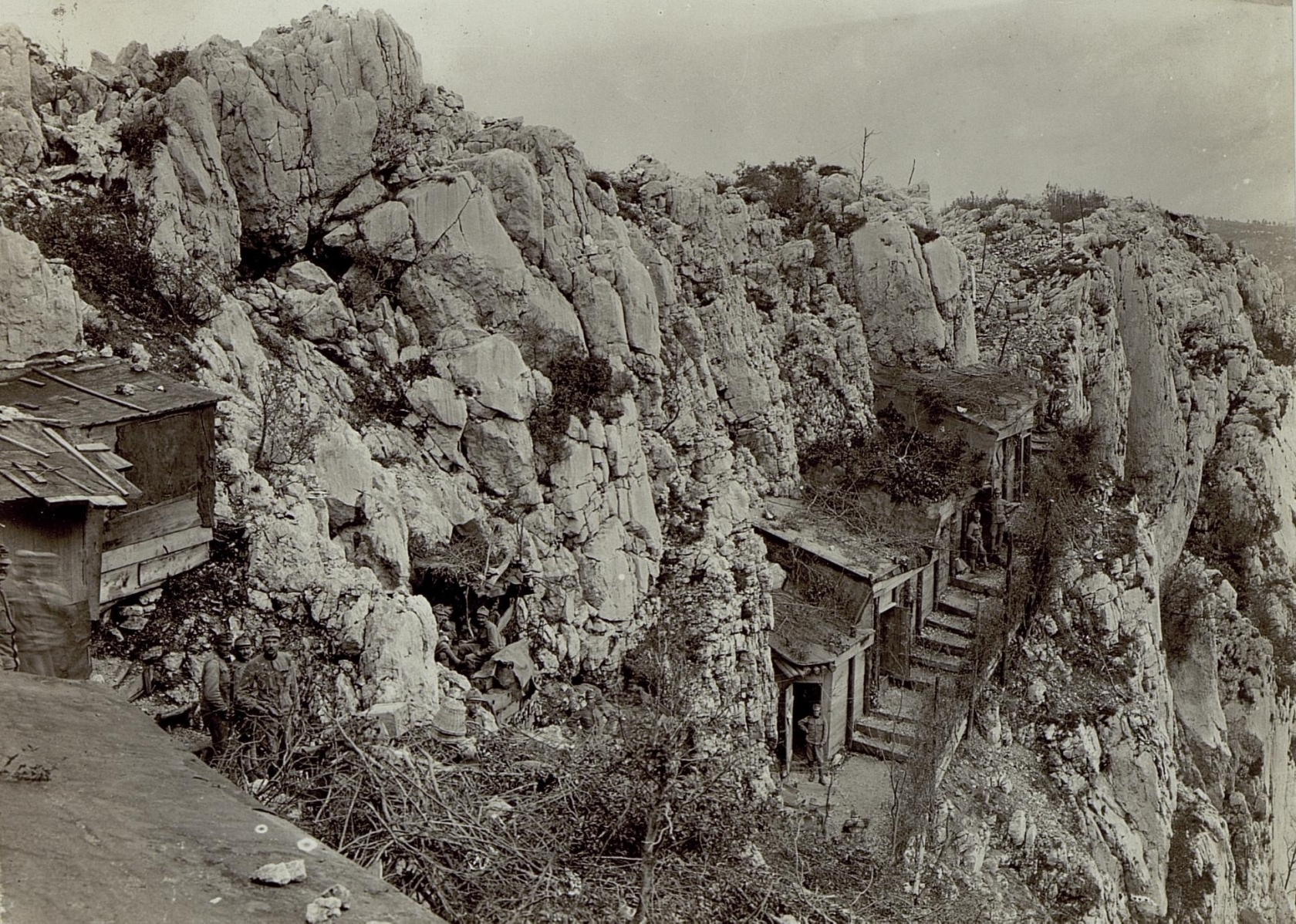
Bătăliile de pe Isonzo au avut loc mai ales în zonele muntoase accidentate deasupra râului Soča.

Primul Război Mondial a adus pierderi grele slovenilor, în special în cele douăsprezece bătălii de pe Isonzo, care au avut loc în zona actualei frontiere de vest a Sloveniei cu Italia. Sute de mii de soldați sloveni au fost luați în armata austro-ungară, și peste 30.000 dintre ei au murit. Sute de mii de sloveni din Gorizia și Gradisca au fost strămutați în lagărele de refugiați⁠(d) din Italia și Austria. În timp ce refugiații din Austria au primit un tratament decent, refugiații sloveni din lagărele italiene au fost tratați ca dușmani ai statului și câteva mii au murit de malnutriție și boli între 1915 și 1918.  Zone întregi din litoralul sloven au fost distruse. 
Tratatul de la Rapallo⁠(d) din 1920 a lăsat aproximativ 327.000 de persoane din populația totală de 1,3 milioane de sloveni în Italia. După ce fasciștii au preluat puterea în Italia, ei au fost supuși unei politici de italianizare fascistă⁠(d) violentă. Aceasta a dus la emigrarea în masă a slovenilor, în special a clasei de mijloc, din Litoral⁠(d) și Trieste în Iugoslavia și America de Sud. Cei care au rămas au organizat mai multe rețele conectate de rezistență pasivă și armată. Cea mai cunoscută a fost organizația militantă antifascistă TIGR⁠(d), formată în 1927 pentru a lupta împotriva opresiunii fasciste a populației slovene și croate în Veneția Iuliană⁠(d).

### Regatul sârbilor, croați și slovenilor (mai târziu Regatul Iugoslaviei)
Partidul Popular Sloven⁠(d) a lansat o mișcare de autodeterminare, cerând crearea unui stat al slavilor de sud, semi-independent, sub conducere habsburgică. Propunerea a fost ridicată de majoritatea partidelor slovene și a urmat o mobilizare în masă a societății civile slovene, cunoscută sub numele de Mișcarea Declarației. Această cerere a fost respinsă de elitele politice austriece; dar după dizolvarea Imperiului Austro-Ungar în urma Primului Război Mondial, Consiliul Național al Slovenilor, Croaților și Sârbilor a preluat puterea la Zagreb la 6 octombrie 1918. La 29 octombrie, independența a fost declarată de o reuniune națională în Ljubljana și de către parlamentul croat, declarând înființarea noului stat al slovenilor, croaților și sârbilor. 

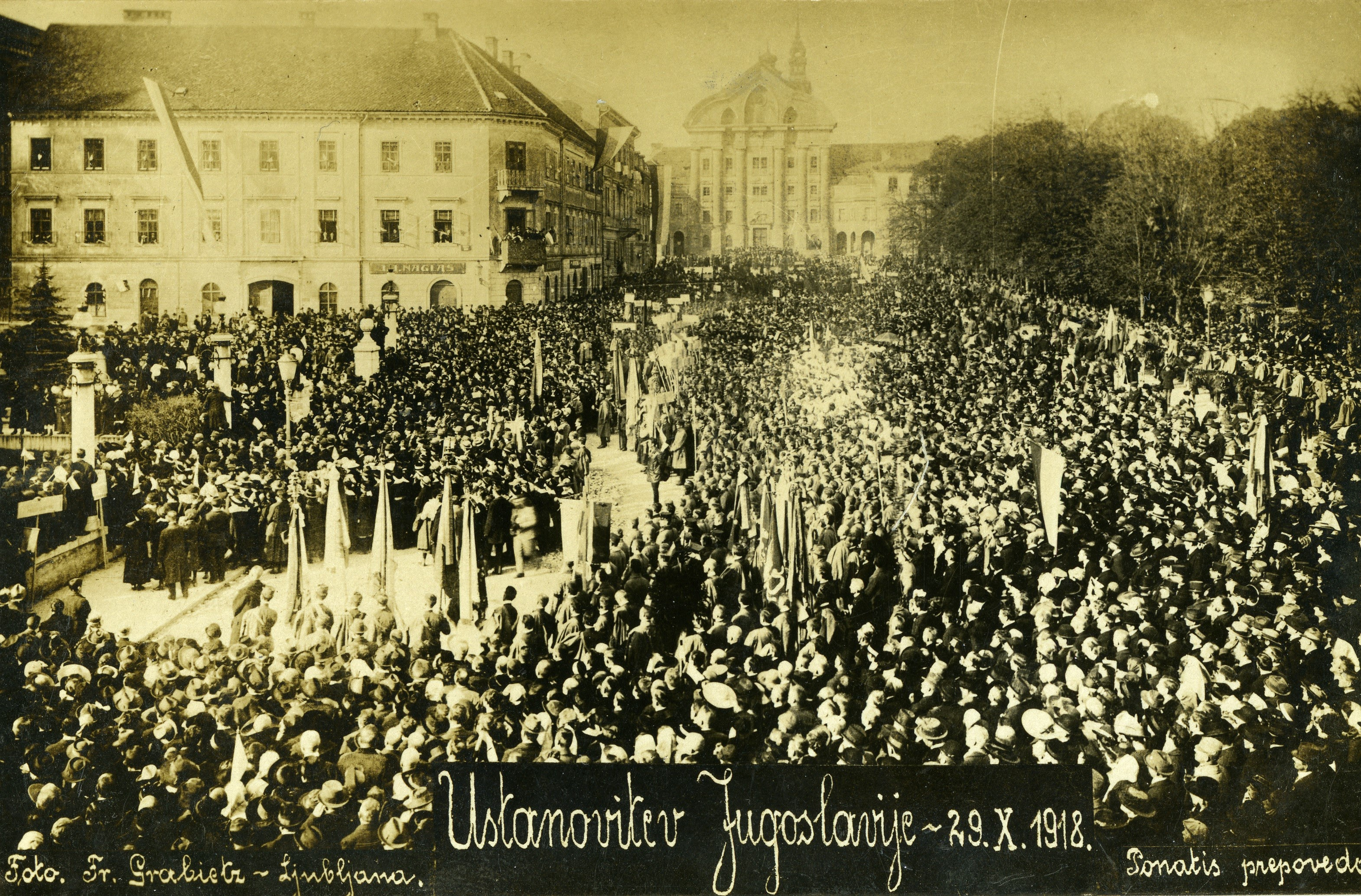
Proclamarea statului sloven, croat și sârb în din Ljubljana la

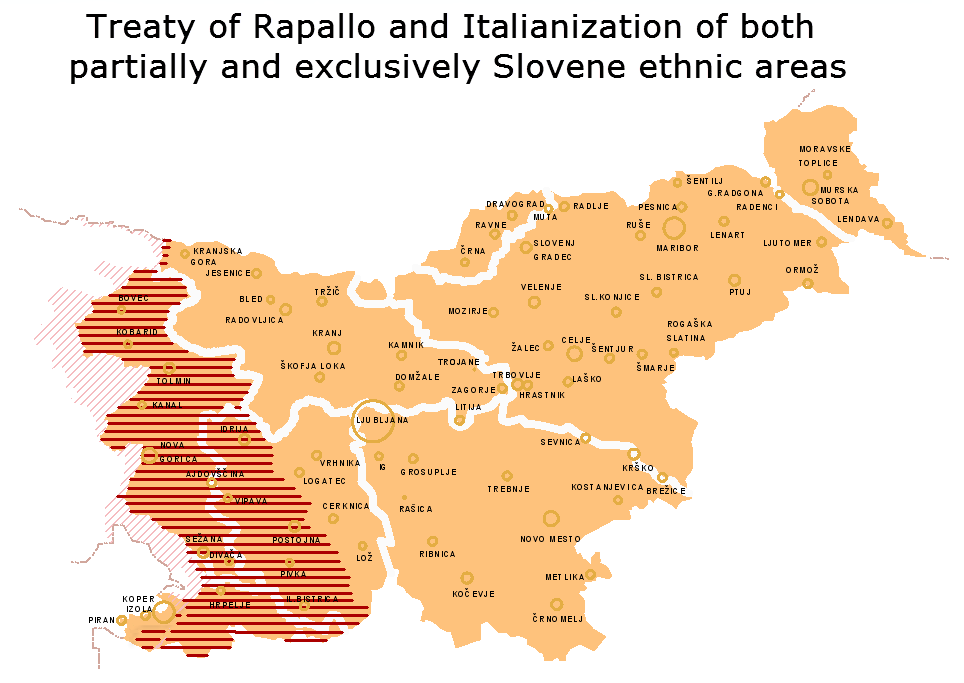
Hartă care prezintă teritoriul actual al Sloveniei, cu limitele regionale tradiționale; teritoriile slovenofone anexate de Italia după Primul Război Mondial sunt afișate în dungi

La 1 decembrie 1918, statul slovenilor, croaților și sârbilor s-a unit cu Serbia, devenind parte a noului Regat al Sârbilor, Croaților și Slovenilor; în 1929, el și-a schimbat numele în Regatul Iugoslaviei. Cea mai mare parte a teritoriului Sloveniei, fiind cel mai industrializat și mai occidentalizat, comparativ cu alte părți mai puțin dezvoltate ale Iugoslaviei, a devenit principalul centru al producției industriale: în comparație cu Serbia, de exemplu, producția industrială slovenă era de patru ori mai mare; și față de Macedonia, de 22 de ori. Perioada interbelică a adus și mai multă industrializare Sloveniei, cu o creștere economică rapidă în anii 1920, urmată de o ajustare economică relativ reușită după Marea Criză Economică din 1929. 
În urma unui plebiscit din octombrie 1920, sudul slovenofon al Carintiei a fost cedat Austriei. Prin Tratatul de la Trianon, pe de altă parte, Regatul Iugoslaviei a primit regiunea Prekmurje, locuită de sloveni, care făcea parte din jumătatea maghiară a Austro-Ungariei. 
Slovenii care locuiesc în teritorii care au căzut sub conducerea statelor vecine — Italia, Austria și Ungaria — au fost supuși asimilării. 

### Al Doilea Război Mondial
Slovenia a fost singura națiune europeană de astăzi care a fost separată în trei și complet anexată atât de Germania Nazistă, cât și de Italia fascistă în timpul celui de al Doilea Război Mondial. În plus, regiunea Prekmurje din est a fost atașată Ungariei, iar câteva sate din Valea inferioară a Savei⁠(d) au fost încorporate în nou-creatul Stat Independent al Croației (NDH). 

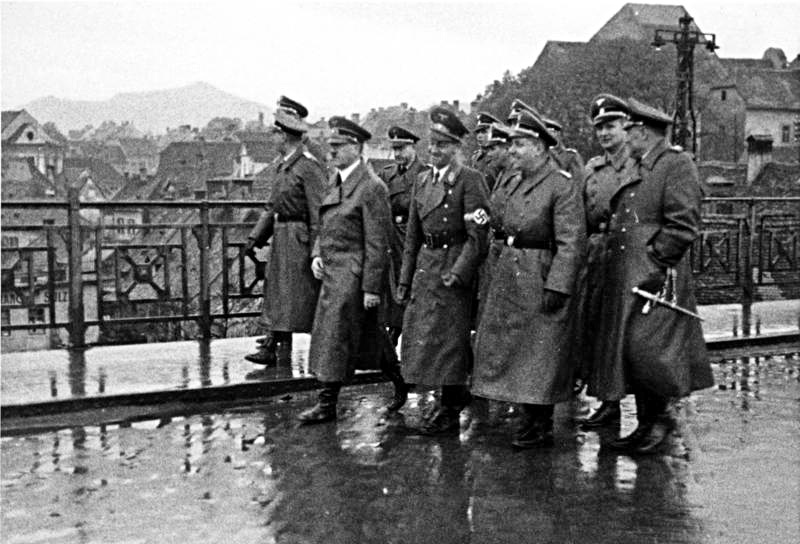
Adolf Hitler și Martin Bormann vizitează Maribor în aprilie 1941.

Forțele Axei au invadat Iugoslavia în aprilie 1941 și au învins țara în câteva săptămâni. Partea de sud a Sloveniei, inclusiv Ljubljana, a fost anexată Italiei, în timp ce naziștii au preluat partea nordică și estică a țării. Naziștii aveau un plan de purificare etnică a acestor zone și au reinstalat sau au expulzat populația civilă slovenă în statele-marionetă Serbia lui Nedić (7500) și Croația ustașilor (10.000). În plus, aproximativ 46.000 de sloveni au fost expulzați în Germania, inclusiv copii care au fost separați de părinți și dați unor familii germane. În același timp, etnicii germani din enclava Gottschee⁠(d) din zona anexată de Italia au fost strămutați în zonele controlate de naziști, curățate de populația slovenă. Aproximativ 30.000 până la 40.000 de bărbați sloveni au fost recrutați în armata germană și trimiși pe frontul de est. Limba slovenă a fost interzisă în educație, iar utilizarea ei în viața publică a fost limitată la minimul absolut.
În partea de central-sudică a Sloveniei, anexată de Italia fascistă și redenumită provincia Lubiana⁠(d), în aprilie 1941 a fost organizat Frontul Sloven de Eliberare Națională⁠(d). Condus de Partidul Comunist, el a format unitățile partizane slovene⁠(d) ca parte a partizanilor iugoslavi în frunte cu liderul comunist Josip Broz Tito.

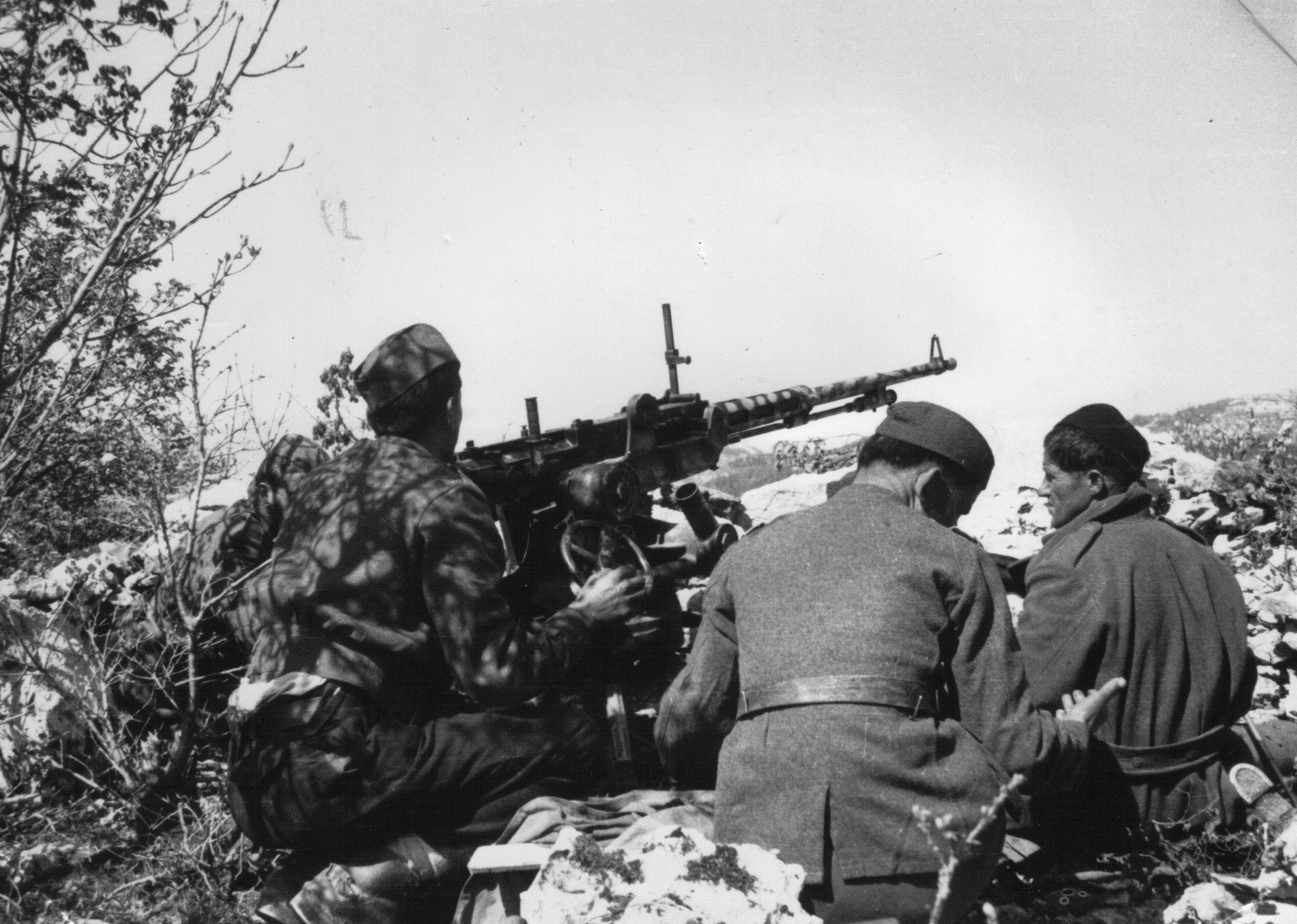
Partizani luptând pentru regiunea Trieste și Primorje, 1945

După declanșarea rezistenței în vara anului 1941, a crescut și violența italiană împotriva populației civile slovene. Autoritățile italiene au deportat circa 25.000 de persoane în lagărele de concentrare⁠(d), adică 7,5% din populația zonei de ocupație. Cele mai grele condiții erau în lagărele Rab⁠(d) și Gonars⁠(d). Pentru a contracara insurgența condusă de comuniști, italienii au sponsorizat unități antigherilă locale, formate în mare parte din populația conservatoare catolică locală, care respingea violența revoluționară a partizanilor. După armistițiul cu Italia din septembrie 1943, germanii au preluat atât provincia Ljubljana, cât și litoralul sloven, încorporându-le în zona operațională a litoralului Mării Adriatice. Ei au unit contrainsurgența anticomunistă slovenă în Garda Internă Slovenă⁠(d) și au stabilit un regim-marionetă în provincia Ljubljana. Rezistența anti-nazistă s-a extins însă, creându-și propriile structuri administrative ca bază pentru statalitatea slovenă în cadrul unei noi Iugoslavii federale și socialiste.
În 1945, Iugoslavia a fost eliberată de rezistența partizană și în curând a devenit o federație socialistă cunoscută sub numele de Republica Populară Federală Iugoslavia. Slovenia a aderat la federație ca republică constitutivă, condusă de propria sa conducere pro-comunistă. 
Aproximativ 8% din întreaga populație slovenă a decedat în timpul celui de al Doilea Război Mondial. Mica comunitate evreiască, în cea mai mare parte stabilită în regiunea Prekmurje, a pierit în 1944 în holocaustul evreilor maghiari⁠(d). Minoritatea vorbitoare de limbă germană, care reprezenta 2,5% din populația Sloveniei înainte de al Doilea Război Mondial, a fost fie expulzată, fie ucisă în urma războiului. Sute de italieni istrieni și sloveni⁠(d) care s-au opus comunismului au fost uciși în masacrele din foibe⁠(d) și mai mult de 25.000 au fugit sau au fost expulzați din Istria slovenă⁠(d) în urma războiului.

### Perioada socialistă

Locația Sloveniei în Republica Socialistă Federală Iugoslavia

După restabilirea Iugoslaviei în timpul celui de al Doilea Război Mondial, Slovenia a devenit parte a Iugoslaviei Federale. A fost format un stat socialist, dar din cauza rupturii Tito-Stalin din 1948, libertățile economice și personale au rămas mai largi decât în țările Blocul Răsăritean. În 1947, litoralul sloven⁠(d) și jumătatea de vest a Carniolei Interioare⁠(d), care fuseseră anexate de Italia după Primul Război Mondial, au fost atașate Sloveniei. 
După eșecul colectivizării forțate, care a fost încercată din 1949-1953, s-a introdus o politică de liberalizare economică treptată, cunoscută sub denumirea de autogestiune muncitorească, sub îndrumarea și supravegherea teoreticianului marxist și liderului comunist Edvard Kardelj⁠(d), principalul ideolog al căii titoiste către socialism. Cei suspectați de a fi adversari ai acestei politici, atât din interiorul, cât și din afara Partidului Comunist, au fost persecutați și mii de oameni au fost trimiși la Goli Otok. 

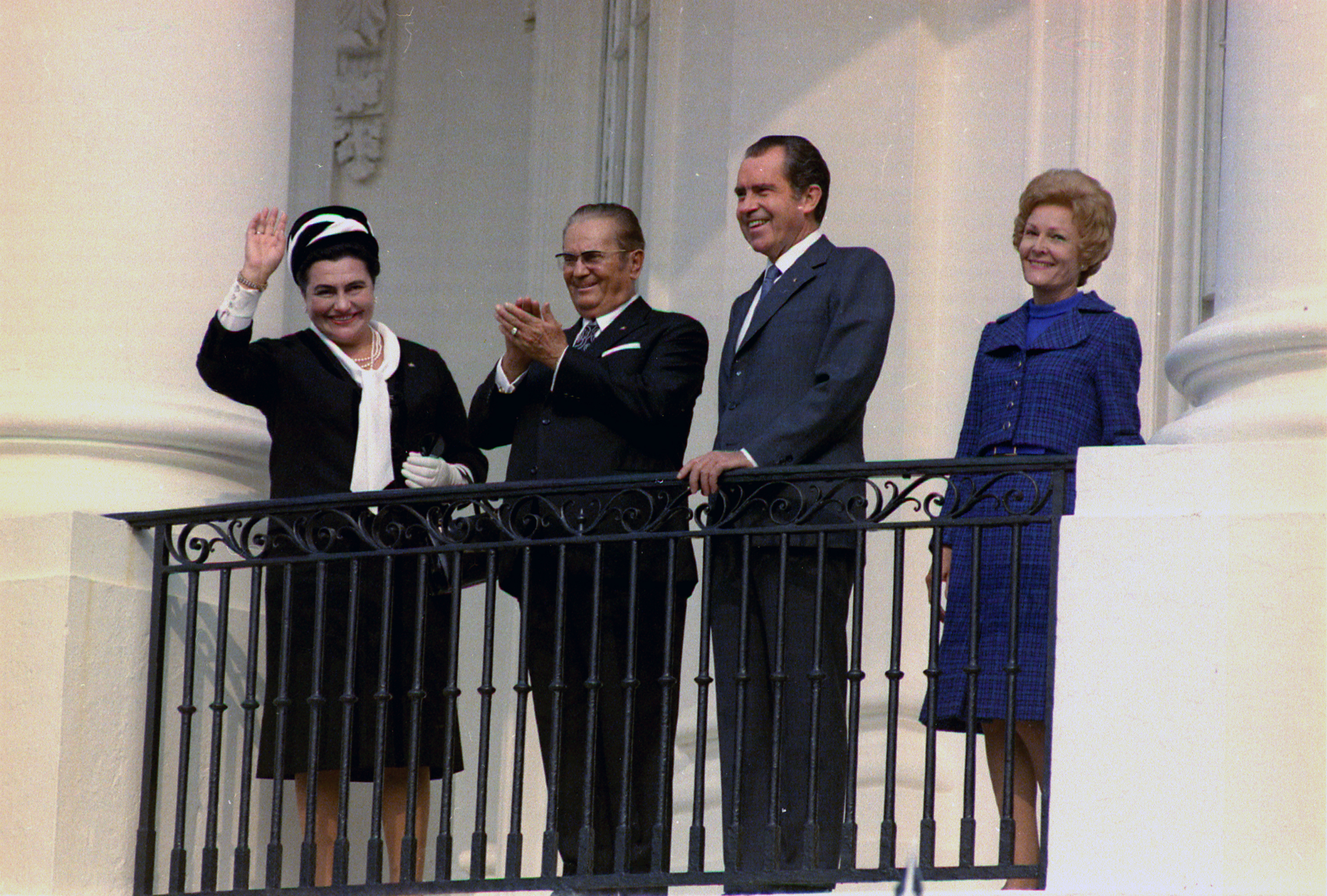
Josip Broz Tito a condus RSF Iugoslavia între 1944 și 1980; În fotografie: Tito cu președintele american Richard Nixon la Casa Albă, 1971

Sfârșitul anilor 1950 a adus o politică de liberalizare în sfera culturală, iar limitarea trecerii frontierei cu Italia și Austria învecinate a fost permisă din nou. Până în anii 1980, Slovenia s-a bucurat de o autonomie relativ largă în cadrul federației. În 1956, Josip Broz Tito, alături de alți lideri, a fondat Mișcarea de Nealiniere. În special în anii 1950, economia Sloveniei s-a dezvoltat rapid și a fost puternic industrializată. Odată cu descentralizarea economică a Iugoslaviei în 1965-1966, produsul intern al Sloveniei ajunsese de 2,5 ori mai mare decât media republicilor iugoslave. 
Opoziția față de regim a fost în mare parte limitată la cercurile intelectuale și literare și a devenit deosebit de vocală după moartea lui Tito în 1980, când situația economică și politică din Iugoslavia a devenit foarte tensionată. Disputele politice pe marginea măsurilor economice au fost reluate în sentimentul publicul, deoarece mulți sloveni simțeau că sunt exploatați economic, trebuind să susțină o administrație federală costisitoare și ineficientă. 

### Primăvara Slovenă, democrația și independența
În 1987, un grup de intelectuali a cerut independența Sloveniei în numărul 57⁠(d) al revistei Nova revija⁠(d). S-au declanșat numeroase cereri de democratizare și de mai multă independență pentru Slovenia. O mișcare democratică de masă, coordonată de Comitetul pentru Apărarea Drepturilor Omului⁠(d), a cerut comuniștilor să se orienteze în direcția reformelor democratice. 
În septembrie 1989, au fost adoptate numeroase amendamente constituționale pentru introducerea democrației parlamentare în Slovenia. La 7 martie 1990, Adunarea Sloveniei a schimbat denumirea oficială a statului în „Republica Slovenia”. În aprilie 1990 au avut loc primele alegeri democratice în Slovenia, iar mișcarea unită de opoziție DEMOS⁠(d) condusă de Jože Pučnik⁠(d) a ieșit victorioasă. 

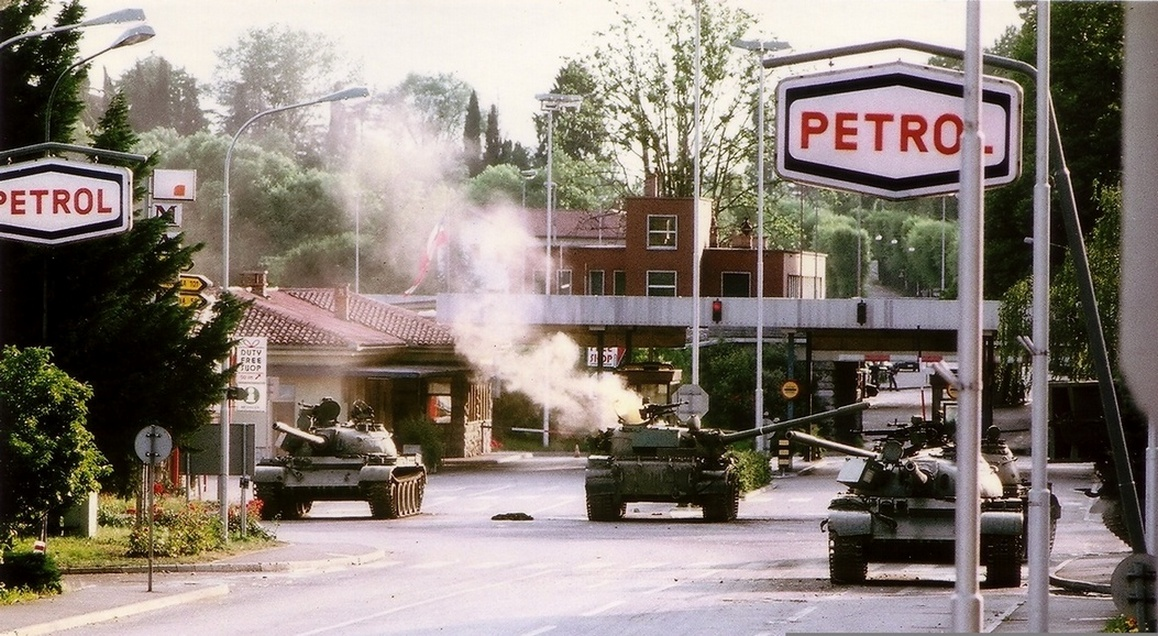
Forțele slovene atacă un tanc al armatei iugoslave în timpul Războiului de Zece Zile, 1991

Evenimentele revoluționare inițiale din Slovenia au precedat revoluțiile din 1989 în Europa de Est cu aproape un an, dar au fost în mare parte uitate de observatorii internaționali. La 23 decembrie 1990, peste 88% din alegători au votat pentru o Slovenie suverană și independentă.  La 25 iunie 1991, Slovenia a devenit independentă prin transmiterea documentelor juridice corespunzătoare. În zorii zilei de 27 iunie, Armata Populară Iugoslavă a trimis forțe pentru a preveni măsuri suplimentare de separare a Sloveniei, ceea ce a dus la Războiul de Zece Zile.  La 7 iulie, s-a semnat Acordul de la Brijuni, implementând un armistițiu și un moratoriu de trei luni pe independența Sloveniei. La sfârșitul lunii, ultimii soldați ai armatei iugoslave au părăsit Slovenia. 
În decembrie 1991 a fost adoptată o nouă constituție, urmată în 1992 de legile privind deznaționalizarea și privatizarea. Membrii Uniunii Europene au recunoscut Slovenia ca stat independent la 15 ianuarie 1992, iar Organizația Națiunilor Unite a acceptat-o ca membră pe 22 mai 1992.
Slovenia a aderat la Uniunea Europeană la 1 mai 2004. Slovenia are un comisar în Comisia Europeană și șapte europarlamentari sloveni în Parlamentul European. Tot în 2004, Slovenia a aderat și la NATO. Slovenia a reușit ulterior să îndeplinească criteriile de la Maastricht și a aderat la Zona Euro (prima țară post-comunistă care a realizat acest lucru) la 1 ianuarie 2007. A fost prima țară postcomunistă care a deținut președinția Consiliului Uniunii Europene, pentru primele șase luni ale anului 2008. La 21 iulie 2010, a devenit membră a OCDE.

## Geografie

Hartă topografică a Sloveniei

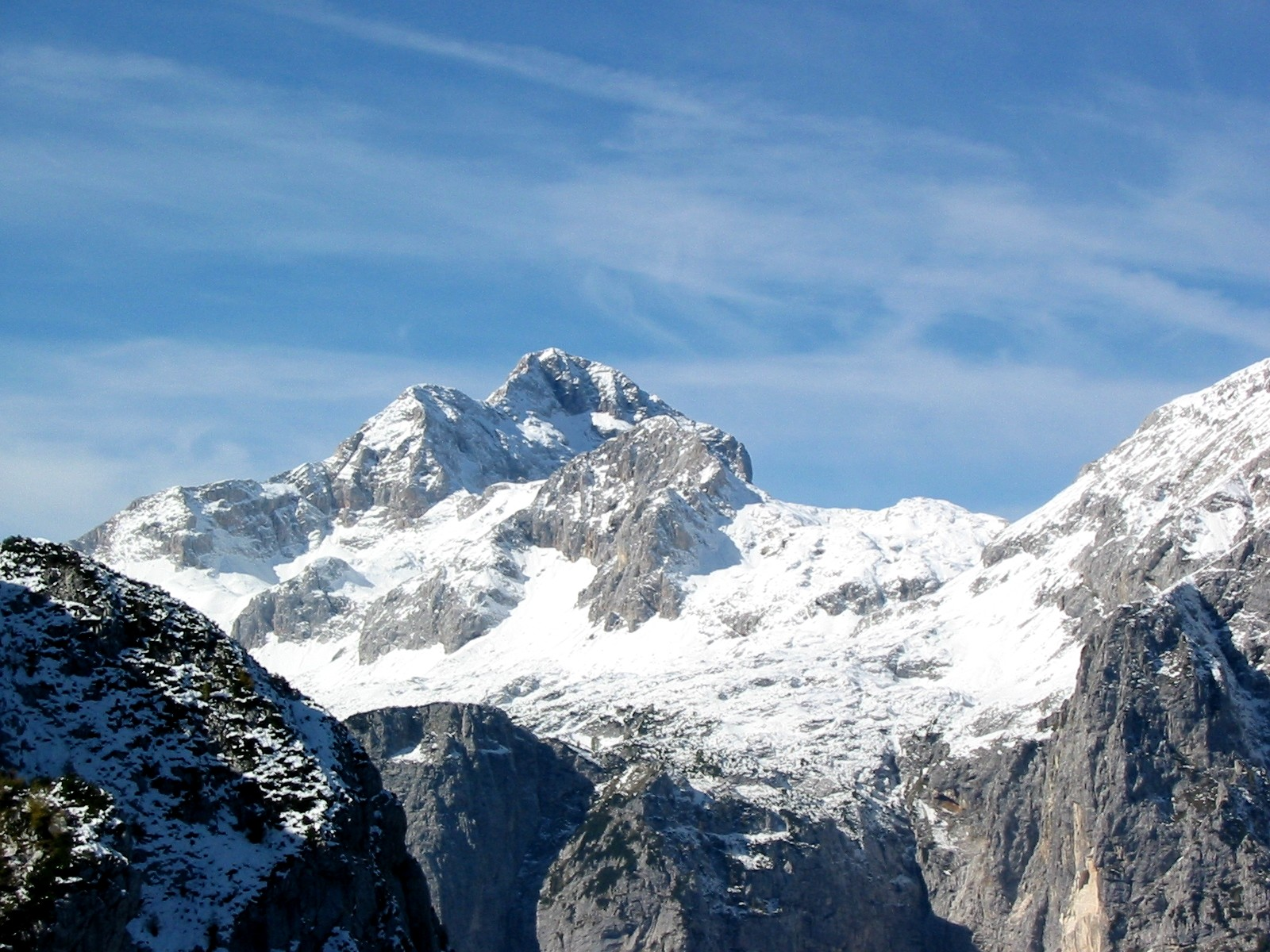
Muntele Triglav

Slovenia este situată în Europa Centrală și de Sud-Est, atingând Alpii și cu ieșire la Marea Mediterană. Se află între latitudinile de 45° și 47° N⁠(d) și longitudinile de 13°⁠(d) și 17° E.⁠(d) Al 15-lea meridian estic⁠(d) aproape corespunde cu mijlocul pe direcția vest-est. Centrul Geometric al Republicii Slovenia⁠(d) se află la coordonatele 46°07'11.8 "N și 14°48'55.2" E, în Slivna, în comuna Litija. Cel mai înalt vârf al Sloveniei este Triglav (2.864 m); altitudinea medie a țării deasupra nivelului mării este de 557 m. 
Patru regiuni geografice europene se întâlnesc în Slovenia: Alpii, Alpii Dinaricii, Câmpia Panonică și Marea Mediterană. Deși se află pe malul Mării Adriatice, cea mai mare parte a Sloveniei se află în bazinul hidrografic al Mării Negre. Alpii — inclusiv Alpii Iulieni, Alpii Kamnik-Savinja și lanțul Karawank, precum și masivul Pohorje — domină nordul Sloveniei de-a lungul graniței sale lungi cu Austria. Coasta slovenă a Mării Adriatice se întinde pe aproximativ 47 km  între Italia și Croația. 
Termenul „relief carstic” este denumit după platoul Karst din sud-vestul Sloveniei, o regiune calcaroasă cu râuri subterane, chei și peșteri, între Ljubljana și Marea Mediterană. Pe câmpia panonică de la est și nord-est, spre granițele cu Croația și Ungaria, peisajul este în esență șes. Cu toate acestea, majoritatea teritoriului sloven este deluros sau muntos, aproximativ 90% din suprafață fiind la altitudini de peste 200 m deasupra nivelului mării. 
Peste jumătate din țară (11.823 km²) este acoperită de păduri. Slovenia este, astfel, a treia cea mai împădurită țară din Europa, după Finlanda și Suedia. Pădurile sunt predominant fag, amestec brad-fag și fag-stejar și au o capacitate de producție relativ ridicată. Mai există încă și rămășițe ale pădurilor primordiale, cea mai mare din zona Kočevje. Pășunile acoperă 5.593 km², iar câmpurile și grădinile 954 km². Există 363 km² de livezi și 216 km² de vii. 

### Geologia

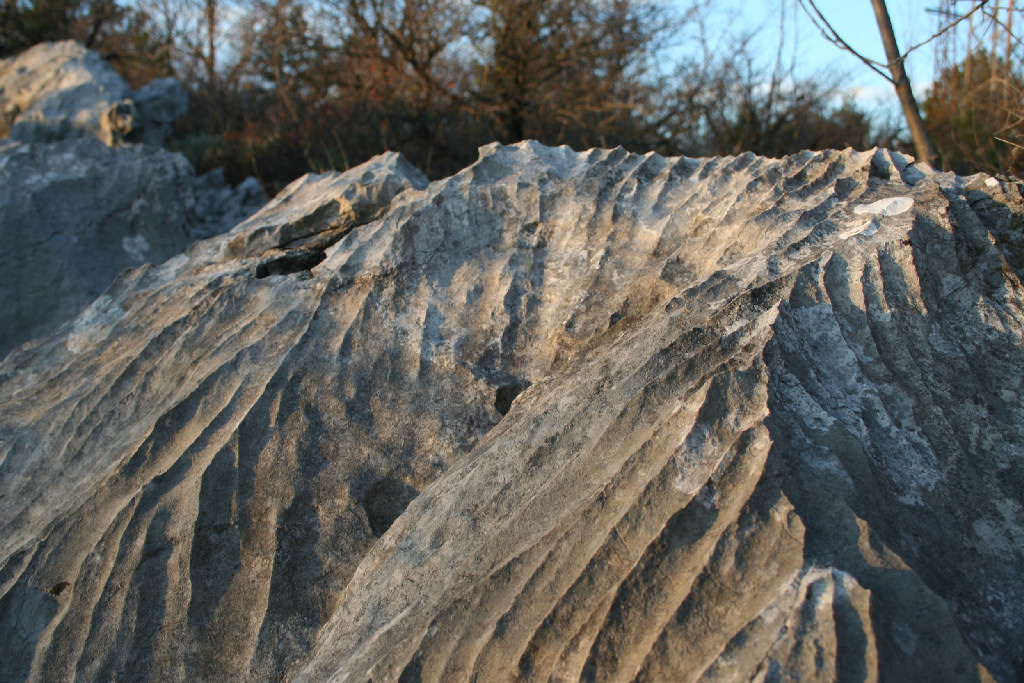
Scurgerile de soluții (cunoscute și sub denumirea de rillenkarren) sunt o caracteristică carstică a Podișului Karst, ca și în multe alte zone carstice ale lumii.

Slovenia se află într-o zonă seismică⁠(d) destul de activă datorită poziției sale pe placa Adriatică⁠(d), care este presată între placa eurasiatică la nord și placa africană⁠(d) la sud, rotindu-se în sens trigonometric. Astfel, țara se află la intersecția a trei unități geotectonice importante: Alpii la nord, Alpii Dinarici la sud, și Câmpia Panonică la est. Oamenii de știință au reușit să identifice 60 de cutremure distrugătoare de-a lungul istoriei. În plus, o rețea de stații seismice este activă în întreaga țară. Multe părți din Slovenia au un sol carbonat și s-a dezvoltat un sistem extins subteran. 

### Regiuni naturale
Primele regionalizări ale Sloveniei au fost făcute de geografii Anton Melik⁠(d) (1935-1936) și Svetozar Ilešič (1968). Noua regionalizare a lui Ivan Gams a împărțit Slovenia în următoarele macroregiuni:
- Alpii (Alpe)
- peisajele subalpine⁠(d) (predalpski svet)
- Litoralul sloven⁠(d) sau Slovenia Submediteraneană (Primorje sau submediteranska Slovenija)
- podișurile Dinarice ale Sloveniei continentale (dinarske planote celinske Slovenije)
- Slovenia subpanonică (subpanonska Slovenija)

Conform unei regionalizări geografice naturale mai noi, țara este formată din patru macroregiuni. Acestea sunt peisajele alpin, mediteraneean, dinaric și panonic. Macroregiunile sunt definite în funcție de unitățile principale de relief (Alpii, Câmpia Panonică, Alpii Dinarici) și tipurile de climă (submediteraneană, temperat-continentală, montană). Acestea sunt adesea destul de întrețesute. 

Zonele protejate din Slovenia cuprind parcurile naționale, parcurile regionale și parcurile naturale, cel mai mare dintre acestea fiind Parcul Național Triglav⁠(d). Există 286 de arii protejate Natura 2000, care reprezintă 36% din suprafața țării, cel mai mare procent din statele Uniunii Europene. În plus, potrivit Indicelui de Performanță Ecologică, calculat de Universitatea Yale, Slovenia este considerată „foarte performantă” datorită eforturilor de protecție a mediului.

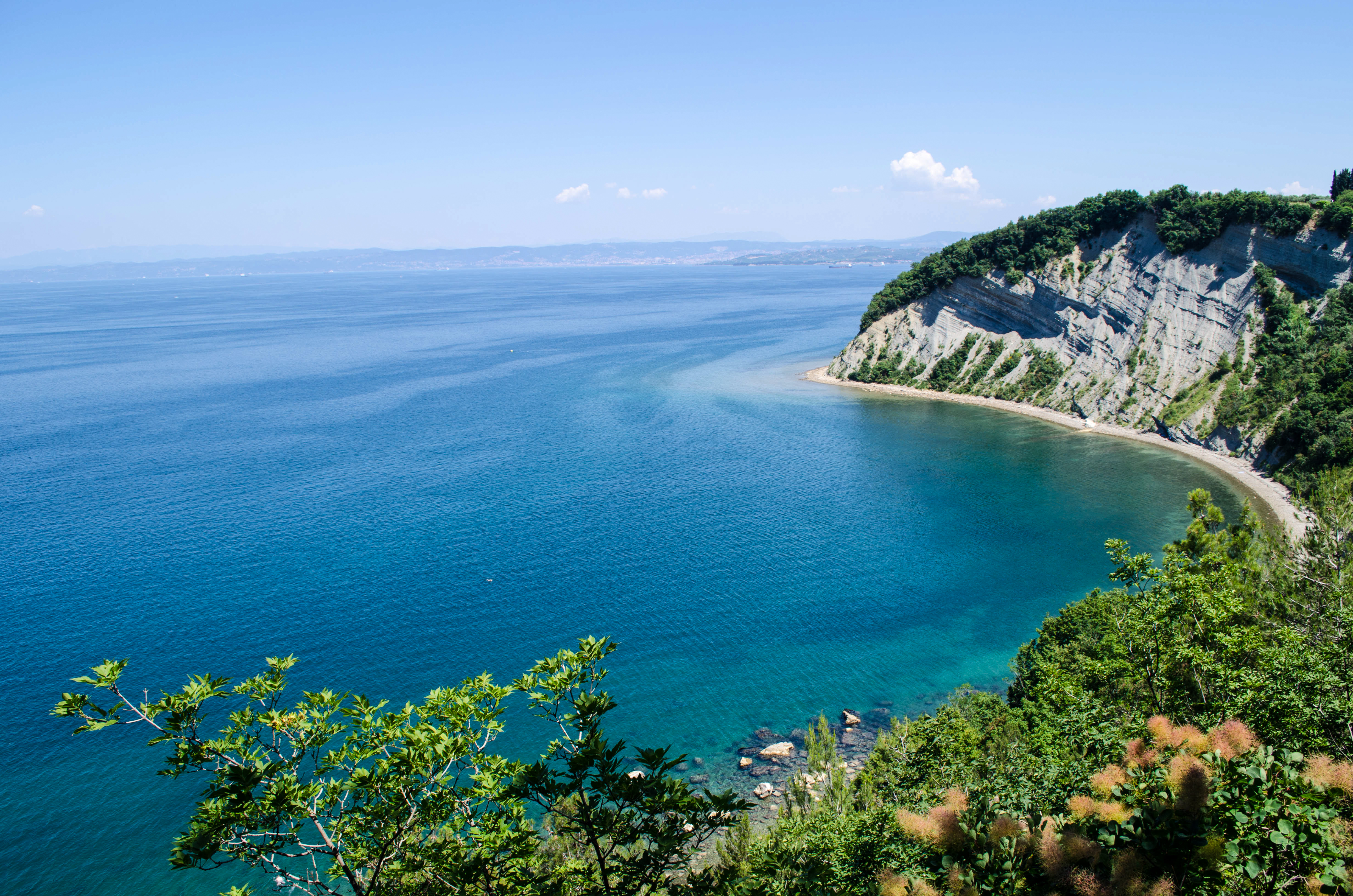
Coasta slovenă stâncoasă
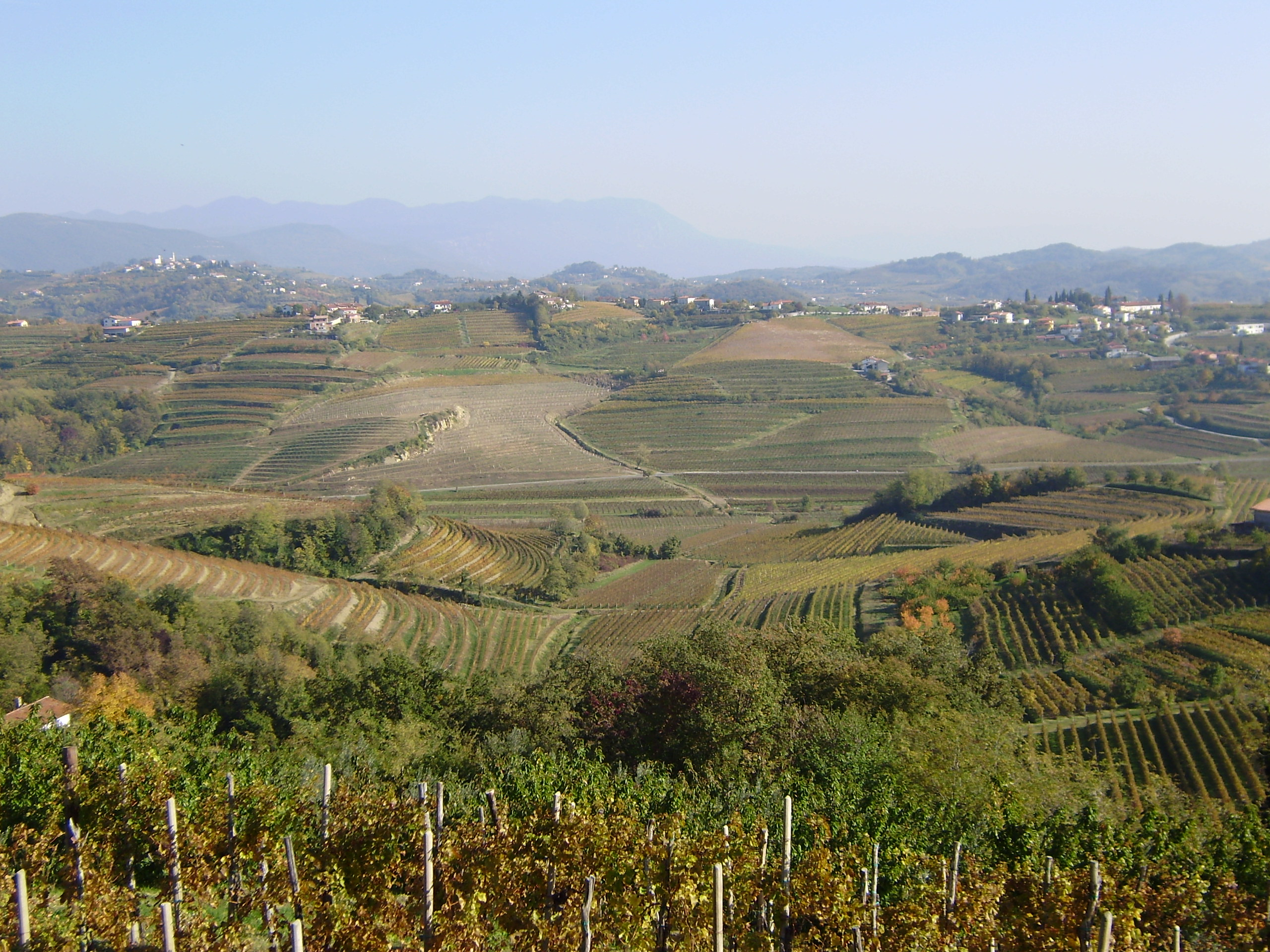
Slovenia submediteraneană: podgorii din dealurile Gorizia⁠(d)
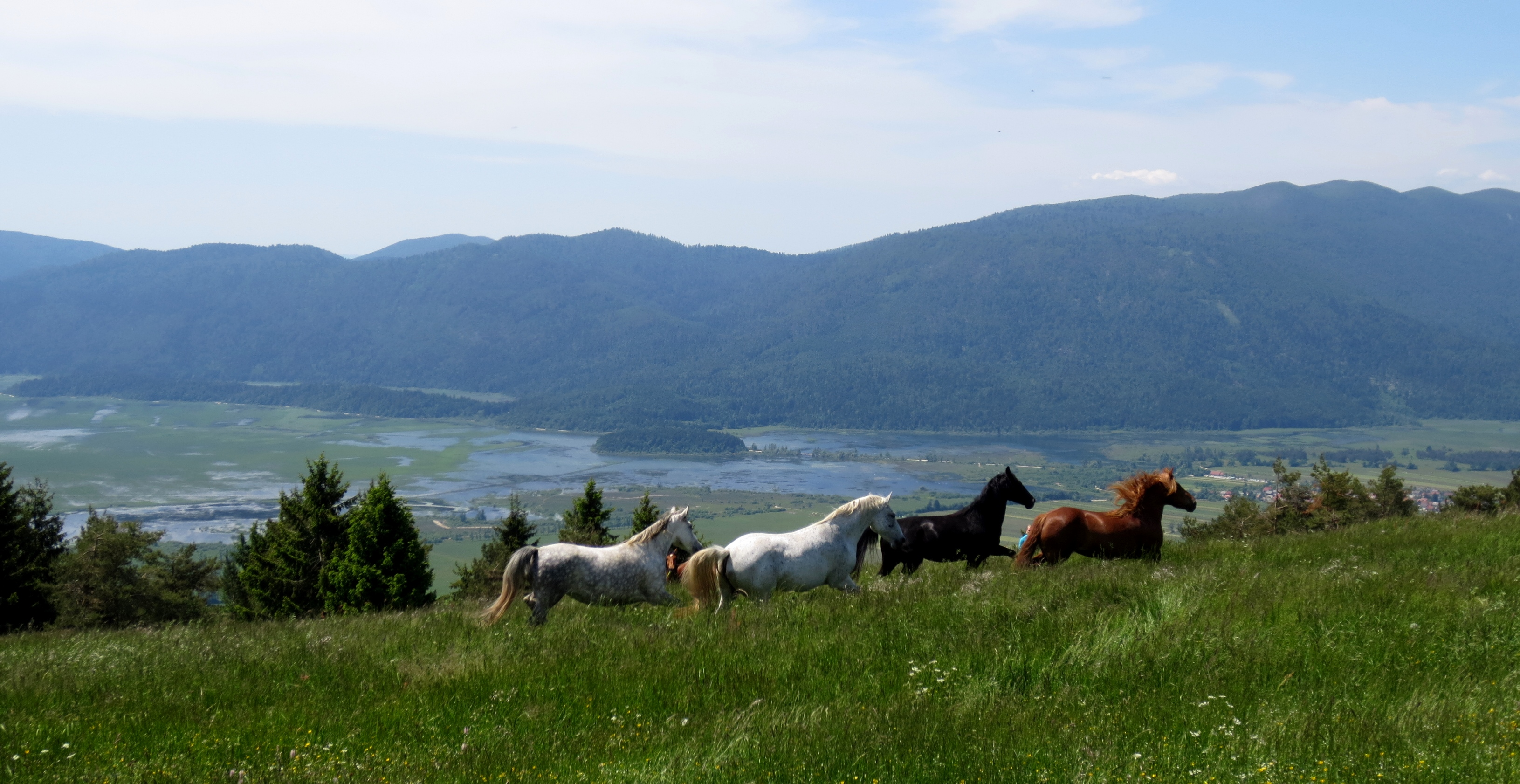
Slovenia Dinarică: Lacul intermitent Cerknica⁠(d)
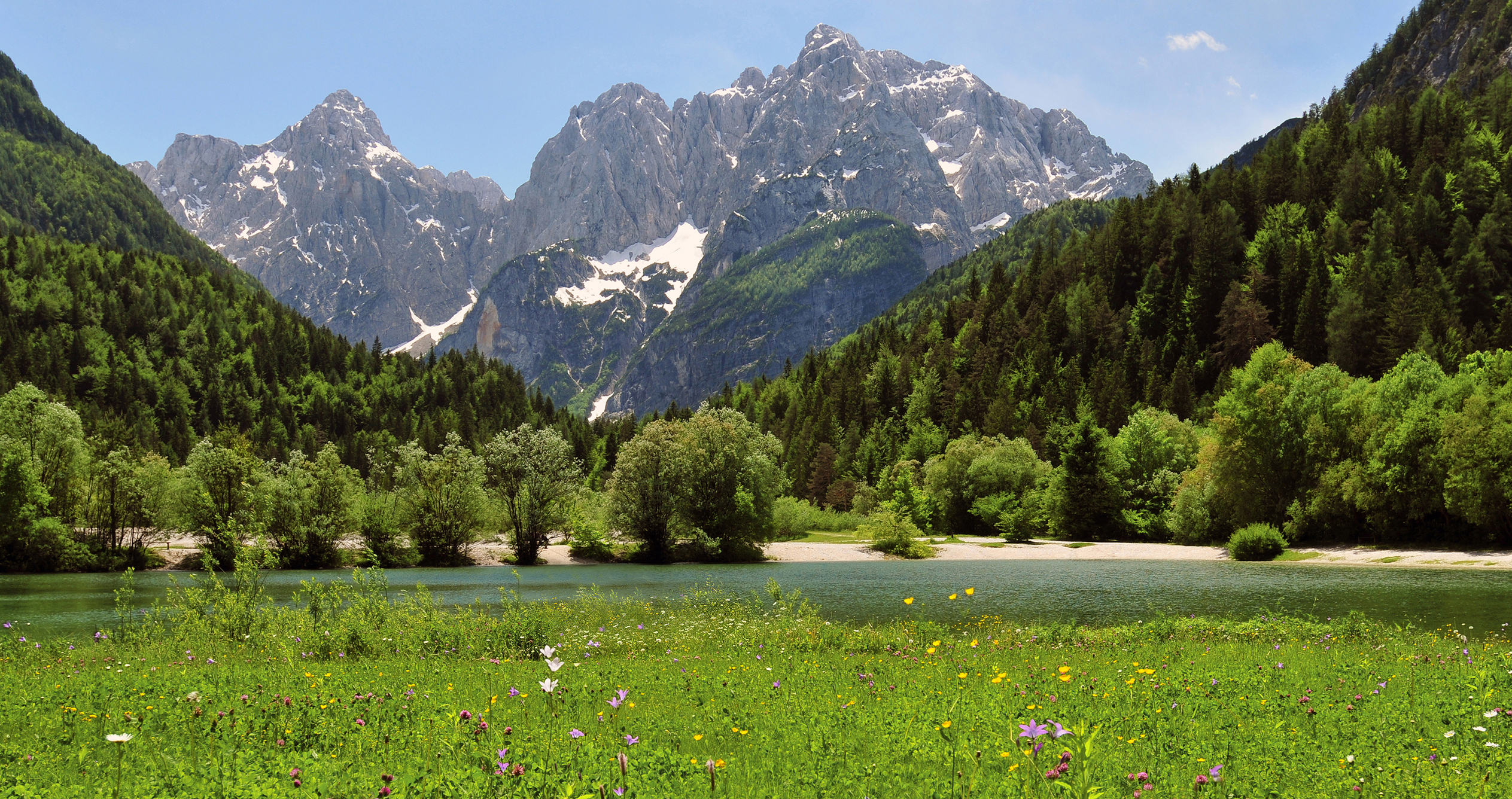
Peisaj alpin: Vedere la Lacul Jasna lângă Kranjska Gora, cu munții Prisojnik⁠(d) și Razor⁠(d) în spate
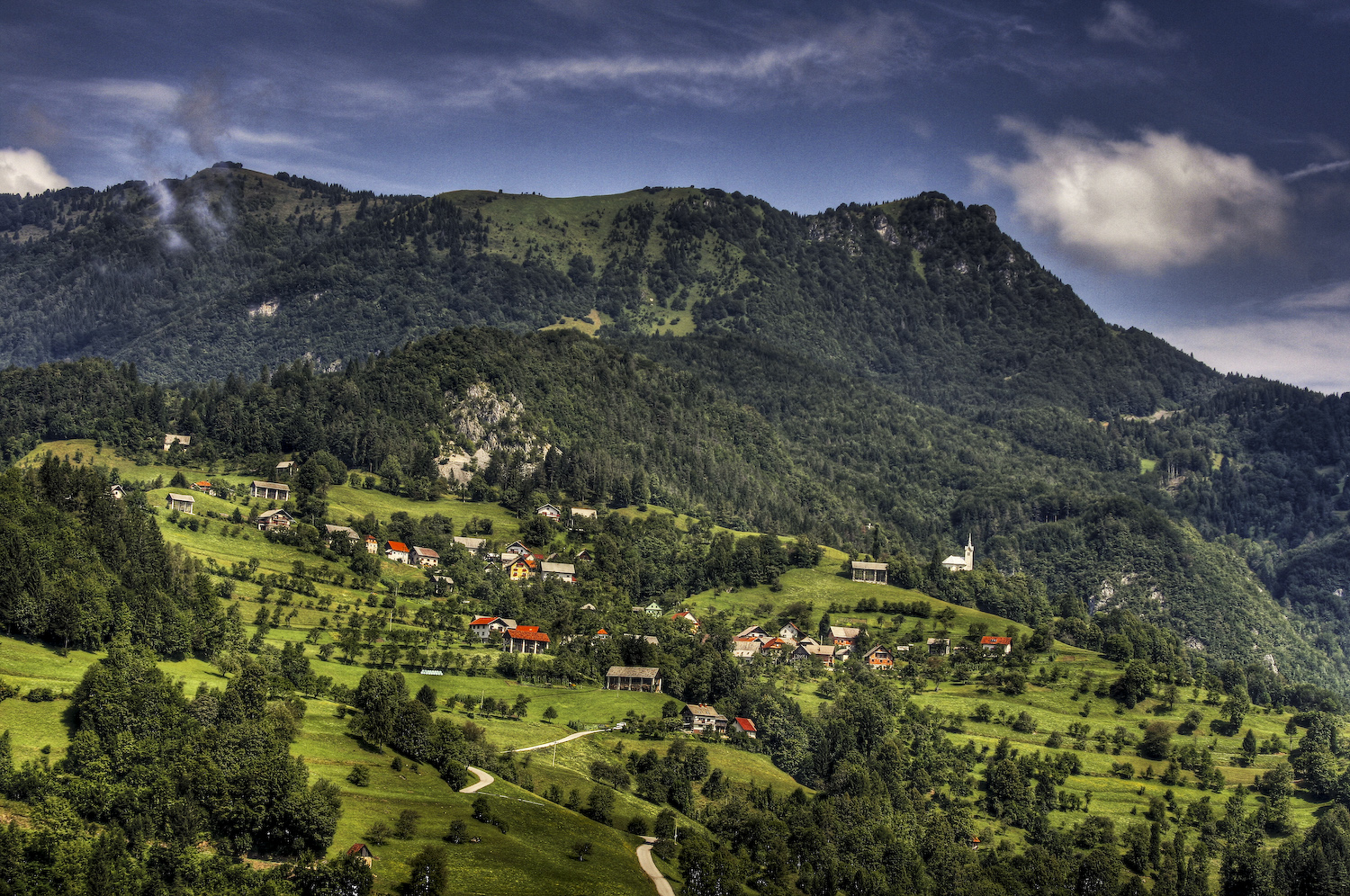
Peisaj subalpin: satul Labinje de lângă Cerkno
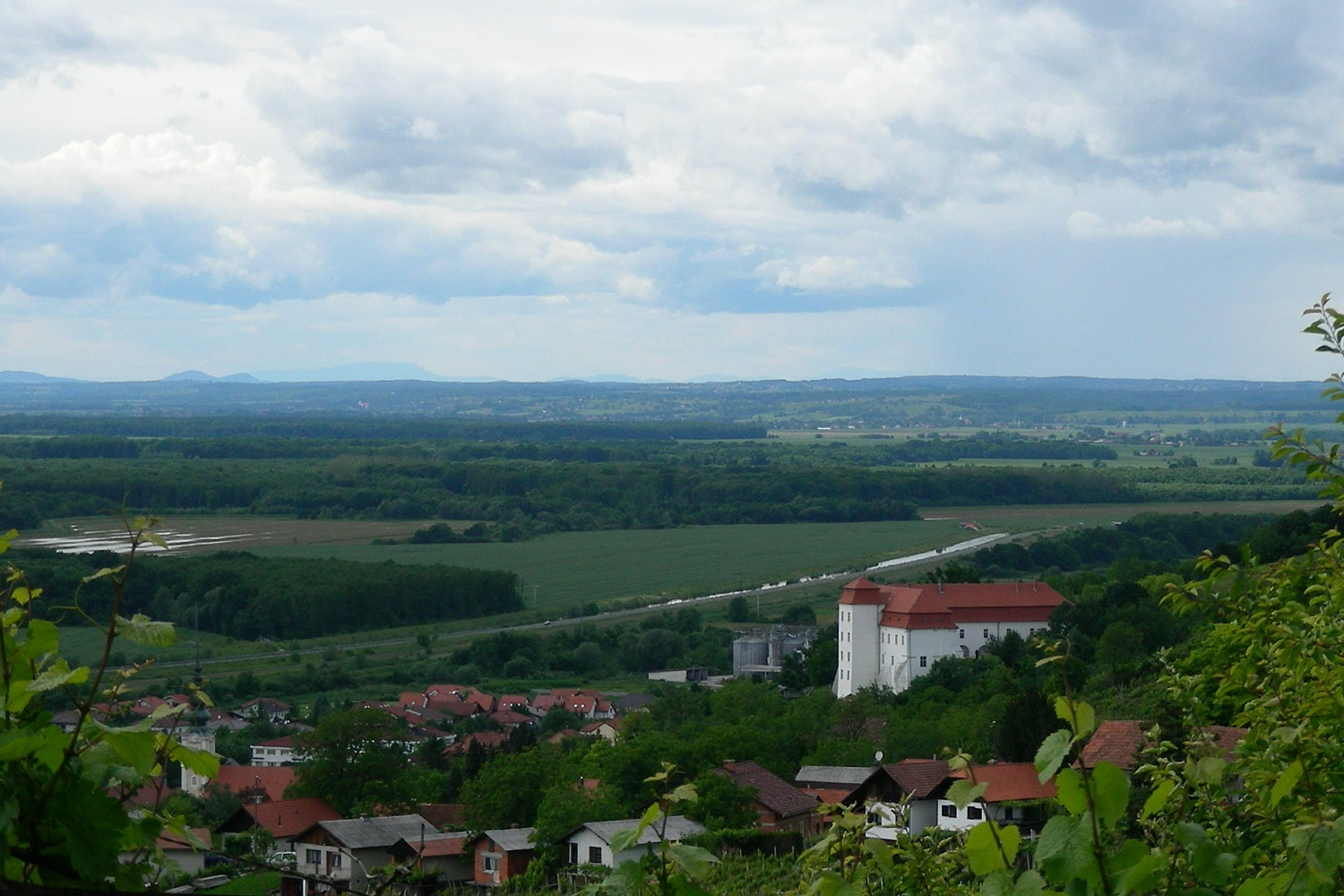
Slovenia panonică: orașul Lendava din Prekmurje

### Clima

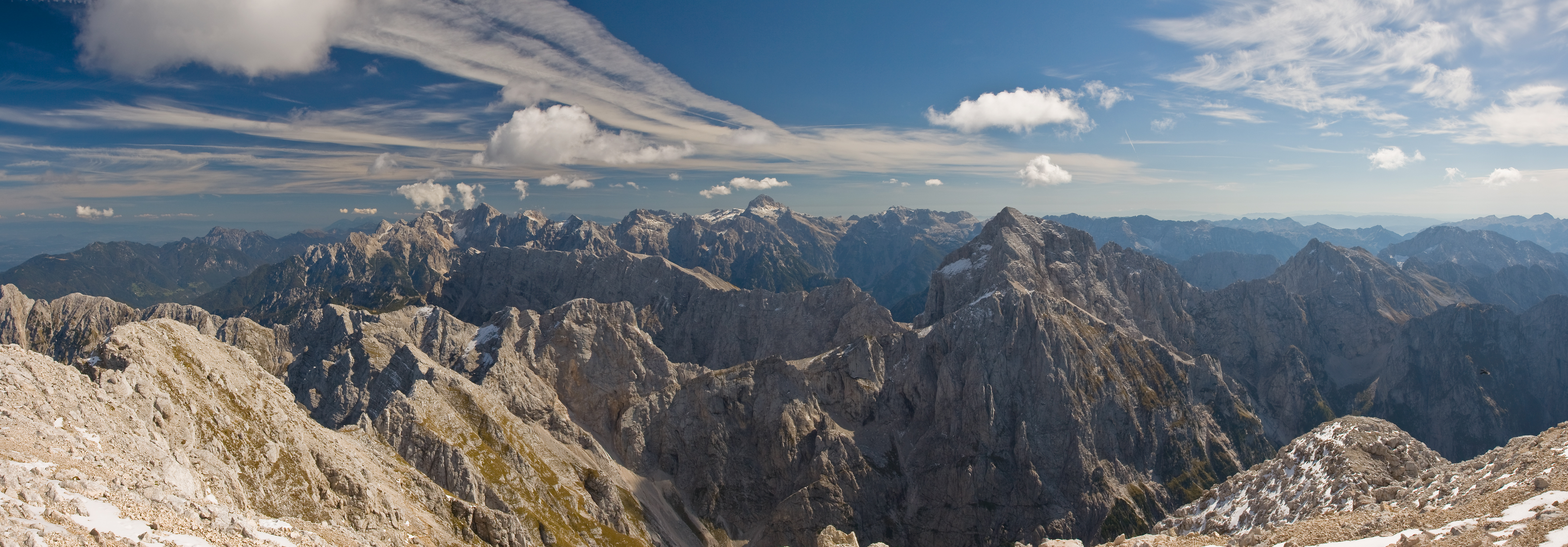
Diferite tipuri de nori în Alpii Iulieni (nord-vestul Sloveniei), după văzuți din vârful în septembrie 2007.

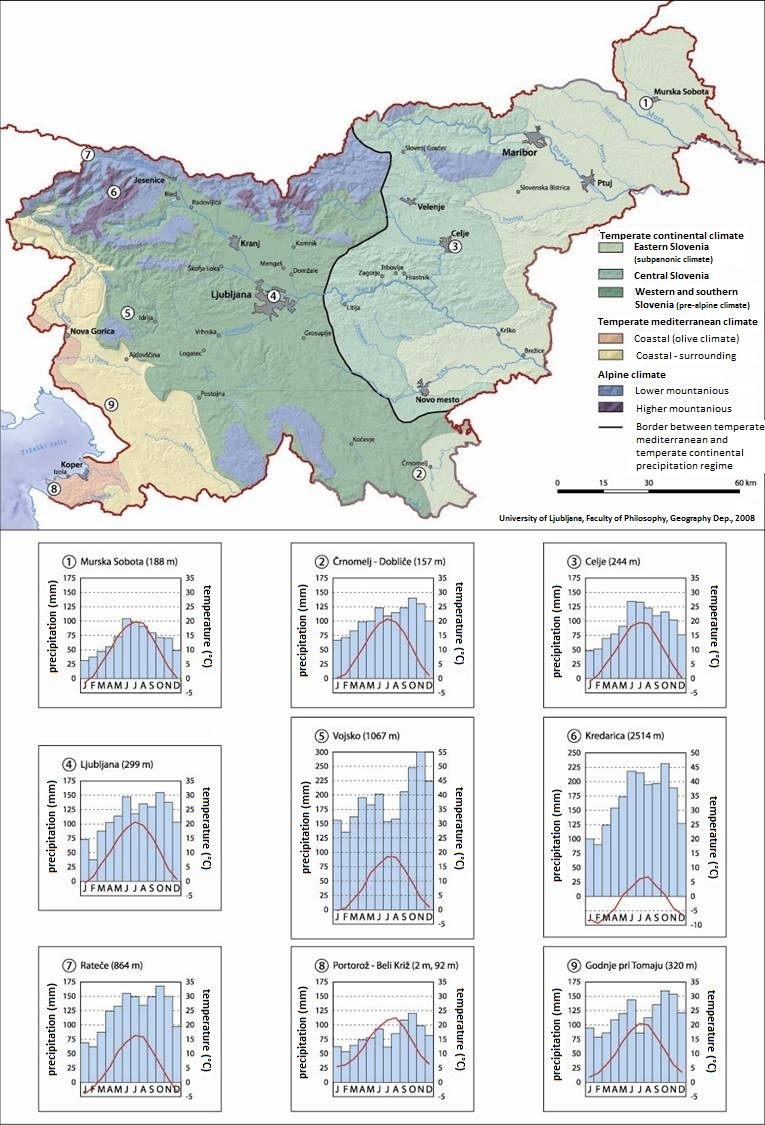
Tipurile de climă din Slovenia între 1970-2000 și climogramele pentru localități selectate.

Slovenia este situată în latitudini temperate. Clima este, de asemenea, influențată de varietatea reliefului și de influența Alpilor și Mării Adriatice. În nord-est, prevalează tipul climatic continental cu cea mai mare diferență dintre temperaturile de iarnă și de vară. În regiunea de coastă, există un climat submediteranean. Efectul mării asupra valorilor temperaturii este vizibil și în valea Soča, în timp ce în regiunile montane înalte domină climatul alpin. Există o puternică interacțiune între aceste trei sisteme climatice în cea mai mare parte a țării.
Precipitațiile, adesea provenite din Golful Genovei, variază în întreaga țară, cu peste 3.500 mm în unele regiuni occidentale și scăzând la 800 mm în Prekmurje. Zăpada este destul de frecventă în timpul iernii, iar stratul de zăpadă înregistrate în Ljubljana în 1952 a fost de 146 cm. 
În comparație cu Europa de Vest, Slovenia nu este foarte vântoasă, deoarece este protejată de Alpi. Vitezele medii ale vântului sunt mai mici decât în câmpiile din țările vecine. Datorită terenului accidentat, sunt prezente vânturi verticale locale cu perioade zilnice. În afară de acestea, există trei vânturi de o importanță regională deosebită: bora, jugo și foehn. Jugo și bora sunt caracteristice litoralului, Jugo este umed și cald, iar bora este de obicei rece. Foehnul este tipic regiunilor alpine din nordul Sloveniei. În general, în Slovenia există vânturi dinspre nord-est, vânturi dinspre sud-est și vânturi nordice⁠(d).

### Apele

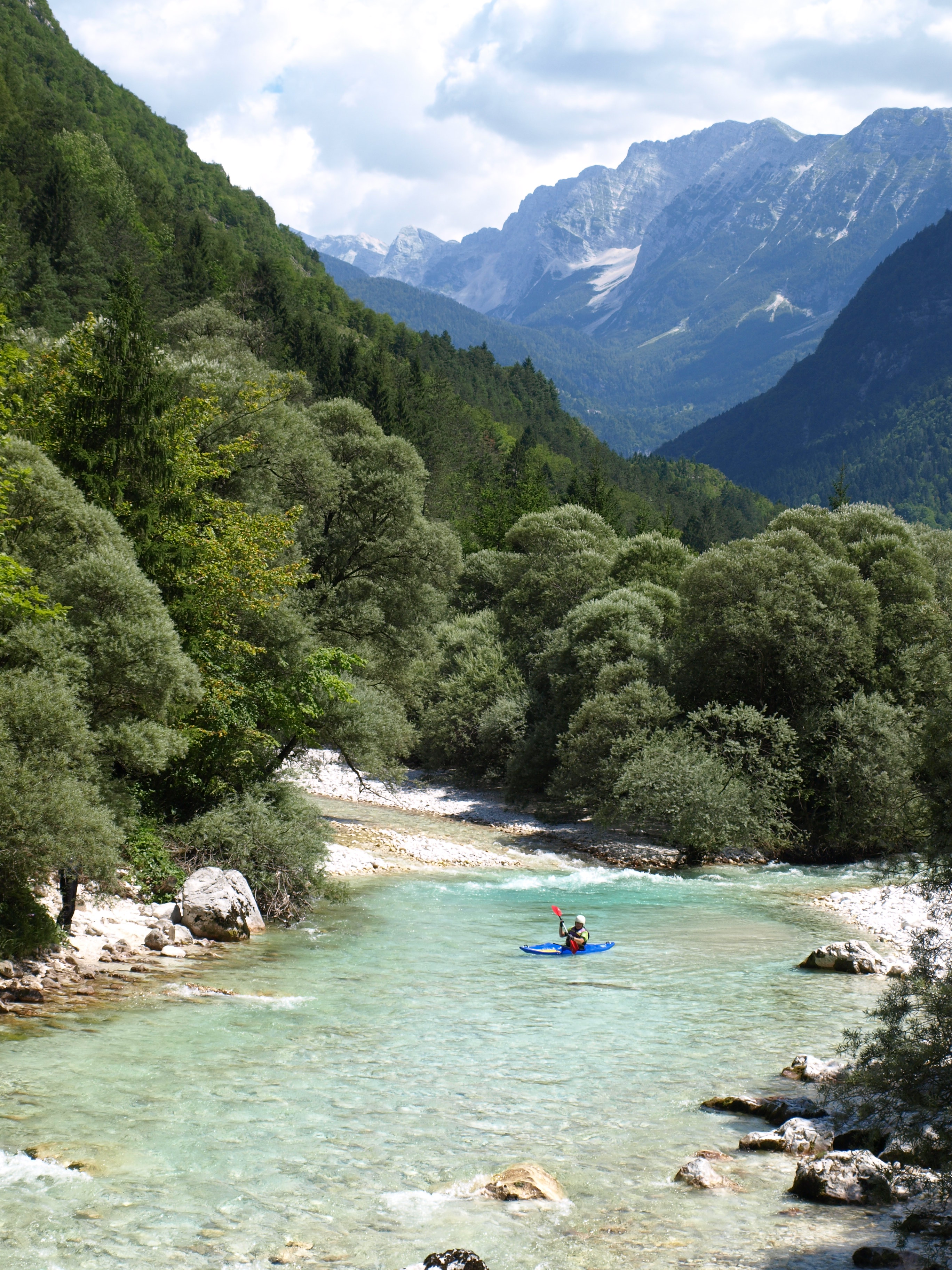
Râul Soča curge prin Parcul Național Triglav

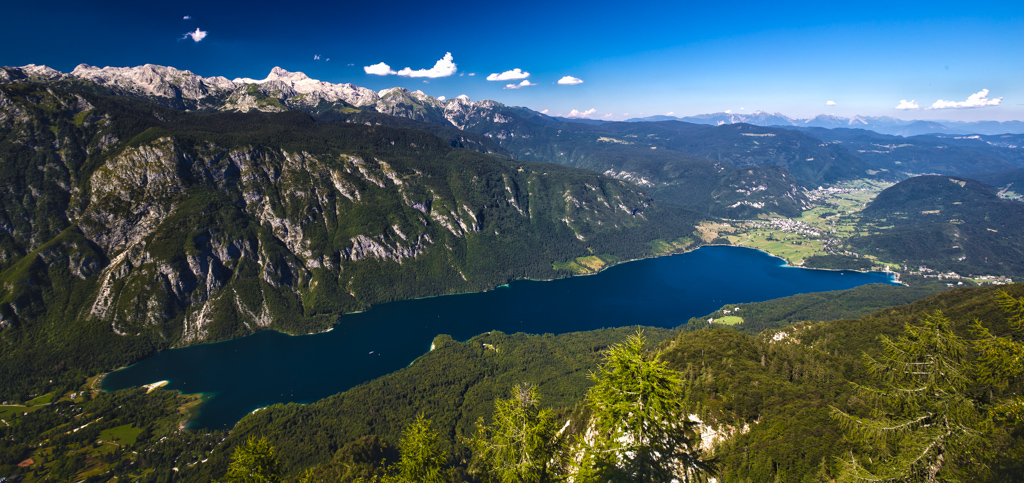
, cel mai mare lac din Slovenia, unul dintre cele două izvoare ale râului Sava

Teritoriul sloven aparține în principal (16.423 km², adică 81%), bazinului Mării Negre. Mării Adriatice îi aparține o parte mai mică (3.850 km², adică 19%). Aceste două părți sunt împărțite în unități mai mici pe baza râurilor lor centrale: bazinul Murului, bazinul Dravei, bazinul Savei cu bazinul râului Kolpa și bazinul râurilor Adriatice. În comparație cu țările dezvoltate, calitatea apei din Slovenia este considerată printre cele mai ridicate din Europa. Unul dintre motive este fără îndoială că majoritatea râurilor izvorăsc din munții Sloveniei. Dar aceasta nu înseamnă că Slovenia nu are probleme cu calitatea apei de suprafață și a apei subterane, în special în zonele cu agricultură intensivă.

### Biodiversitatea

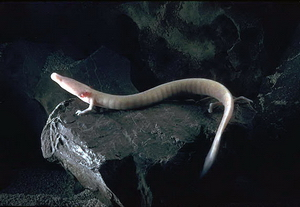
Olmul poate fi găsit în peștera Postojna și în alte peșteri din țară.

Slovenia a semnat la 13 iunie 1992 Convenția de la Rio privind diversitatea biologică și a devenit parte la convenție la 9 iulie 1996. Ulterior, a elaborat o strategie națională și un plan de acțiune privind biodiversitatea⁠(d), care au fost primite de convenție la 30 mai 2002. 
Slovenia se distinge printr-o mare varietate de habitate datorită contactului dintre unitățile geologice și regiunile biogeografice și datorită influențelor umane. Aproximativ 12,5% din teritoriu este protejat, cu 35,5% în rețeaua ecologică Natura 2000. În ciuda acestui fapt, din cauza poluării și a degradării mediului, diversitatea este în declin. 
Animale
ibexDiversitatea biologică a țării este ridicată, 1% din organismele lumii trăind în Slovenia, a cărei suprafață reprezintă 0,004% din suprafața Pământului. Există 75 de specii de mamifere, printre care marmote, capre alpine și capre negre. Există numeroși cerbi, căpriori, mistreți și iepuri sălbatici. Pârșul se găsește adesea în pădurile slovene de fag. Capturarea acestor animale are o tradiție îndelungată și face parte din identitatea națională slovenă.

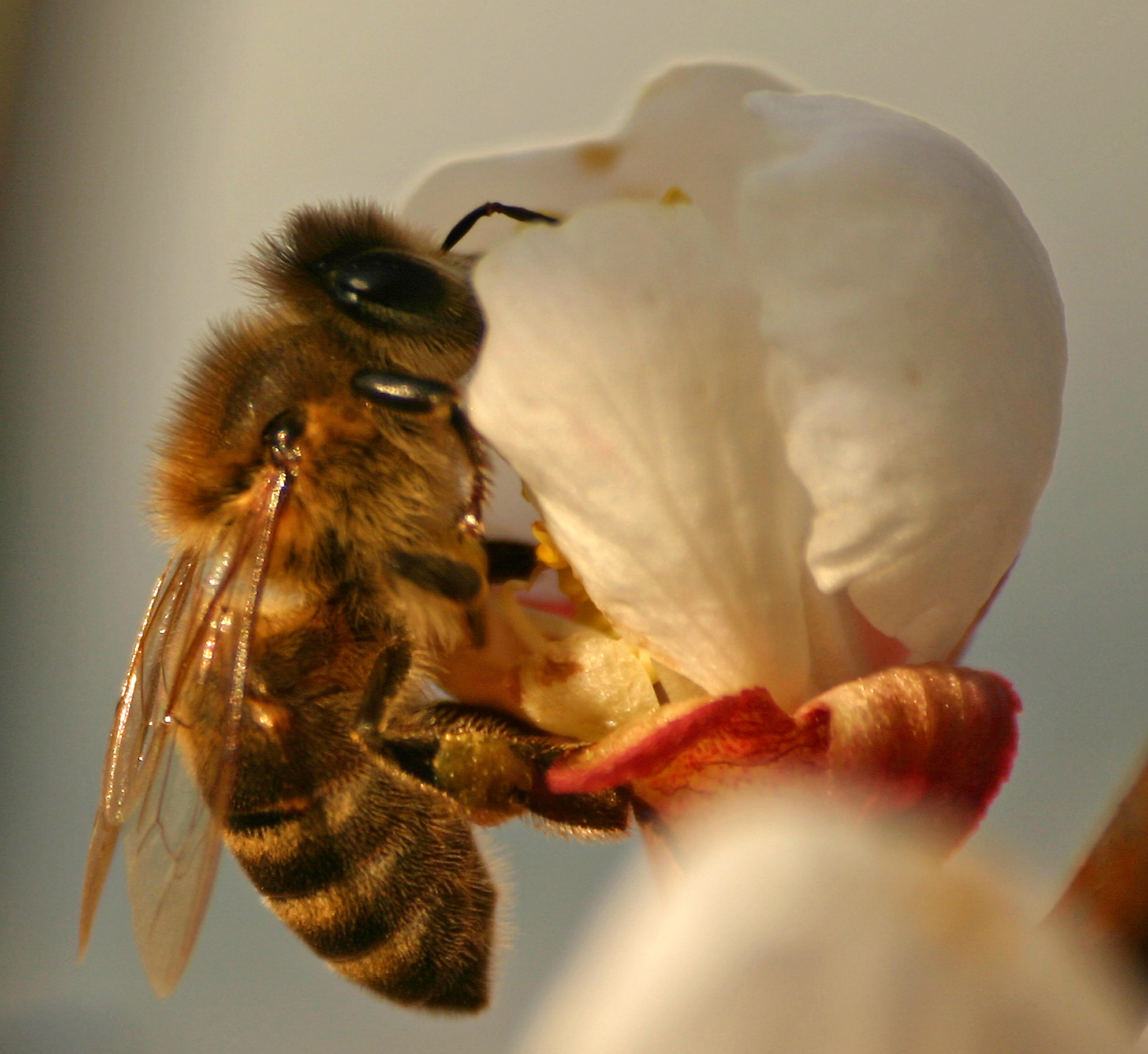
Albina carniolană este originară din Slovenia și este o subspecie al albinei occidentale.

Carnivore importante sunt râsul eurasiatic, pisica sălbatică europeană, vulpea (în special vulpea roșie) și șacalul european. Există arici, jderi și șerpi cum ar fi viperele și șerpii de casă. Conform estimărilor recente, Slovenia are circa 40–60 de lupi și aproximativ 450 de urși bruni.
Slovenia găzduiește un număr extrem de divers de specii de peșteră, câteva zeci fiind specii endemice. Printre vertebratele de peșteră, singura cunoscută este olmul, care trăiește în Karst, Carniola Inferioară și Carniola Albă. 
Singura specie obișnuită de cetacee găsită în nordul Mării Adriatice de nord este alifanul⁠(d) (Tursiops truncatus). 
Există o mare varietate de păsări, cum ar fi huhurezul, ciuful, bufnița-vultur, șoimii⁠(d) și șerparii. Au fost consemnate și alte păsări de pradă, precum și un număr tot mai mare de corbi, ciori⁠(d) și coțofene⁠(d) care migrează în Ljubljana și Maribor, unde le priește. Printre alte păsări se numără ciocănitoarea neagră și cea verde și barza albă, care cuibărește în principal în Prekmurje. 

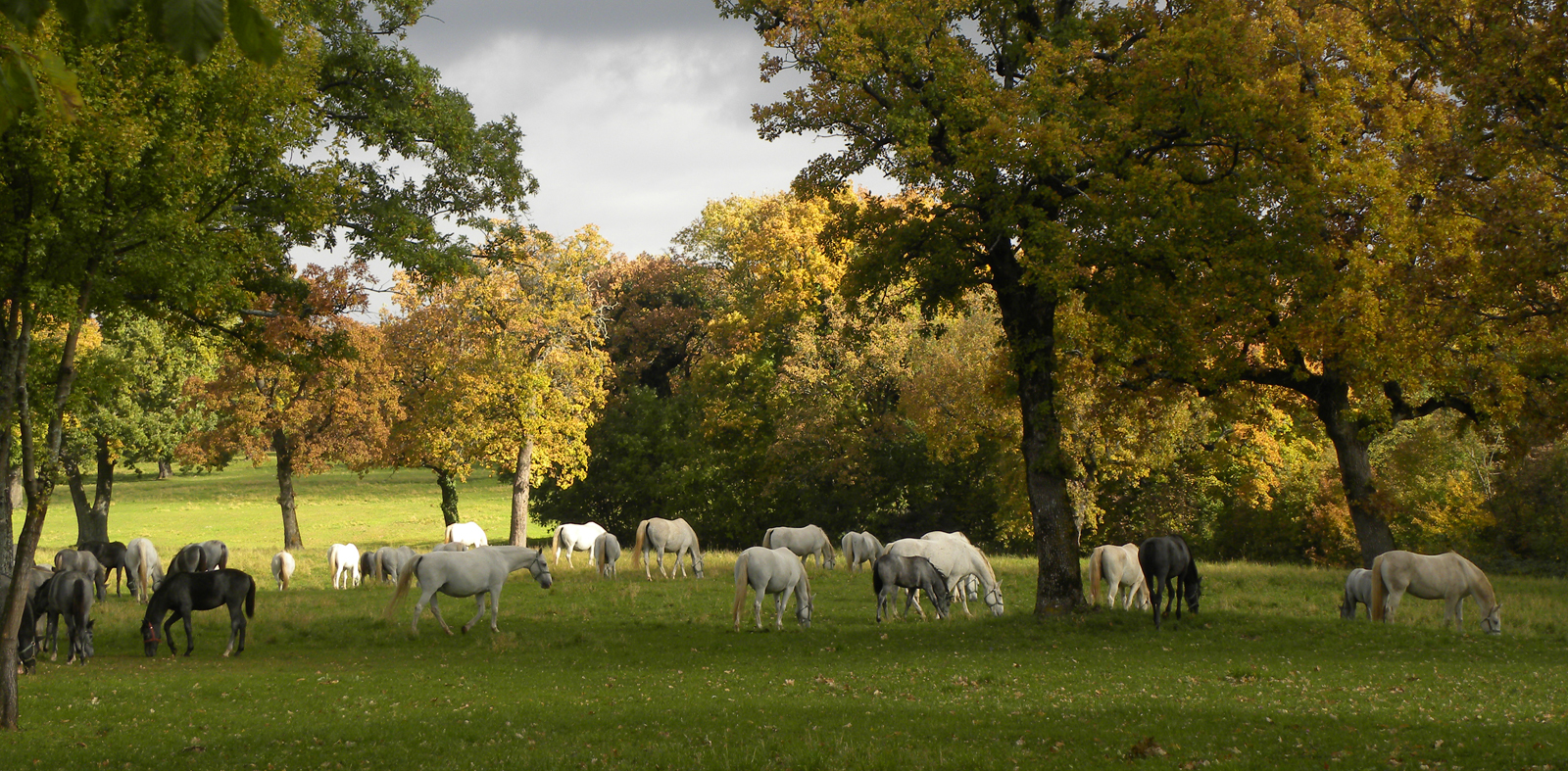
Lipițani la pășune

Există 13 animale domestice indigene din Slovenia, din opt specii (găină, porc, câine, cal, oaie, capră, albină, și vacă). Printre acestea se numără ciobănescul de Karst⁠(d), albina carniolană și calul Lipițan. Acestea au fost conservate conservare ex-situ⁠(d) și in situ. Păstrăvul  marmorat⁠(d) (Salmo marmoratus) este un pește sloven indigen. S-au introdus programe de reproducere extinse pentru a repopula păstrăvul marmorat în lacuri și pe râurile invadate de specii de păstrăvi⁠(d) neindigene. În Slovenia trăiește și somnul. 
Fungi
Peste de 2.400 specii de ciuperci au fost înregistrate din Slovenia și, din moment ce această cifră nu include fungii care formează licheni, numărul total de fungi sloveni deja cunoscuți este, fără îndoială, mult mai mare. Multe rămân să fie descoperite. 
Plante
Slovenia este a treia cea mai împădurită țară din Europa, cu 58,3% din teritoriu acoperit de păduri. Pădurile reprezintă o resursă naturală importantă, iar exploatarea forestieră este menținută la minimum. În interiorul țării sunt păduri tipice din Europa Centrală, predominant stejar și fag. În munți, sunt mai frecvenți molidul, bradul și pinul. Pinii cresc și în Podișul Karst, deși numai o treime din regiune este acoperită de păduri de pin. Teiul, comun în pădurile slovene, este un simbol național. Linia arborilor este la 1.800–1.900 m. 
În Alpi, se găsesc flori ca Daphne blagayana⁠(d), gențiana (Gentiana clusii⁠(d), Gentiana froelichi), Primula auricula⁠(d), floarea de colț (simbolul al alpinismului sloven), papucul doamnei, Fritillaria meleagris, (laleaua pestriță) și Grandis Pulsatilla⁠(d). 
În Slovenia există multe plante de grupuri utile din punct de vedere etnobotanic⁠(d). Din cele 59 de specii de importanță etnobotanică cunoscute, unele, cum ar fi Aconitum napellus, Cannabis sativa și Taxus baccata, sunt restricționate la utilizare conform Monitorului Oficial al Republicii Slovenia.

## Politică

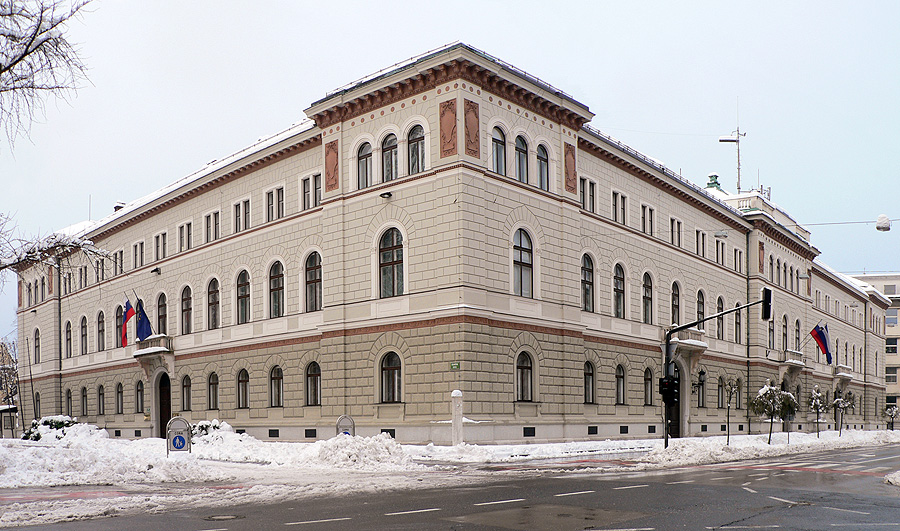
din Ljubljana

Slovenia este o republică democratică parlamentară cu un sistem multipartit. Șeful statului este președintele⁠(d), care este ales prin vot popular și are un rol integrant important. Președintele este ales pentru cinci ani și pentru maxim două mandate consecutive. El sau ea are în principal un rol reprezentativ și este comandantul-șef al forțelor armate slovene⁠(d).
Autoritatea executivă și administrativă din Slovenia este deținută de Guvernul Sloveniei⁠(d) (Vlada Republike Slovenije), condus de prim-ministru⁠(d) și consiliul de miniștri (cabinetul), aleși de către Adunarea Națională⁠(d) (Državni zbor Republike Slovenije). Autoritatea legislativă este deținută de parlamentul bicameral, caracterizat printr-o dualitate asimetrică. Cea mai mare parte a puterii este concentrată în Adunarea Națională, care este formată din nouăzeci de membri. Dintre aceștia, 88 sunt aleși de toți cetățenii într-un sistem de reprezentare proporțională, în timp ce doi sunt aleși de membrii înregistrați ai minorităților autohtone⁠(d) maghiară și italiană. Au loc alegeri la fiecare patru ani. Consiliul Național⁠(d) (Državni svet Republike Slovenije), alcătuit din patruzeci de membri, desemnați să reprezinte grupuri de interese sociale, economice, profesionale și locale, are o putere limitată de consiliere și control. Perioada 1992-2004 a fost marcată de guvernarea Partidului Democrației Liberale din Slovenia⁠(d), care a fost responsabil de trecerea treptată de la economia titoistă la economia de piață capitalistă. Ulterior, a atras multă critică din partea economiștilor neo-liberali, care au cerut o abordare mai puțin graduală. Președintele partidului, Janez Drnovšek, care a ocupat funcția de prim-ministru între 1992 și 2002, a fost unul dintre cei mai influenți politicieni sloveni din anii '90 alături de președintele Milan Kučan⁠(d) (care a servit între 1990 și 2002).
Perioada 2005-2008 a fost caracterizată de un exces de entuziasm după aderarea la UE. În timpul primului mandat al guvernului lui Janez Janša, pentru prima dată după independență, băncile slovene au constatat că rapoartele depozite-credite⁠(d) scapă de sub control. Au existat împrumuturi excesive de la băncile străine și apoi creditarea exagerată a clienților, inclusiv a magnaților de afaceri locali. 
După declanșarea crizei financiare din 2007-2010⁠(d) și a crizei datoriei suverane europene, coaliția de stânga care a înlocuit guvernul lui Janša în alegerile din 2008 a trebuit să facă față consecințelor supra-împrumutului din 2005-2008. Tentativele de implementare a reformelor care ar fi ajutat la redresarea economică au fost întâmpinate de proteste ale studenților, conduse de un student care mai târziu avea să devină membru al SDS⁠(d) al lui Janez Janša, și de către sindicate. Reformele propuse au fost amânate într-un referendum. Guvernul de stânga a fost demis cu un vot de neîncredere. Janez Janša a atribuit explozia de cheltuieli și de supracreditare perioadei guvernării de stânga; el a propus reforme dure de austeritate pe care el le-a ajutat anterior să amâne. În general, unii economiști estimează că partidele de stânga și de dreapta au permis supracreditarea pentru că fiecare bloc încerca să creeze o elită economică care să sprijine forțele sale politice. 

### Puterea judecătorească
Puterile judecătorești din Slovenia sunt executate de judecători, aleși de Adunarea Națională. Puterea judiciară în Slovenia este pusă în aplicare de către instanțe cu responsabilități generale și tribunale specializate care se ocupă de aspecte legate de domenii juridice specifice. Procurorul de stat⁠(d) este o autoritate independentă de stat responsabilă de urmărirea penală a cauzelor intentate persoanelor suspectate de săvârșirea infracțiunilor. Curtea Constituțională⁠(d), formată din nouă judecători aleși pentru o perioadă de nouă ani, decide asupra conformității legilor cu Constituția; toate legile și reglementările trebuie, de asemenea, să respecte principiile generale ale dreptului internațional și ale acordurilor internaționale ratificate. 

### Armata

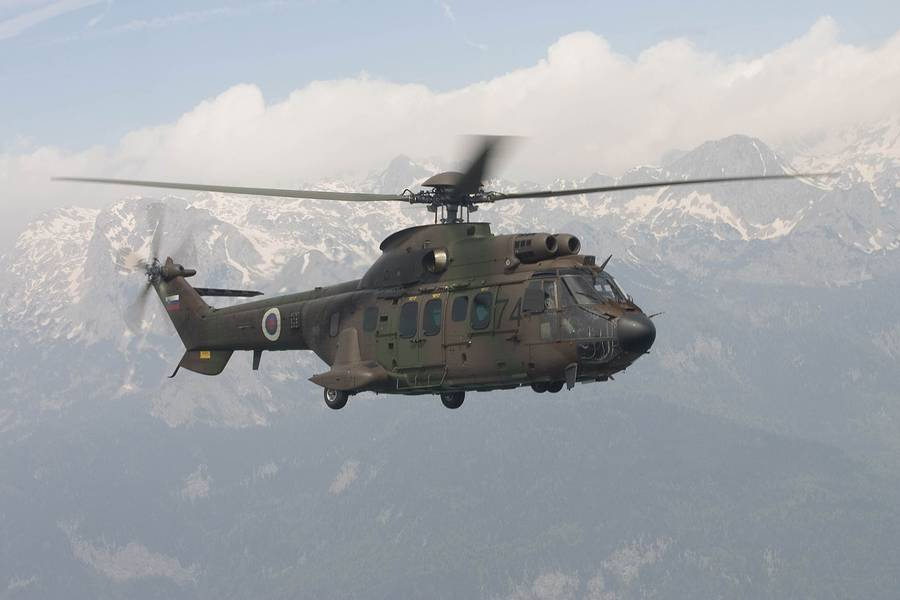
Eurocopter Cougar al Armatei Slovene

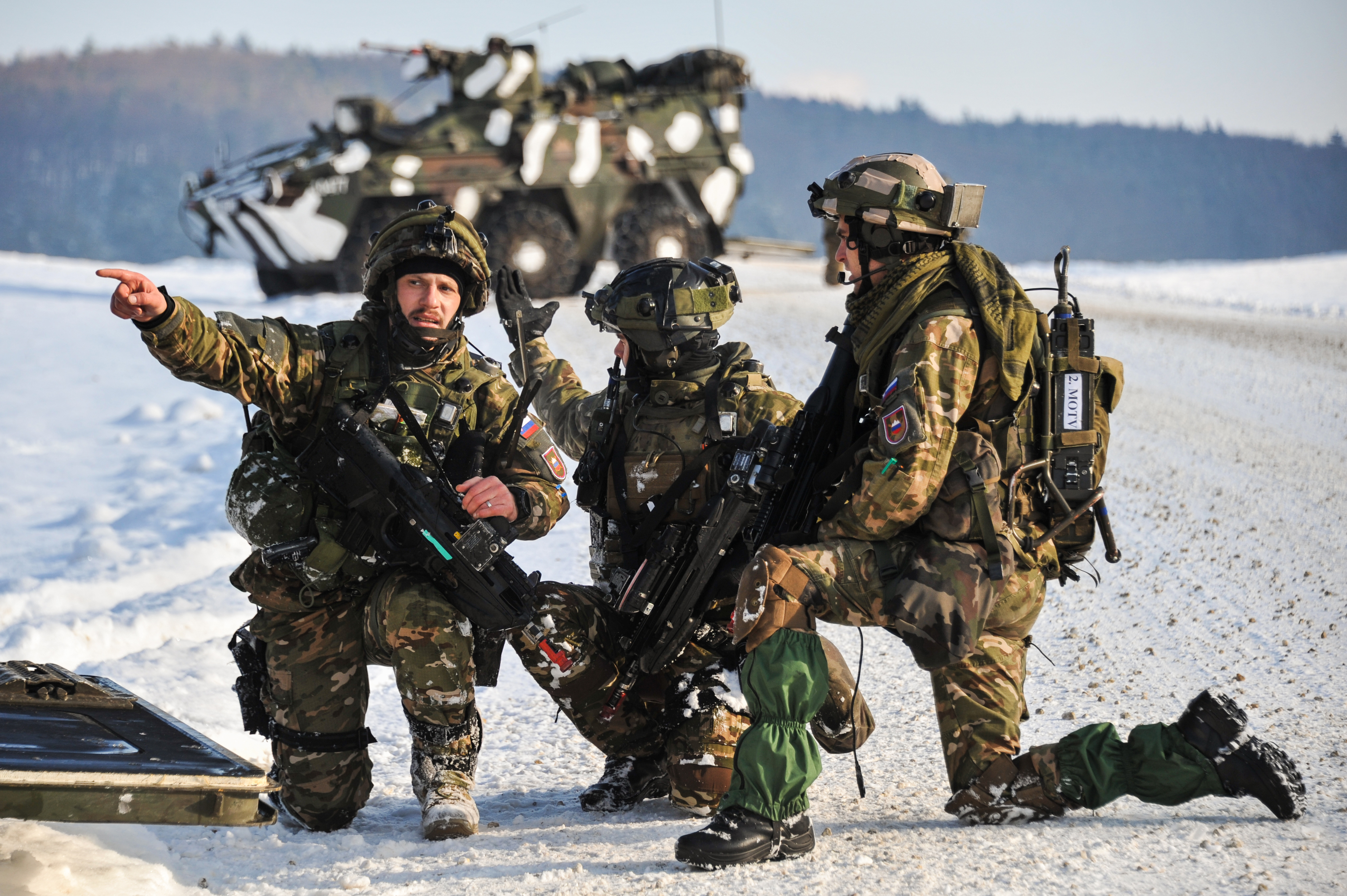
Soldații sloveni ai Companiei a III-a din Regimentul 10 la un exercițiu militar

Forțele Armate Slovene⁠(d) oferă apărare militară independent sau în cadrul unei alianțe, în conformitate cu acordurile internaționale. Deoarece serviciul militar a fost abolit în 2003, ea este organizată ca o armată permanentă⁠(d) pe deplin profesională. Comandantul suprem⁠(d) este Președintele Republicii Slovenia⁠(d), în timp ce comanda operațională este în domeniul șefului Statului Major General⁠(d) al Forțelor Armate Slovene. În 2016, cheltuielile militare au fost estimate la 0,91% din PIB-ul țării. Odată cu aderarea la NATO, forțele armate slovene au avut un rol mai activ în susținerea păcii internaționale. Aceștia au participat la operațiuni de sprijinire a păcii și la activități umanitare. Printre altele, soldații sloveni fac parte din forțele internaționale care servesc în Bosnia și Herțegovina, Kosovo și Afganistan. 

## Organizarea administrativă

### Diviziuni administrative și regiuni tradiționale

#### Comunele
Oficial, Slovenia este împărțită în 212 de comune (dintre care unsprezece au statut de comune urbane). Comunele sunt singurele organisme de autonomie locală din Slovenia. Fiecare comună este condusă de un primar (župan), ales la fiecare patru ani prin vot popular, și un sfat comunal (občinski svet). În majoritatea comunelor, sfatul comunal este ales prin sistemul de reprezentare proporțională; doar câteva comune mai mici utilizează sistemul de vot majoritar⁠(d). În comunele urbane, sfaturile comunale sunt numite consilii urbane (sau orășenești). Fiecare comună are și un șef al administrației municipale (načelnik občinske uprave), numit de primar, care este responsabil de funcționarea administrației locale.

#### Districtele administrative
Nu există o unitate intermediară oficială între comune și Republica Slovenia. Cele 62 de unități administrative, denumite oficial „unități administrative” (upravne enote), sunt doar subdiviziuni ale administrației publice naționale și sunt numite după respectivele centre ale birourilor guvernamentale. Acestea sunt conduse de un director al unității (načelnik upravne enote), numit de ministrul administrației publice. 

#### Regiuni tradiționale și identități
Regiunile tradiționale se bazează pe fostele ținuturi ale coroanei⁠(d) habsburgice, între care Carniola, Carintia, Styria și Litoralul. Mai mult decât cu Carniola în ansamblul ei sau cu Slovenia ca stat, slovenii au tendința istorică de a se identifica cu regiunile tradiționale ale Litoralului Sloven⁠(d), Prekmurje și chiar cu subregiuni tradiționale, cum ar fi Carniola Superioară, cea Inferioară și cea Interioară, mai mică. 

Regiuni statistice: 1. Gorizia, 2. Carniola superioară, 3. Carintia, 4. Drava, 5. Mura, 6. Slovenia centrală, 7. Sava Centrală, 8. Savinja, 9. Karst-Coastă, 10. Carniola Interioară-Karst, 11. Slovenia de Sud-Est, 12. Sava inferioară

Capitala Ljubljana a fost istoric centrul administrativ al Carniolei și a aparținut Carniolei Interioare⁠(d), cu excepția sectorului Šentvid, care se află în Carniola Superioară⁠(d) și unde se afla frontiera dintre teritoriul anexat Germaniei și cel al provinciei italiene Lubiana⁠(d) în timpul celui de al Doilea Război Mondial.

#### Regiuni statistice
Cele 12 regiuni statistice nu au nicio funcție administrativă și sunt împărțite în două macroregiuni în scopul politicii regionale a Uniunii Europene. Aceste două macroregiuni sunt: 
- Slovenia de Est⁠(d) (Vzhodna Slovenija — SI01), care grupează regiunile statistice Mura, Drava, Carintia, Savinja, Sava Centrală, Sava Inferioară, Slovenia de Sud-Est și Carniola Interioară-Karst.
- Slovenia de Vest⁠(d) (Zahodna Slovenija —SI02), care grupează regiunile statistice Slovenia Centrală, Carniola Superioară, Gorizia și Coastă-Karst.

## Economie

Din 2007, Slovenia face parte din zona euro (albastru închis).

Slovenia are o economie dezvoltată și este, pe cap de locuitor⁠(d), cea mai bogată dintre țările slave după PIBul nominal și a doua cea mai bogată cu PIB (PPP) după Cehia. Slovenia a fost la începutul anului 2007 primul nou stat membru al UE care a introdus euro ca monedă, înlocuind tolarul. Din 2010, a fost membră a Organizației pentru Cooperare și Dezvoltare Economică.  Există o mare diferență de prosperitate între diferitele regiuni. Regiunile cele mai bogate din punct de vedere economic sunt Slovenia Centrală⁠(d), care include capitala Ljubljana și regiunile vest-slovene⁠(d), ca Goriška⁠(d) și Coastă-Karst⁠(d), în timp ce regiunile cele mai puțin bogate sunt Mura⁠(d), Sava Centrală⁠(d) și Litoral-Carniola Interioară⁠(d).

### Creștere economică

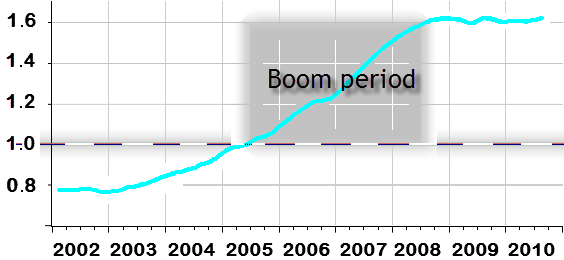
în Slovenia pe ani - inclusiv perioada de explozie 2005-2008.

În perioada 2004-2006, economia a crescut în medie cu aproape 5% pe an în Slovenia; în 2007, s-a extins cu aproape 7%. Această creștere explozivă a fost alimentată de datorii, în special între firme, și în special în domeniul construcțiilor. Criza financiară din perioada 2007-2010⁠(d) și criza datoriilor europene suverane au avut un impact semnificativ asupra economiei naționale. Industria construcțiilor a fost grav afectată în 2010 și 2011. În 2009, PIBul pe cap de locuitor⁠(d) al Sloveniei a scăzut cu 8%, cel mai mare declin din Uniunea Europeană după țările baltice și Finlanda. O povară crescândă pentru economia slovenă este populația sa îmbătrânită și în curs de îmbătrânire rapidă.
În luna august 2012, contracția de la an la an a fost de 0,8%, însă în primul trimestru s-a înregistrat o creștere de 0,2% față de trimestrul anterior, după ajustarea datelor în funcție de sezon și zile lucrătoare. Contracția de la an la an a fost atribuită scăderii consumului intern și încetinirea creșterii exporturilor. Scăderea consumului intern a fost atribuită austerității fiscale, înghețării cheltuielilor bugetare în ultimele luni ale anului 2011, eșecului eforturilor de implementare a reformelor economice⁠(d), finanțării necorespunzătoare și scăderii exporturilor.
Din cauza efectelor crizei, se aștepta ca mai multe bănci să trebuiască să fie salvate cu fonduri UE în 2013, însă capitalul necesar a fost acoperit din fondurile proprii ale țării. Acțiunile fiscale și legislațiile care vizează reducerea cheltuielilor, precum și mai multe privatizări au susținut redresarea economică începând cu anul 2014. Ritmul real de creștere economică a fost de 2,5% în 2016 și s-a accelerat la 5% în 2017. Sectorul construcțiilor a cunoscut o creștere recentă, iar industria turismului este așteptată să înregistreze o creștere continuă.

### Datoria națională
Datoria națională totală a Sloveniei la sfârșitul lunii septembrie 2011 se ridica la 15.884 milioane de euro, reprezentând 44,4% din PIB. În august 2012, cele trei agenții de rating⁠(d) principale au retrogradat datoria suverană a Sloveniei. O poveste din 2013, cum că Slovenia ar avea nevoie de ajutor de salvare, a fost atribuită de ministrul afacerilor europene al Finlandei, Alexander Stubb, pe seama „rechinilor financiari” care doreau să valorifice povestea, creând profeții care se auto-împlinesc⁠(d).  În acel moment, Die Welt a clasat Slovenia printre cele trei țări europene cel mai puțin vulnerabile din punct de vedere financiar, în urma doar a Germaniei și Estoniei.

### Serviciile și industria

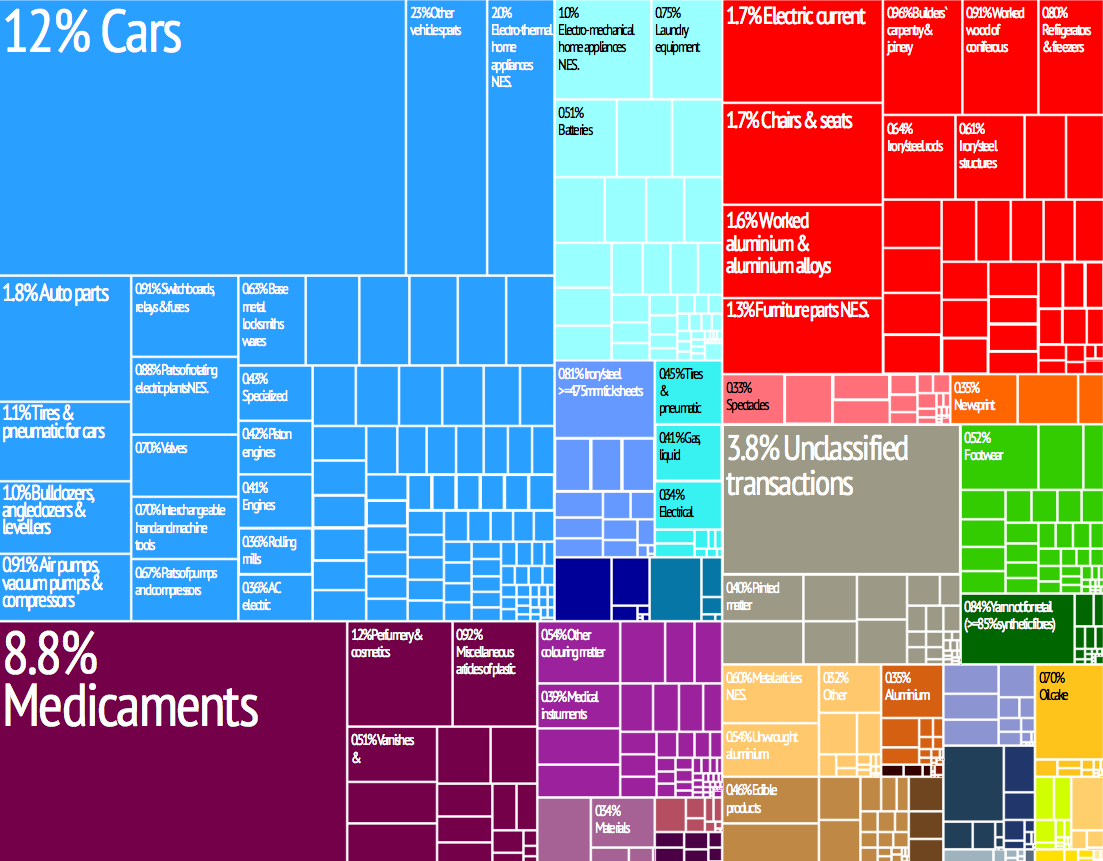
O reprezentare grafică a exporturilor de produse ale Sloveniei în 28 de categorii colorate.

Aproape două treimi dintre persoane sunt angajate în servicii și peste o treime în industrie și construcții. Slovenia beneficiază de o forță de muncă bine educată, o infrastructură bine dezvoltată și de o locație la intersecția unor rute comerciale principale.
Nivelul investițiilor străine directe⁠(d) (ISD) pe cap de locuitor în Slovenia este unul dintre cele mai scăzute din UE, iar productivitatea muncii și competitivitatea economiei slovene sunt încă semnificativ sub media UE. Impozitele sunt relativ ridicate, piața forței de muncă⁠(d) este considerată inflexibilă de mediul de afaceri, iar industriile pierd vânzări către China, India și alte părți ale lumii.
Nivelul ridicat de deschidere face ca Slovenia să fie extrem de sensibilă la starea economiei principalilor ei parteneri comerciali și la schimbările în competitivitatea internațională a prețurilor.  Principalele industrii sunt autovehiculele, echipamentele electrice și electronice, mașinile, produsele farmaceutice și combustibilii. Exemple de mari companii slovene care operează în Slovenia sunt producătorul de aparatură electrocasnică Gorenje, compania farmaceutică Krka, compania distribuitoare de țiței Petrol Group⁠(d) și Revoz,⁠(d) o filială de fabricație a firmei Renault.  

### Energia
În 2011, producția de energie electrică a fost de 14.144 GWh, iar consumul a fost de 12.602 GWh. Instalațiile hidroelectrice au produs 3.361 GWh, centralele termice produceau 4.883 GWh iar centralele nucleare⁠(d) au produs 5.899 GWh. 
Un nou bloc de 600 MW al centralei termoelectrice Šoštanj a fost terminat și a fost conectat în toamna anului 2014. Noua centrală hidroelectrică Krško de 39,5 MW a fost finalizată în 2013. Până în 2018, hidrocentralele Brežice (41,5 MW) și Mokrice (30,5 MW) urmau a fi construite pe râul Sava. Construcția a zece centrale hidroelectrice pe râul Sava cu o capacitate cumulată de 338 MW este planificată să fie finalizată până în 2030. O mare hidrocentrală cu stație de pomparela Kozjak, pe Drava, află în faza de planificare.
La sfârșitul anului 2011, erau instalate cel puțin 87 MWp de module fotovoltaice și 22 MW de centrale electrice pe biogaz. Exista un plan și o obligație ca centrale eoliene cu o putere de cel puțin 500 MW să fie instalate până în 2020. Încălzirea solară a apei câștigă popularitate în Slovenia.   

### Turism

Lacul Bled cu insula sa

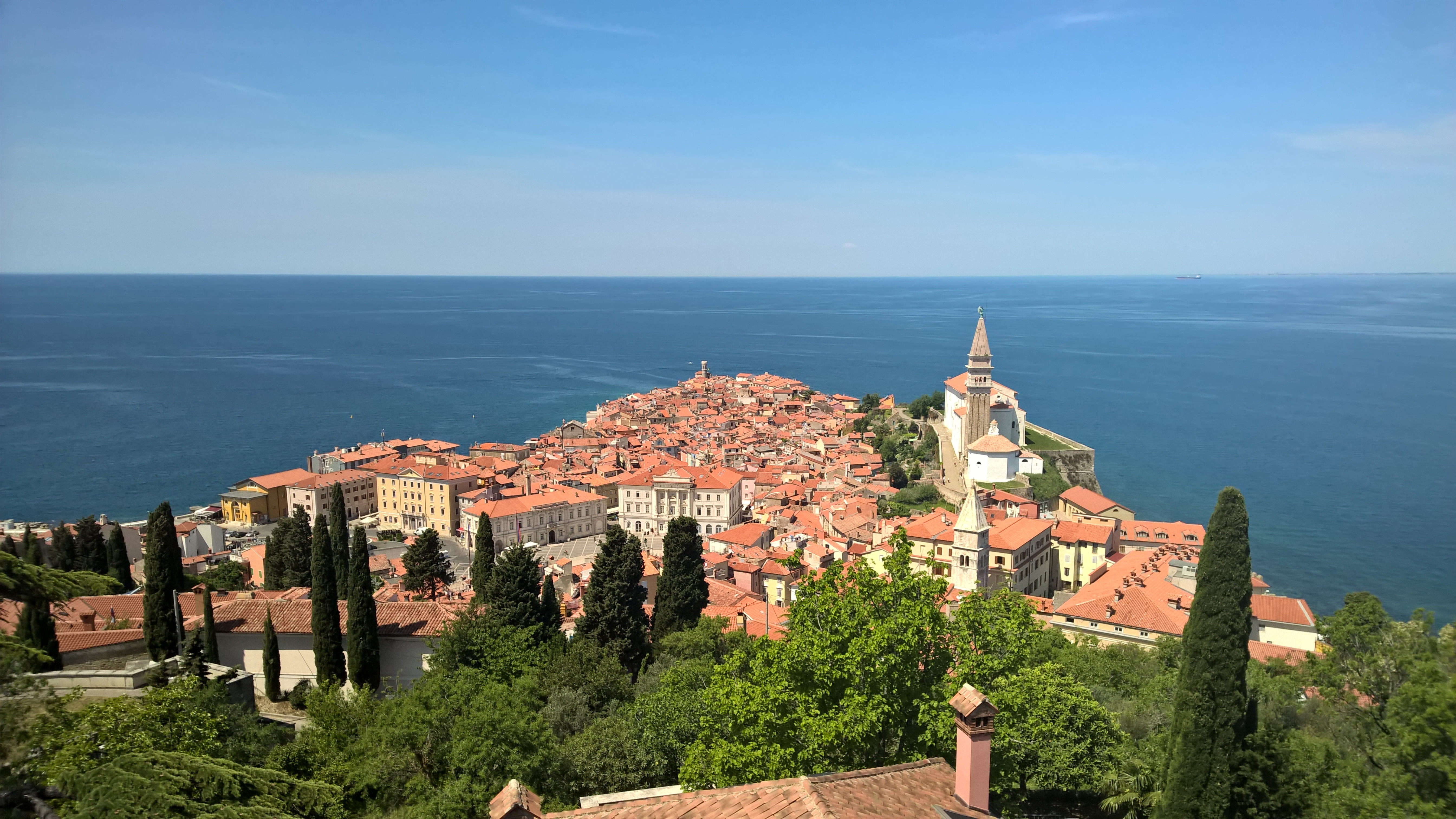
Orașul vechi Piran pe coasta slovenă

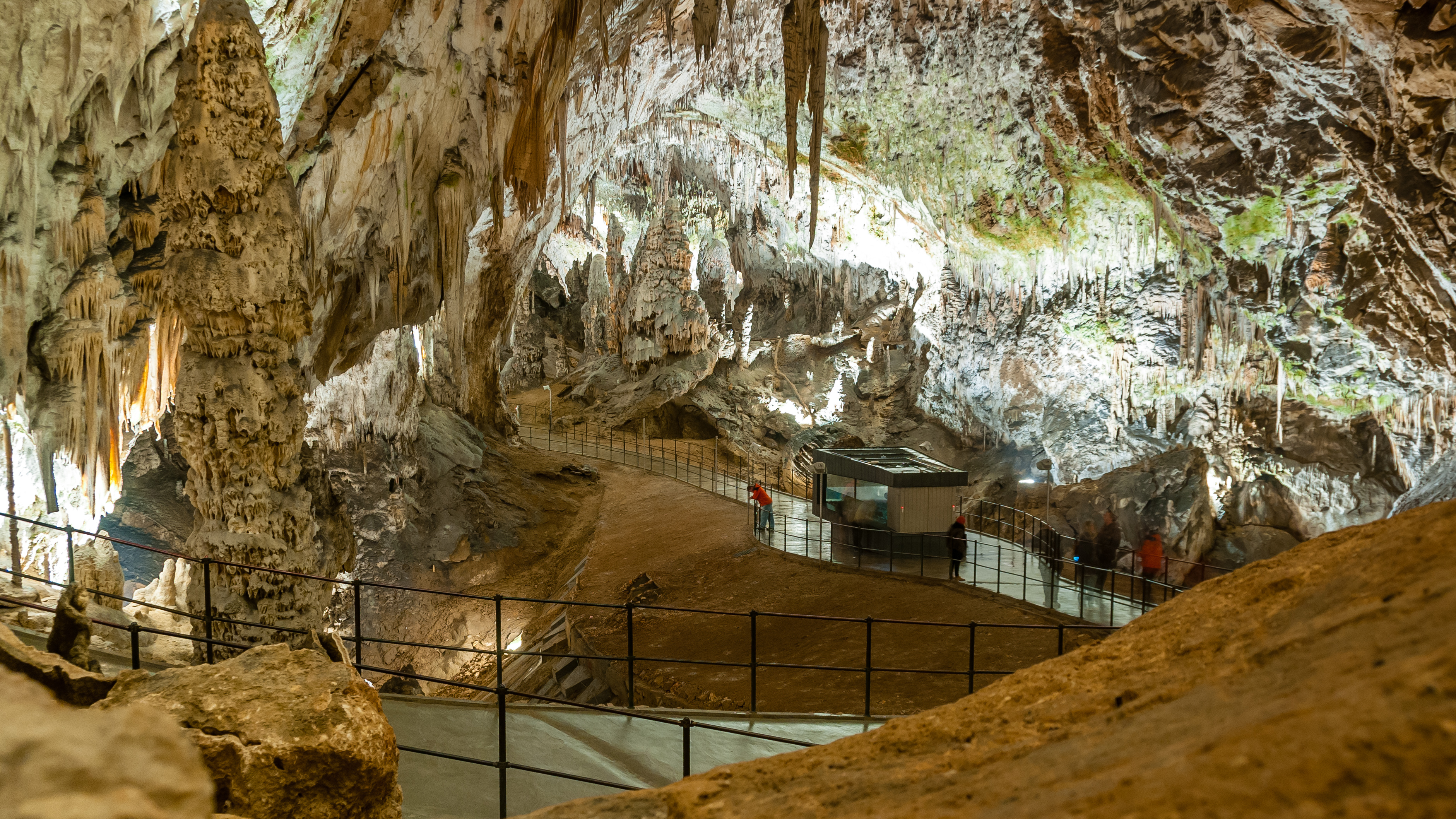
Peștera Postojna

Slovenia oferă turiștilor o mare varietate de facilități naturale și culturale. S-au dezvoltat diferite forme de turism. Zona turistică atractivă este considerabil mare, totuși piața turistică este mică. Nu a existat turism la scară largă și nici presiuni acute asupra mediului puse de activitatea turistică; în 2016, revista National Geographic a declarat Slovenia țara cu cel mai sustenabil turism din lume.
Capitala țării, Ljubljana, are numeroase clădiri importante în stilurile baroc și secesionist vienez, cu câteva lucrări importante ale arhitectului autohton Jože Plečnik, precum și ale elevului său, arhitectul Edo Ravnikar. 
În colțul nord-vestic al țării se află Alpii Iulieni cu Lacul Bled și Valea Isonzului (Soča), precum și cel mai înalt vârf din țară, Muntele Triglav, în mijlocul Parcului Național Triglav⁠(d). Alte lanțuri montane sunt Alpii Kamnik-Savinja⁠(d), Karawankii și Pohorje⁠(d), populare pentru schiori și amatorii de drumeții.
Podișul Karst din Litoralul Sloven⁠(d) a dat numele său reliefului carstic, un peisaj format de apa care dizolvă roca de calcar și formează peșteri. Peșterile cele mai cunoscute sunt Peștera Postojna și Peșterile Škocjan⁠(d), aflate pe lista UNESCO. Regiunea Istria Slovenă⁠(d) are țărm la Marea Adriatică, unde cel mai important monument istoric este orașul gotic venețian⁠(d) mediteraneean Piran, în timp ce localitatea Portorož atrage turiști în timpul verii. 
Dealurile din jurul celui de-al doilea mare oraș din Slovenia, Maribor, sunt renumite pentru vinurile produse acolo. Partea nord-estică a țării este bogată în spa-uri, cu Rogaška Slatina, Radenci, Čatež ob Savi, Dobrna și Moravske Toplice, a căror importanță a crescut în ultimele două decenii.
Alte destinații turistice populare sunt orașele istorice Ptuj și Škofja Loka, precum și câteva castele, cum ar fi Castelul Predjama⁠(d).
Părți importante ale turismului în Slovenia sunt turismul de conferință și cel pentru jocuri de noroc. Slovenia este țara cu cel mai mare procent de cazinouri la mia de locuitori din Uniunea Europeană. Perla din Nova Gorica este cel mai mare cazinou din regiune.
Majoritatea turiștilor străini care vin în Slovenia provin din piețele europene importante: Italia, Austria, Germania, Benelux, Rusia și Ucraina, urmate de Regatul Unit și Irlanda. Din regiune, țara atrage turiști din Croația și Serbia. Turiștii europeni creează mai mult de 90% din venitul turistic al Sloveniei. În 2016, Slovenia a fost declarată prima țară verde din lume de către organizația olandeză Green Destinations. După ce a fost declarată cea mai durabilă țară în 2016, Slovenia a jucat un rol important la ITB Berlin⁠(d) pentru promovarea turismului durabil. 

### Transporturi

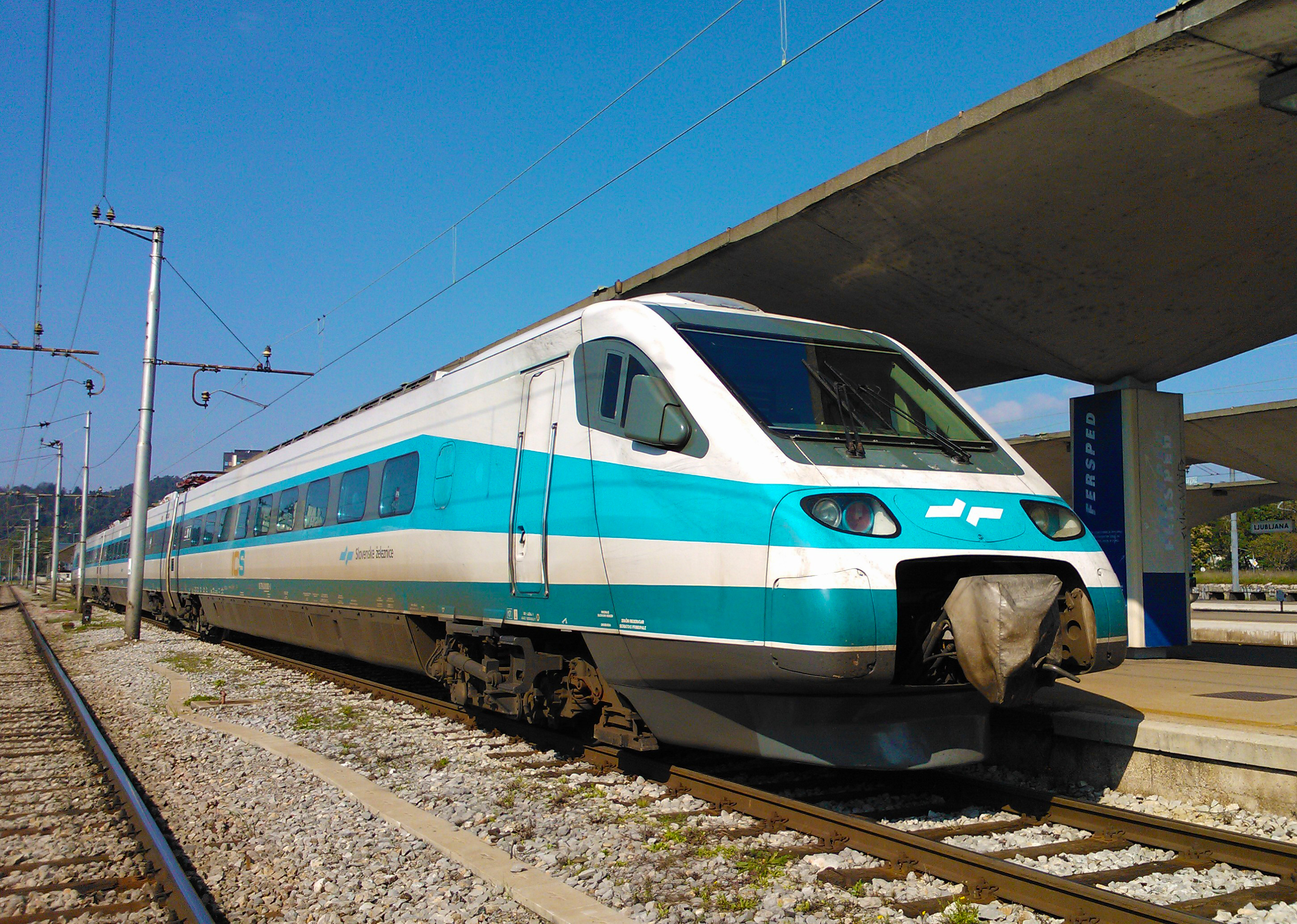
Tren cu înclinare Pendolino

Locația la intersecția dintre unitățile geografice majore și faptul că este traversată de mari râuri au fost motivele pentru care în Slovenia se intersectează unele rute de transport principale. Cursul lor este stabilit încă din antichitate. Un avantaj geografic deosebit în ultimul timp a fost amplasarea țării la intersecția coridoarelor pan-europene de transport V (cea mai rapidă legătură dintre Adriatica de Nord și Europa Centrală și de Est) și X⁠(d) (care leagă Europa Centrală de Balcani). Aceasta îi conferă o poziție specială în integrarea socială, economică și culturală europeană.

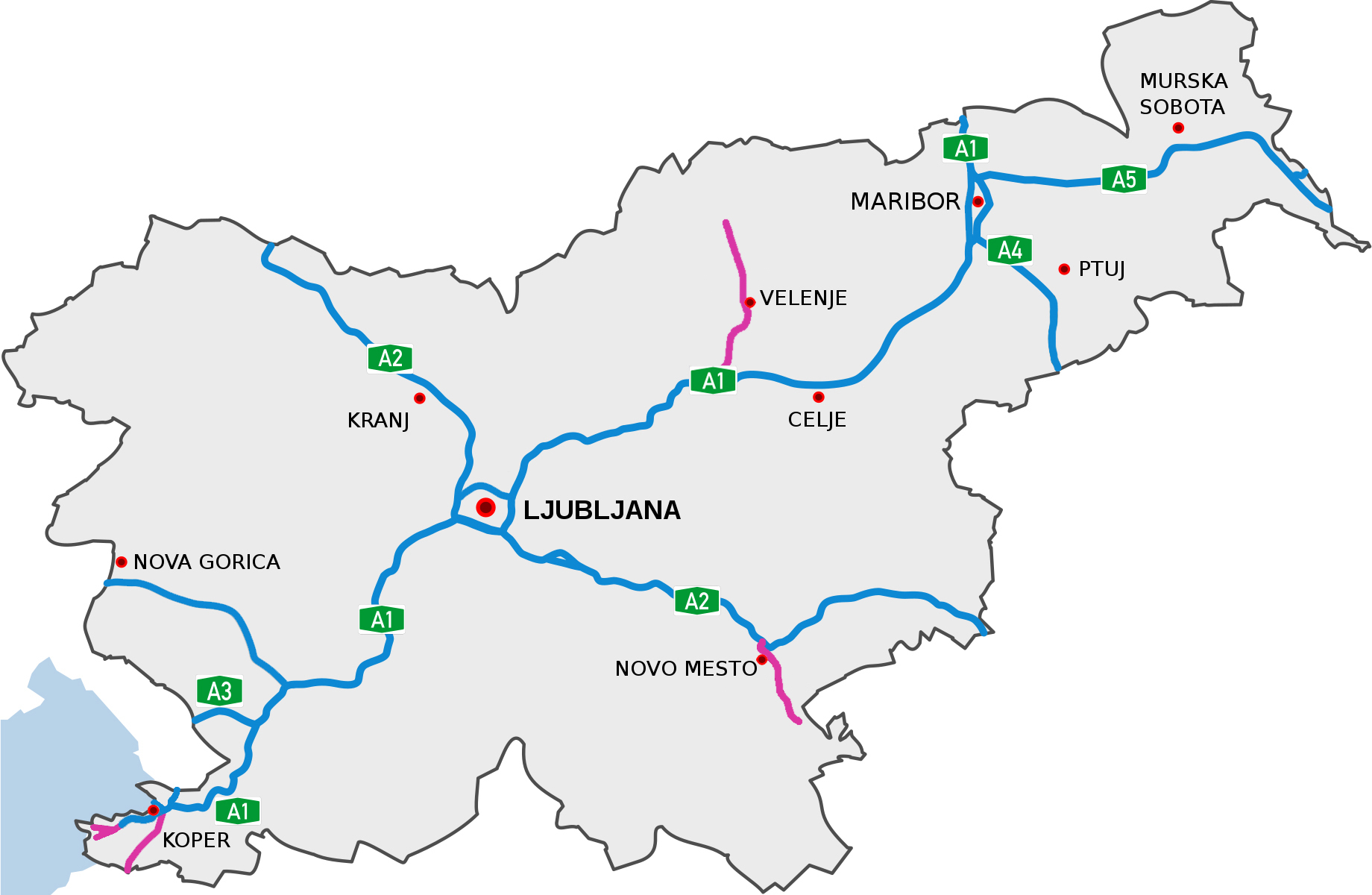
Autostrăzile din Slovenia în august 2020; capitala Ljubljana se află la intersecția direcțiilor principale nord-sud și vest-est

Transportul rutier de mărfuri și călători reprezintă cea mai mare parte a transportului în Slovenia, la 80%. Vehiculele personale sunt mult mai populare decât transportul public de călători, care a scăzut în mod semnificativ. Slovenia are o densitate a șoselelor și autostrăzilor⁠(d) foarte mare în raport cu media Uniunii Europene. Sistemul de autostrăzi, a cărui construcție a fost accelerată după 1994, a transformat lent, dar sigur, Slovenia într-o mare conurbație. Alte drumuri naționale s-au deteriorat rapid din cauza neglijării și a creșterii totale a traficului.
Căile ferate slovene existente sunt învechite și nu pot concura cu rețeaua de autostrăzi. Datorită acestui fapt și a creșterii proiectate a traficului prin portul Koper, care este transportat în principal cu trenul, o a doua cale ferată pe traseul Koper-Divača se află în faza incipientă a construcției. În lipsa mijloacelor financiare, întreținerea și modernizarea rețelei feroviare din Slovenia au fost neglijate. Din cauza infrastructurii învechite, ponderea transportului feroviar de marfă a scăzut. Transportul feroviar de călători s-a redresat după o scădere importantă în anii 1990. Coridoarele feroviare paneuropene V și X și alte câteva linii feroviare europene majore se intersectează în Slovenia. Toate trenurile de tranzit internațional din Slovenia trec prin nodul de cale ferată Ljubljana . 

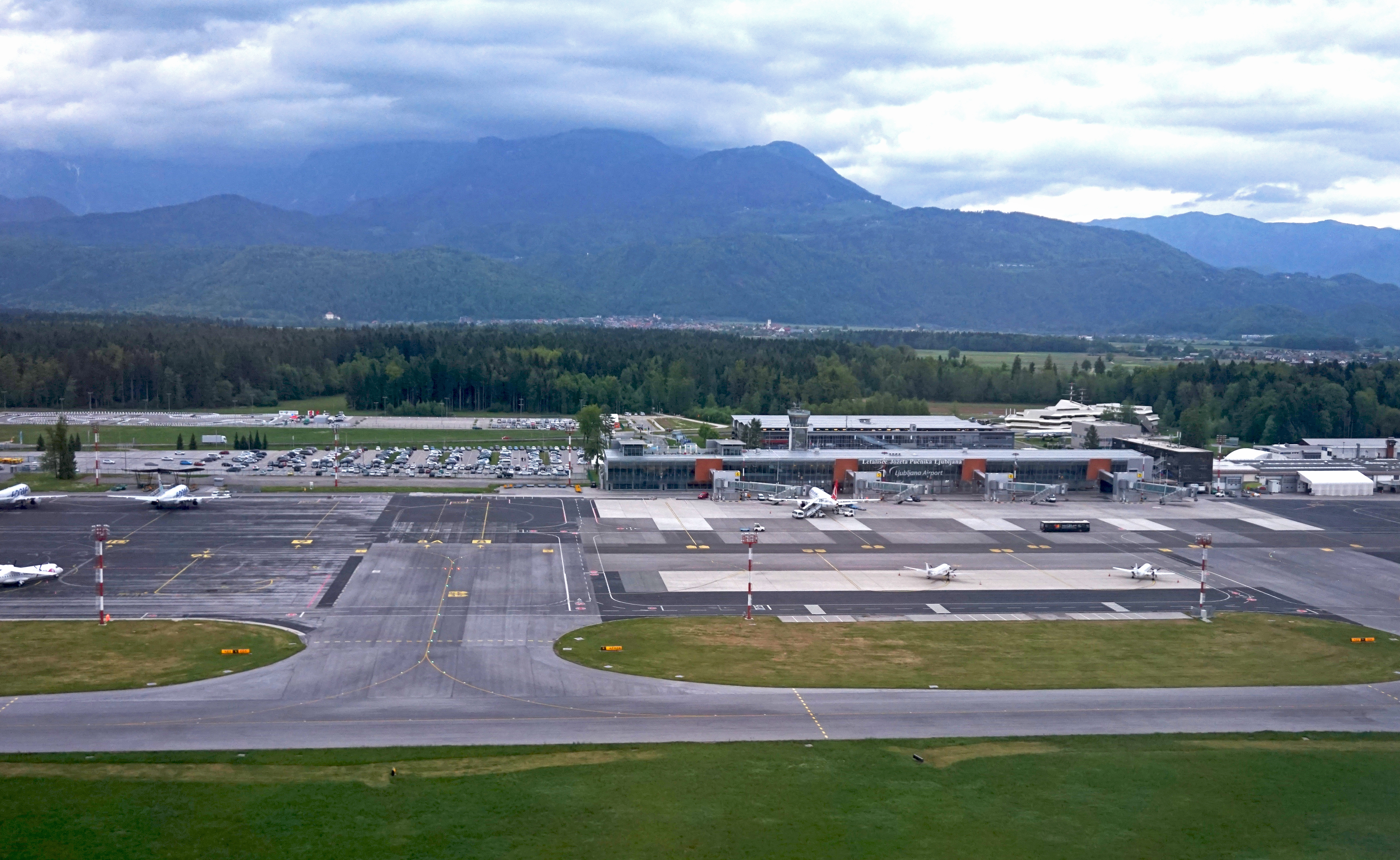
Aeroportul Ljubljana Jože Pučnik este cel mai mare aeroport internațional din țară

Principalul port sloven este Portul Koper⁠(d). Este cel mai mare port la Adriatica de Nord în ceea ce privește transportul cu containere, cu aproape 590 000 TEU⁠(d) anual, și cu liniile către toate porturile principale ale lumii. Este mult mai aproape de destinațiile de la est de Suez decât de porturile din Europa de Nord. În plus, traficul maritim de pasageri are loc în principal în Koper. Două porturi mai mici utilizate pentru transportul internațional de călători, precum și pentru transportul de mărfuri se află în Izola și Piran. Transportul de călători are loc în principal cu Italia și Croația. Splošna plovba, singura companie maritimă din Slovenia, transportă marfă și este activă numai în porturi străine.
Transportul aerian în Slovenia este destul de scăzut, însă a crescut semnificativ din 1991.  Dintre cele trei aeroporturi internaționale din Slovenia, Aeroportul Ljubljana Jože Pučnik din centrul Sloveniei este cel mai aglomerat, cu legături cu numeroasele destinații europene importante. Aeroportul Maribor Edvard Rusjan este situat în partea de est a țării și în partea de vest este Aeroportul Portorož. Adria Airways⁠(d), companie deținută de stat, este cea mai mare companie aeriană din Slovenia. Din 2003, mai mulți transportatori noi au intrat pe piață, în principal companii aeriene low-cost. Singurul aeroport militar⁠(d) sloven este baza aeriană Cerklje ob Krki⁠(d) din partea de sud-vest a țării. Există și 12  aeroporturi publice în Slovenia. 

## Demografie
Cu 101 locuitori pe kilometru pătrat, Slovenia ocupă un loc scăzut între țările europene ca densitate a populației (față de 402/km2 în Țările de Jos sau 195 / km2 în Italia). Regiunea statistică Carniola Interioară-Karst⁠(d) are cea mai scăzută densitate a populației, în timp ce regiunea cea mai dens populată este Slovenia Centrală⁠(d).

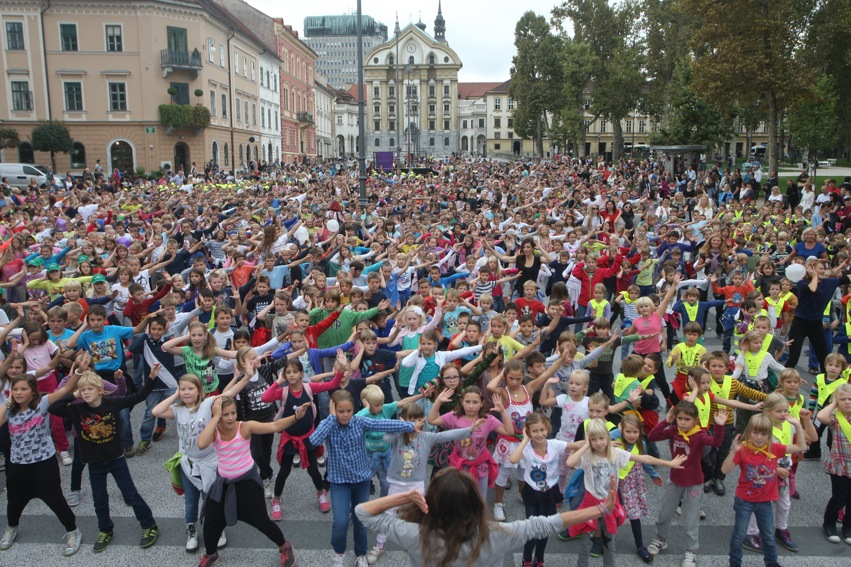
Copii dansând într-o piață din Ljubljana

Slovenia se numără printre țările europene cu cea mai pronunțată îmbătrânire a populației, atribuită unei rate scăzute a natalității și a speranței de viață în creștere. Aproape toți locuitorii sloveni mai în vârstă de 64 de ani sunt pensionari, fără diferențe semnificative între sexe. Grupul de vârstă activă se diminuează, în ciuda imigrației. Propunerea de majorare a vârstei de pensionare de la 57 de ani pentru femei și 58 pentru bărbați a fost respinsă într-un referendum în 2011⁠(d). În plus, diferența dintre sexe în ceea ce privește speranța de viață este încă semnificativă. Rata totală a fertilității⁠(d) (TFR) în 2014 a fost estimată la 1,33 copii născuți / femei, mult mai mică decât rata de înlocuire de 2,1. Majoritatea copiilor se nasc la femei necăsătorite (în 2016, 58,6% din toate nașterile erau în afara căsătoriei). În 2016, speranța de viață era de 78,2 ani (74,6 ani pentru bărbați și 82 ani pentru femei).
În 2009, rata sinuciderilor⁠(d) în Slovenia a fost de 22 la 100.000 de persoane pe an, ceea ce face ca Slovenia să fie în topul țărilor europene în această privință. Cu toate acestea, între 2000 și 2010, rata a scăzut cu aproximativ 30%. Diferențele între regiuni și sexe sunt pronunțate. 

### Urbanizarea
În funcție de definiție, între 65% și 79% din populație trăiește în zonele urbane mai largi. Conform definiției OCDE a zonelor rurale, niciuna dintre regiunile statistice slovene nu este predominant urbanizată, ceea ce înseamnă că 15% sau mai puțin din populație trăiește în comunități rurale. Conform acestei definiții, regiunile statistice sunt clasificate: 
- regiuni predominant rurale: Mura⁠(d), Drava⁠(d), Carintia⁠(d), Savinja⁠(d), Sava Inferioară⁠(d), Litoral-Carniola Interioară⁠(d), Gorizia⁠(d), Slovenia de Sud-Est⁠(d)
- regiunile moderat rurale: Sava Centrală⁠(d), Carniola Superioară⁠(d), Coastă-Karst⁠(d), Slovenia Centrală⁠(d).[205]

Singurul oraș mare este capitala, Ljubljana. Alte orașe (mijlocii) sunt Maribor, Celje și Kranj.  În total, există unsprezece comune urbane în Slovenia. 

### Limbile
Limba oficială din Slovenia este slovena, care face parte din grupul limbilor slave sudice. În 2002, slovena era limba maternă a circa 88% din populația Sloveniei, peste 92% din populația slovenă vorbind-o în mediul lor de origine. Această statistică clasifică Slovenia printre țările cele mai omogene țări din UE în ceea ce privește ponderea vorbitorilor de limbă maternă predominantă.
Slovena este o limbă slavă extrem de diversă în ceea ce privește dialectele⁠(d), cu diferite grade de inteligibilitate reciprocă. Relatări despre numărul de dialecte variază de la șapte dialecte,  adesea considerate grupuri de dialecte sau baze dialectale care sunt subdivizate în mai mult de 50 de dialecte. Alte surse dau numărul de dialecte la nouă sau opt.

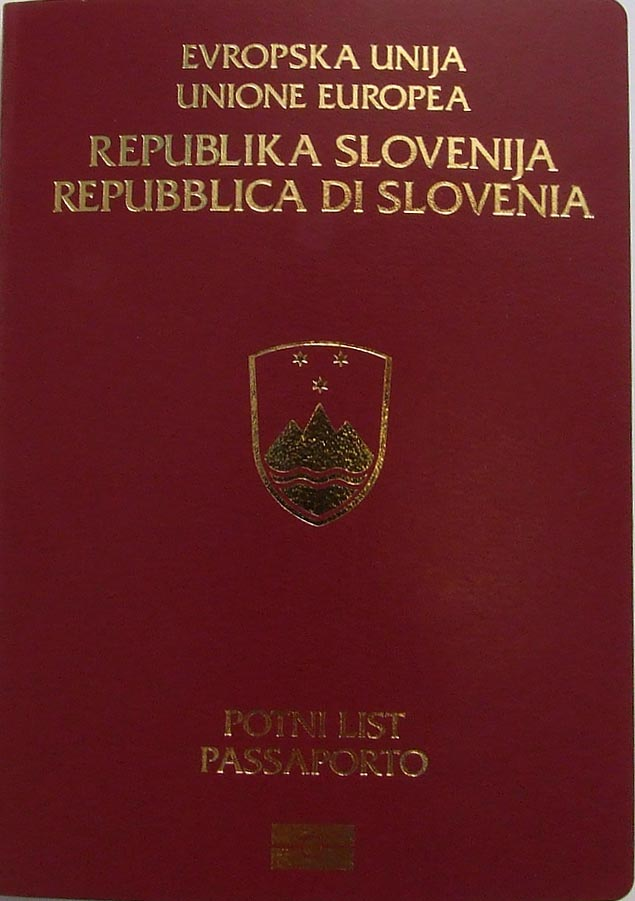
Coperta frontală a pașaportului bilingv în slovenă și italiană

Maghiara și italiana, limbi vorbite de respectivele minorități, se bucură de statutul de limbi oficiale în regiunile mixte etnic aflate de-a lungul granițelor cu Ungaria și Italia, până într-acolo încât chiar și pașapoartele emise în aceste zone sunt bilingve. În 2002, aproximativ 0,2% din populația slovenă vorbea italiana și aproximativ 0,4% vorbea limba maghiară ca limbă maternă. Maghiara este cooficială cu slovena în 30 de așezări din 5 comune (din care 3 sunt oficial bilingve). Italiana este cooficială cu slovena în 25 de așezări din 4 comune (toate oficial bilingve). 
Romani, vorbită în 2002 ca limbă maternă de către 0,2% dintre persoane, este o limbă protejată legal în Slovenia. Vorbitorii de romanii aparțin în principal comunității rome, dispersată geografic și marginalizată.
Germana, care a fost cea mai mare limbă minoritară a Sloveniei înainte de al Doilea Război Mondial (aproximativ 4% din populație în 1921), este acum limba maternă a doar 0,08% din populație, majoritatea având peste 60 de ani. Gottscheerish⁠(d) sau Granish, dialectul tradițional german din regiunea Gottschee⁠(d), se confruntă cu dispariția.
Un număr semnificativ de persoane din Slovenia vorbesc ca limbă maternă o variantă de sârbo-croată (sârbă, croată, bosniacă sau muntenegreană). Aceștia sunt, în cea mai mare parte, imigranți care s-au mutat în Slovenia din alte foste republici iugoslave din anii 1960 până la sfârșitul anilor 1980, și descendenții lor. În 2002, 0,4% din populația slovenă se declara vorbitoare de albaneză și 0,2%, vorbitoare de macedoneană. Ceha, a patra limbă minoritară din Slovenia, înaintea celui de al Doilea Război Mondial (după germană, maghiară și sârbo-croată), este acum limba maternă a doar câtorva sute de locuitori din Slovenia.
În ceea ce privește cunoașterea limbilor străine, Slovenia se numără printre primele țări europene. Cele mai predate limbi străine sunt engleza, germana, italiana, franceza si spaniola. În 2007, 92% din populația cu vârste cuprinse între 25 și 64 de ani vorbea cel puțin o limbă străină, și în jur de 71,8% dintre aceștia vorbeau cel puțin două limbi străine, ceea ce reprezenta cel mai mare procent din Uniunea Europeană. Conform sondajului Eurobarometru, în 2005 majoritatea slovenilor vorbeau și limba croată (61%) și limba engleză (56%).:21
42% dintre sloveni vorbeau germana, unul dintre cele mai mari procente din afara țărilor vorbitoare de limba germană. Italiana este larg vorbită pe coasta slovenă⁠(d) și în alte zone ale Litoralului Sloven⁠(d). Aproximativ 15% dintre sloveni pot vorbi italiana, care (după sondajul Eurobarometru) este al treilea procent din Uniunea Europeană, după Italia și Malta. 

### Imigrația
În 2015, aproximativ 12% (237.616 persoane) din populația din Slovenia era născută în străinătate. Aproximativ 86% din populația străină provenea din alte țări ale fostei Iugoslavii, după cum urmează (în ordine descrescătoare): Bosnia-Herțegovina, urmată de imigranți din Croația, Serbia, Macedonia de Nord și Kosovo.
La începutul anului 2017, în Slovenia existau circa 114.438 de persoane cu o cetățenie străină, care reprezentau 5,5% din populația totală. Dintre acești străini, 76% aveau cetățenii ale celorlalte țări ale fostei Iugoslavii (cu excepția Croației). În plus, 16,4% aveau cetățenie UE, iar 7,6% aveau cetățenie din alte țări.
| Compoziția etnică a Sloveniei (conform recensământului din 2002) | Compoziția etnică a Sloveniei (conform recensământului din 2002) | Compoziția etnică a Sloveniei (conform recensământului din 2002) | Compoziția etnică a Sloveniei (conform recensământului din 2002) | Compoziția etnică a Sloveniei (conform recensământului din 2002) |
| ---------------------------------------------------------------- | ---------------------------------------------------------------- | ---------------------------------------------------------------- | ---------------------------------------------------------------- | ---------------------------------------------------------------- |
|                                                                  |                                                                  |                                                                  |                                                                  |                                                                  |
| Sloveni                                                          | Sloveni                                                          |                                                                  | 83.06%                                                           | 83.06%                                                           |
| Sârbi                                                            | Sârbi                                                            |                                                                  | 1.98%                                                            | 1.98%                                                            |
| Croați                                                           | Croați                                                           |                                                                  | 1.81%                                                            | 1.81%                                                            |
| Bosniaci                                                         | Bosniaci                                                         |                                                                  | 1.10%                                                            | 1.10%                                                            |
| alte minorități                                                  | alte minorități                                                  |                                                                  | 4.85%                                                            | 4.85%                                                            |
| necunoscută sau nedeclarată                                      | necunoscută sau nedeclarată                                      |                                                                  | 8.9%                                                             | 8.9%                                                             |

Conform recensământului din 2002, principalul grup etnic al Sloveniei sunt slovenii (83%), însă ponderea lor în totalul populației este în continuă scădere din cauza ratei lor relativ scăzute de fertilitate⁠(d). Cel puțin 13% (2002) din populație erau imigranți din alte părți ale fostei Iugoslavii și descendenții acestora. Ei erau stabiliți în principal în orașe și zone suburbane. Relativ mici, dar protejate de Constituția Sloveniei, sunt minoritățile etnice⁠(d) maghiară și italiană⁠(d). O poziție specială este deținută de comunitatea etnică romă autohtonă dispersată geografic.
Numărul persoanelor care emigrează în Slovenia a crescut constant din 1995 și este în creștere tot mai rapidă în ultimii ani. După aderarea Sloveniei la UE în 2004, numărul anual al imigranților s-a dublat până în 2006 și a crescut cu încă jumătate până în 2009. În 2007, Slovenia avea una dintre cele mai rapide rate de migrație netă⁠(d) din Uniunea Europeană.

### Emigrația
În ceea ce privește emigrația, între 1880 și 1918 (Primul Război Mondial), mulți bărbați au părăsit actuala Slovenie pentru a lucra în zonele miniere din alte teritorii. În particular, Statele Unite au fost o alegere comună pentru emigrare, recensământul din 1910 al SUA arătând că în SUA erau deja „183.431 persoane cu limba maternă slovena”. Dar s-ar putea să fi fost mult mai mulți, pentru că destul de mulți evitau prejudecățile anti-slaviste și „se identificau ca austrieci”. Localitățile preferate înainte de 1900 erau Minnesota, Wisconsin, Michigan, precum și Omaha, Nebraska, Joliet, Illinois, Cleveland, Ohio și zonele rurale din Iowa. După 1910, s-au stabilit în Utah (Bingham Copper Mine), Colorado (în special Pueblo) și Butte, Montana. Aceste teritorii atrăgeau la început mulți bărbați singuri (care adesea stăteau cu alte familii slovene). Apoi, după ce găseau de muncă și aveau bani suficienți, ei își aduceau soțiile și familiile.

### Religie
Religia în Slovenia (recensământul din 2002)
     Biserica Catolică (57,8%)
     Nedeclarat (15,7%)
     Fără religie (10,2%)
     Necunoscut (7,1%)
     Credincios, nicio religie anume (3,5%)
     Islam (2,4%)
     Ortodoxie (2,3%)
     Lutheranism (0,8%)
     Alte religii (0,2%)

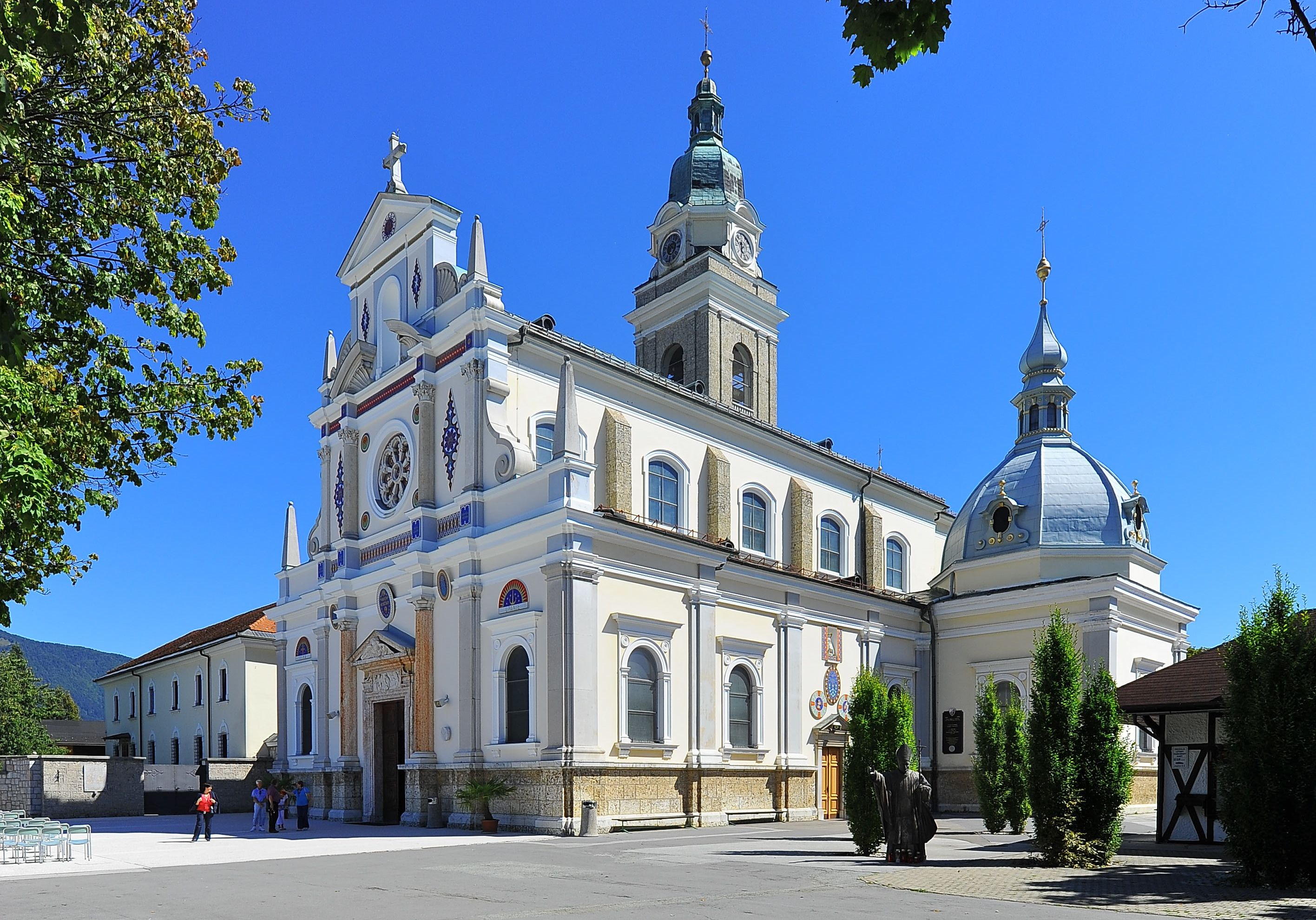
Bazilica Fecioara Maria din Brezje, cunoscută și sub numele de Altarul Național Sloven, este cel mai vizitat loc de pelerinaj catolic din Slovenia.

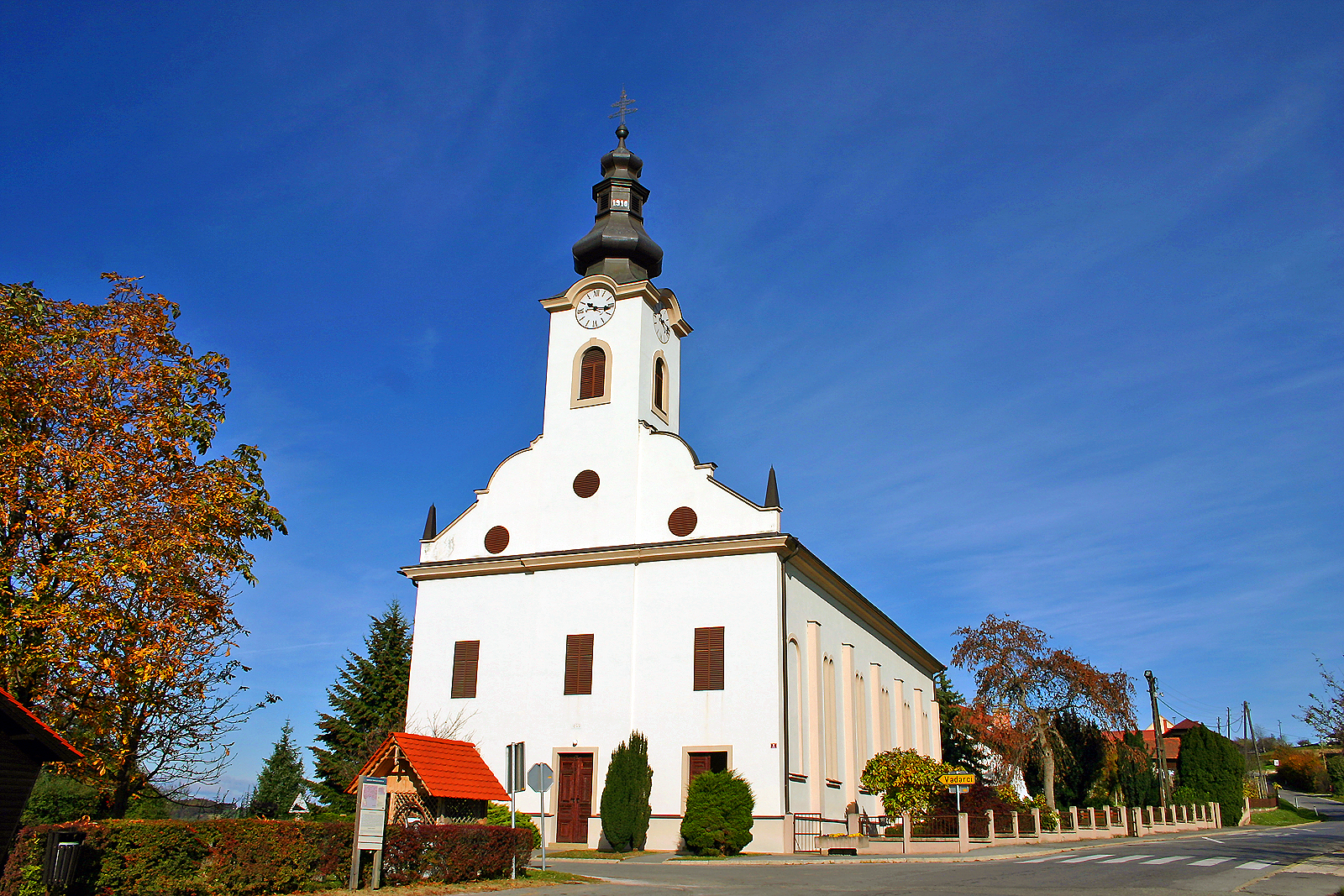
Biserica luterană din Bodonci, în regiunea Prekmurje

Înainte de al Doilea Război Mondial, 97% din populație se declara catolică (ritul roman), aproximativ 2,5% ca luteran și aproximativ 0,5% dintre rezidenți se identificau ca membri ai altor culte.
Catolicismul era o trăsătură importantă a vieții sociale și politice în Slovenia precomunistă. După 1945, țara a suferit un proces de secularizare treptată, dar constantă. După un deceniu de persecuție a religiilor, regimul comunist a adoptat o politică de relativă toleranță față de biserici. După 1990, Biserica Catolică a recâștigat o parte din influența sa anterioară, dar Slovenia rămâne o societate în mare măsură secularizată. Conform recensământului din 2002, 57,8% din populație este catolică. În 1991, 71,6% erau catolici autodeclarați, ceea ce înseamnă o scădere cu mai mult de 1% anual. Marea majoritate a catolicilor sloveni aparțin ritului latin. Un număr mic de greco-catolici locuiesc în regiunea Carniola Albă. 
În ciuda numărului relativ mic de protestanți (mai puțin de 1% în 2002), cultura protestantă are importanță istorică, având în vedere că limbii standard și literaturii slovene li s-au pus bazele în urma Reformei Protestante din secolul al XVI-lea. Primož Trubar⁠(d), un teolog în tradiția luterană, a fost unul dintre cei mai influenți reformatori protestanți⁠(d) din Slovenia. Protestantismul a fost stins în Contrareforma implementată de dinastia Habsburgică, care controla regiunea. El a supraviețuit numai în regiunile din estul țării, datorită protecției nobililor maghiari, care, adesea, erau reformați calvini. Astăzi, o minoritate luterană semnificativă trăiește în regiunea cea mai estică din Prekmurje, unde reprezintă aproximativ o cincime din populație și este condusă de un episcop care are sediul la Murska Sobota.
Pe lângă aceste două mari culte creștine, o mică comunitate evreiască⁠(d) a fost de asemenea prezentă în trecut. În ciuda pierderilor suferite în timpul Holocaustului, iudaismul încă numără câteva sute de adepți, care, în cea mai mare parte, locuiesc în Ljubljana, locul singurei sinagogi active rămase în țară.
Conform recensământului din 2002, Islamul este a doua cea mai mare religie, cu aproximativ 2,4% din populație. Majoritatea musulmanilor sloveni provin din Bosnia. A treia cea mai mare religie, cu aproximativ 2,2% din populație, este creștinismul ortodox, majoritatea adepților aparținând Bisericii Ortodoxe Sârbe, în timp ce o minoritate aparține bisericii macedonene⁠(d) și altor ortodocși.   
În 2002, circa 10% dintre sloveni se declarau atei, alți 10% nu declarau nicio religie anume, și aproximativ 16% au decis să nu răspundă la întrebarea despre afilierea lor religioasă. Conform sondajului Eurobarometru 2010, 32% dintre cetățenii sloveni au răspuns că „cred că există un dumnezeu”, în timp ce 36% au răspuns că „cred că există un fel de spirit forță vitală” și 26% nu credeau că există vreun fel de spirit, zeu sau forță vitală”.

## Educație

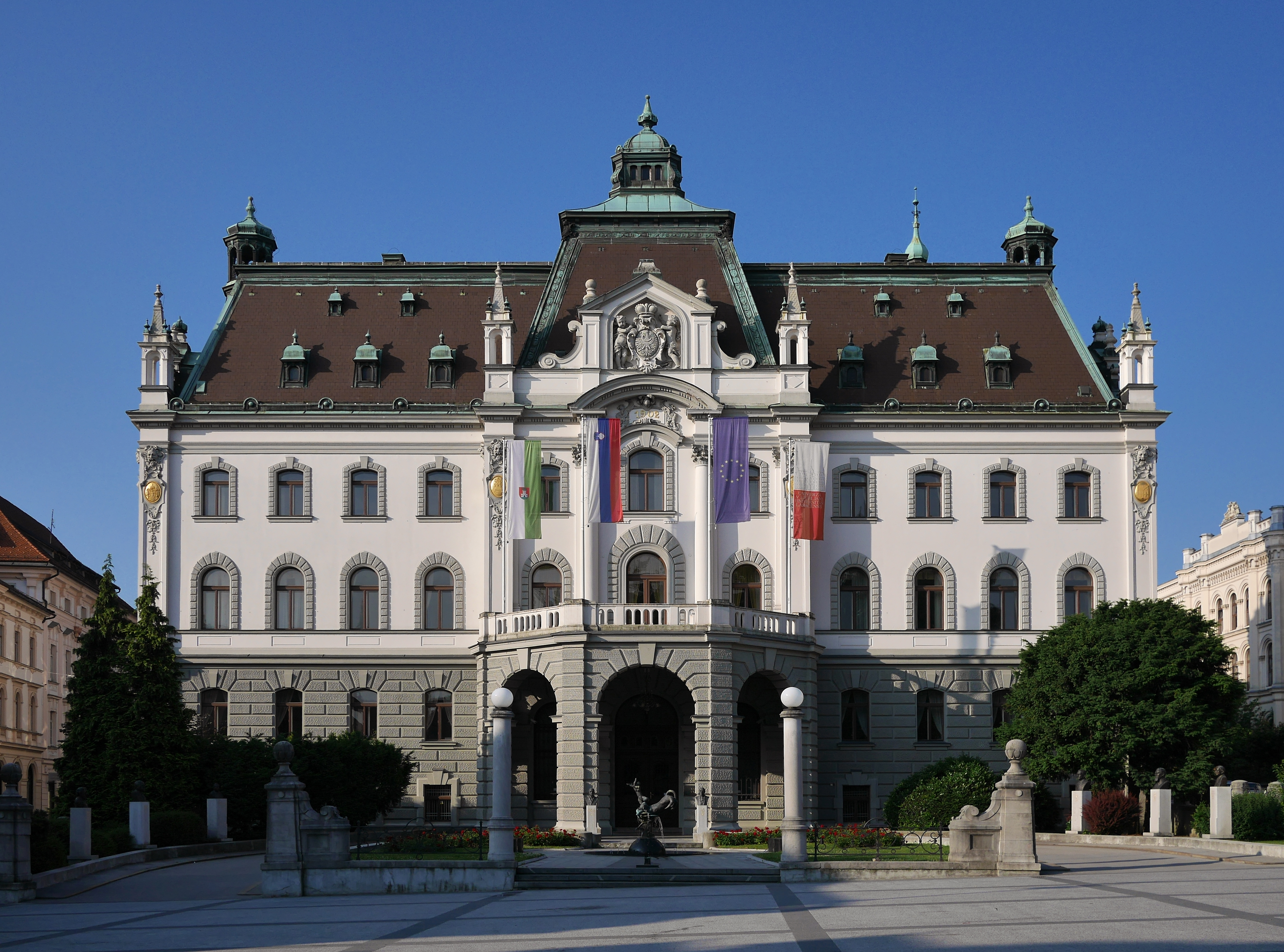
Universitatea din Ljubljana

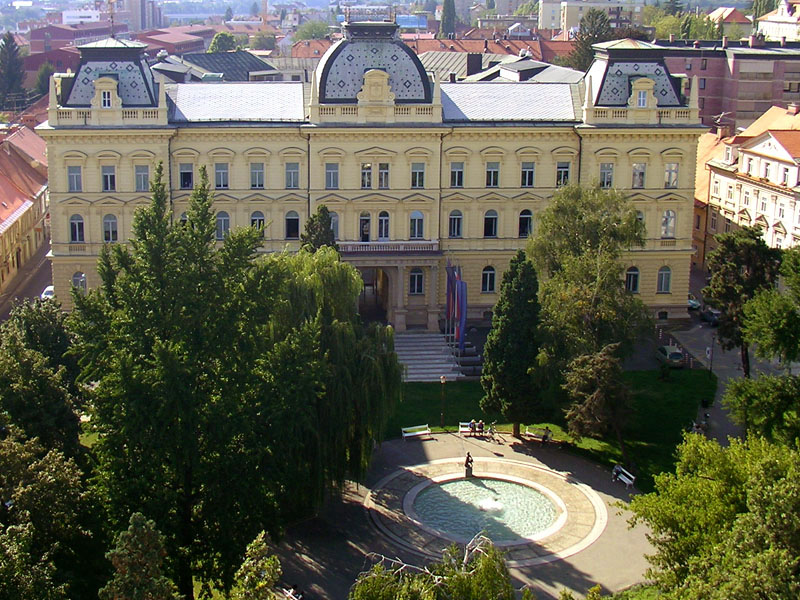
Universitatea din Maribor

Învățământul din Slovenia se situează pe locul 12 în lume și este al patrulea din Uniunea Europeană, semnificativ peste media OCDE, conform Programului pentru Evaluarea Internațională a Studenților. În rândul persoanelor între 25 și 64 de ani, 12% frecventaseră învățământul superior, în timp ce, în medie, slovenii au 9,6 ani de educație formală. Conform unui raport al OCDE, 83% dintre adulții cu vârste cuprinse între 25 și 64 de ani au obținut echivalentul unei diplome de liceu, cu mult peste media OCDE de 74%; în rândul persoanelor în vârstă de 25-34 de ani, rata este de 93%. Conform recensământului din 1991, în Slovenia alfabetizarea era la nivelul lui 99,6%. Învățarea pe tot parcursul vieții este și ea în creștere.
Învățământul primar
Responsabilitatea pentru supravegherea învățământului la nivel primar și secundar din Slovenia revine Ministerului Educației și Sportului. După învățământul preșcolar ne-obligatoriu, copiii intră în școala primară de nouă ani la vârsta de șase ani. Școala primară este împărțită în trei perioade, fiecare de trei ani. În anul școlar 2006-2007 erau înscriși 166.000 de elevi în învățământul elementar și peste 13.225 de cadre didactice, oferind un raport de un profesor la 12 elevi și 20 de elevi pe clasă. 
Învățământul secundar
După terminarea școlii elementare, aproape toți copiii (peste 98%) continuă să urmeze învățământul secundar, fie programele secundare profesionale, tehnice sau generale (gimnazija). Acesta din urmă se încheie cu matura⁠(d), examenul final care permite absolvenților să intre la universitate. 84% dintre absolvenții școlilor secundare merg la învățământul terțiar.
Învățământul terțiar
Printre mai multele universități din Slovenia, cea mai bine clasată este Universitatea din Ljubljana, aflată între primele 500 sau primele 3% cele mai bune universități din lume, potrivit ARWU. Alte două universități publice sunt Universitatea din Maribor⁠(d) din regiunea Stiria și Universitatea Primorska⁠(d) din Litoralul Sloven⁠(d). În plus, există o universitate privată în Nova Gorica și o universitate internațională EMUNI⁠(d) . 

## Cultură

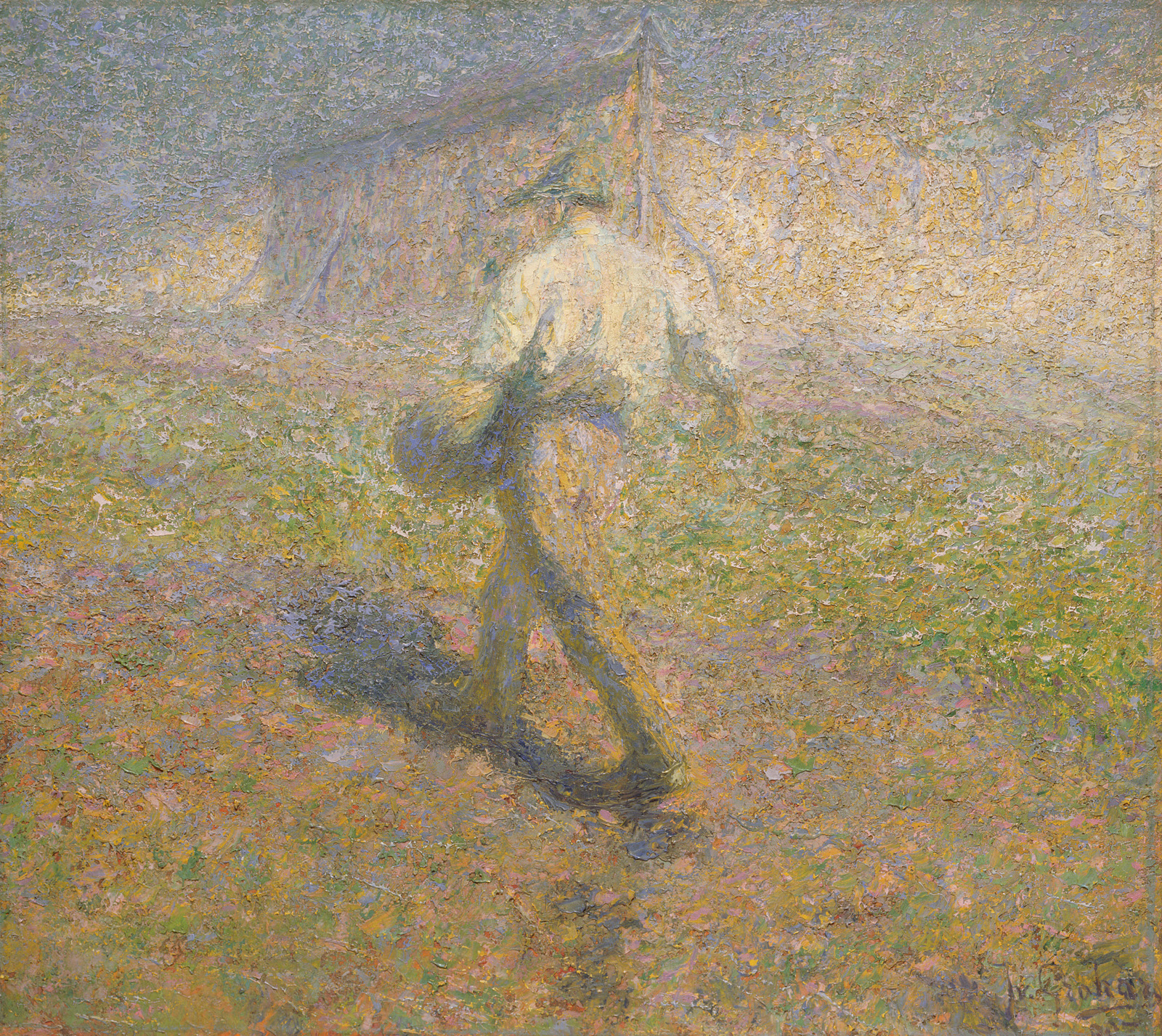
' (1907), produs de pictorul impresionist Ivan Grohar, a devenit o metaforă pentru sloveni și a reflectat tranziția de la o cultură rurală la una urbană.

### Patrimoniu
Patrimoniul arhitectural din Slovenia include 2.500 de biserici, 1.000 de castele, ruine și case, ferme și structuri speciale pentru uscarea fânului, numite kozolci. 
Trei monumente istorice⁠(d) din Slovenia se află pe lista UNESCO a Patrimoniului Mondial. Peșterile Škocjan⁠(d) și peisajul carstic sunt un sit protejat. Situl minier de mercur Idrija⁠(d) are o importanță mondială, la fel ca și locuințele palustre preistorice⁠(d) din mlaștinile Ljubljanei⁠(d). 
Cea mai pitorească biserică este clădirea medievală și barocă de pe Insula Bled. Castelul deasupra lacului este un muzeu și un restaurant cu vedere. Aproape de Postojna, există o fortăreață numită Castelul Predjama⁠(d), care este ascuns pe jumătate într-o peșteră. Muzeele din Ljubljana și din alte părți prezintă elemente unice, cum ar fi Fluierul Babe Divje⁠(d) și cea mai veche roată din lume⁠(d). Ljubljana are arhitectură medievală, barocă, art nouveau și modernă. Arhitectura arhitectului Jože Plečnik, precum și drumurile și podurile sale inovatoare de-a lungul Ljubljanicei sunt remarcabile. 

### Bucătăria

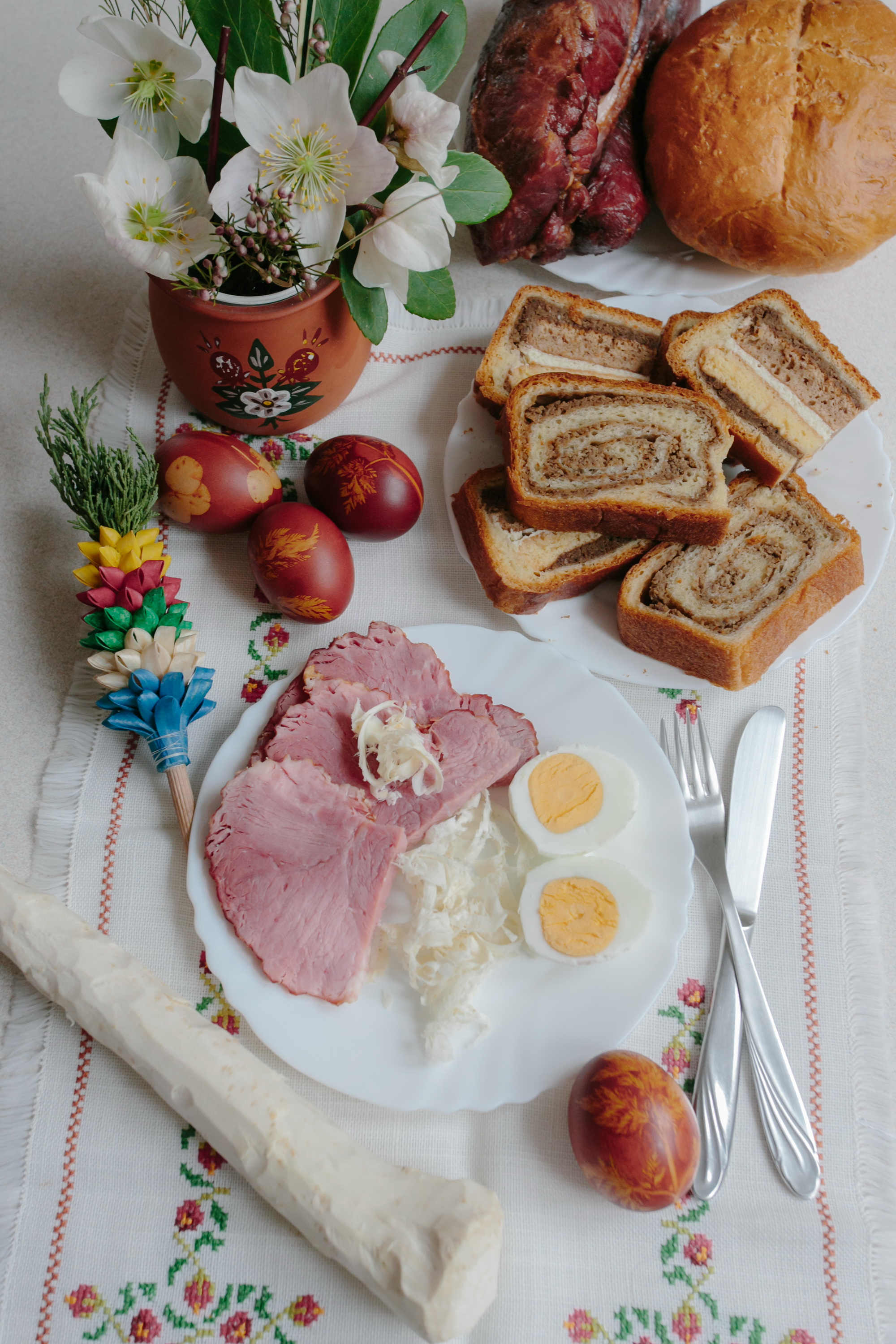
Potica, care face parte din micul dejun tradițional sloven de Paște

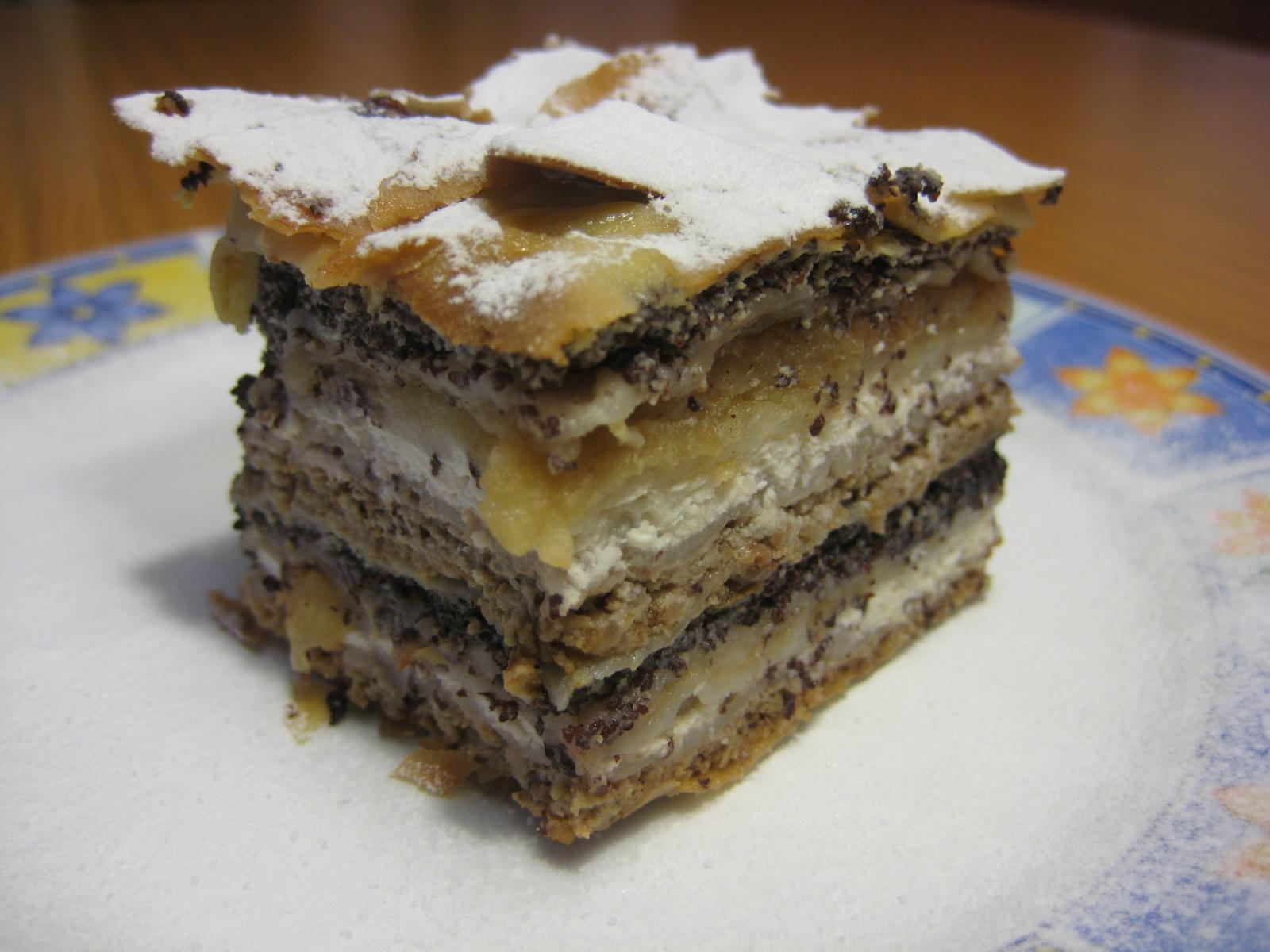
este o prăjitură tipică regiunii Prekmurje.

Bucătăria slovenă este un amestec de bucătărie central-europeană (mai ales austriacă⁠(d) și maghiară⁠(d)), bucătărie mediteraneană și bucătărie balcanică⁠(d). Din punct de vedere istoric, bucătăria slovenă a fost împărțită în bucătăriile urbană, de fermă, de cabană, de castel, preoțească și călugărească. Datorită varietății peisajelor culturale și naturale din Slovenia, există peste 40 de bucătării regionale distincte. 
Din punct de vedere etnologic, cele mai caracteristice feluri de mâncare slovene au fost feluri de mâncare într-un singur vas, cum ar fi ričet⁠(d), tocana istriotă⁠(d) (jota), minestrone⁠(d) (mineštra), și pâinea de hrișcă Žganci⁠(d); în regiunea Prekmurje există și Bujta repa⁠(d), și prăjitura Prekmurska gibanica⁠(d). Prosciutto este denumit pršut în Litoralul Sloven⁠(d). Ruloul cu nucă⁠(d) (potica) a devenit un simbol al Sloveniei, în special în rândul diasporei slovene din Statele Unite⁠(d). Supele au fost adăugate la mesele tradiționale într-un singur vas, alături de diferitele feluri de terci și turtă abia în istoria relativ recentă. 
În fiecare an, începând cu anul 2000, Festivalul Cartofilor Copți este organizat de Societatea pentru Recunoașterea Cartofilor Copți ca Mâncare Distinctă, atrăgând mii de vizitatori. Cartofii copți, serviți în mod tradițional în majoritatea familiilor slovene numai în zilele de duminică, precedați de o supă de carne, de vită sau pui - au fost prezentate la o ediție specială de mărci poștale⁠(d) de către Poșta Sloveniei⁠(d) la 23 noiembrie 2012. Cârnatul cel mai cunoscut este Carniolan sausage⁠(d). 

### Dans
Balet
Pino Mlakar⁠(d) și Pia Mlakar au fost cei mai cunoscuți dansatori de balet și membri ai Companiei deOperă și Balet din Ljubljana⁠(d) din anii 1946-1960. Pino Mlakar a fost și profesor de la Academia de Teatru, Radio, Film și Televiziune⁠(d) (AGRFT) a Universității din Ljubljana . 
Dans modern
În anii 1930 în Ljubljana a fost înființată o școală de dans modern Mary Wigman⁠(d), de către discipola ei, Meta Vidmar⁠(d). 
Dans popular
Numeroase dansuri populare, împreună cu costume colorate, care disting între femeile singure și cele căsătorite, se găsesc pe întreg teritoriu al Sloveniei. Pueblo, Colorado găzduiește numeroase familii slovene care au emigrat în jurul anului 1900, și are un festival anual de folclor sloven. 

### Festivaluri, târguri de carte și alte evenimente
O serie de festivaluri de muzică, teatru, film, carte și pentru copii au loc în fiecare an în Slovenia, printre care festivalurile de muzică Ljubljana Summer Festival⁠(d) și Festivalul Postului⁠(d), Festivalul Punch⁠(d) de stand-up comedy, festivalul pentru copii Pippi Șosețica și festivalurile de carte Târgul Sloven de Carte⁠(d) și Frankfurt după Frankfurt⁠(d). 
În 2012, Sloveniei i-a venit rândul să desemneze capitala europeană a culturii și a fost ales orașul Maribor. 
Cel mai cunoscut festival de muzică slovenă a fost în trecut festivalul Slovenska popevka⁠(d). Între anii 1981 și 2000, festivalul Novi Rock⁠(d) a adus muzica rock de după Cortina de Fier, din Occident pentru publicul sloven și iugoslav. Îndelungata tradiție a festivalurilor de jazz din Iugoslavia Titoistă a început cu Festivalul de Jazz de la Ljubljana, care are loc anual în Slovenia din 1960.

### Film
Actori de film
Printre actorii și actrițele din Slovenia s-a numărat Ida Kravanja, care a jucat sub pseudonimul Ita Rina în primele filme europene, și Metka Bučar. După al Doilea Război Mondial, unul dintre actorii de film cei mai cunoscuți a fost Polde Bibič⁠(d), care a jucat o serie de roluri în mai multe filme care au fost bine primite în Slovenia, inclusiv Nu plânge, Peter⁠(d) (1964), Pe aripi de hârtie (1968), Trucurile lui Kekec⁠(d) (1968), Flori toamna (1973), Văduvia Karolinei Žašler⁠(d) (1976), Moștenirea⁠(d) (1986), Primož Trubar (1985), și Tatăl meu, chiaburul socialist (1987). Multe dintre acestea au fost regizate de Matjaž Klopčič. A jucat, de asemenea, în teatru de televiziune și radiofonic. În total, Bibič a jucat peste 150 de roluri de teatru și peste 30 de film. Sebastian Cavazza a apărut în mai mult de treizeci de filme din 1991, printre care Idila (2015, primul film de groază sloven) sau A.I. Rising (2018).
Regizori de film
Producția de lung metraje și scurt metraje din Slovenia îi cuprinde pe Karol Grossmann⁠(d), František Čáp, France Štiglic⁠(d), Igor Pretnar⁠(d), Jože Pogačnik⁠(d), Peter Zobec, Matjaž Klopčič⁠(d), Boštjan Hladnik⁠(d), Dušan Jovanović⁠(d), Vitan Mal⁠(d), Franci Slak⁠(d) și Karpo Godina⁠(d) ca cei mai realizați cineaști. Regizorii contemporani de film Filip Robar-Dorin⁠(d), Jan Cvitkovič⁠(d), Damjan Kozole⁠(d), Janez Lapajne⁠(d), Marko Okorn și Marko Naberšnik⁠(d) se numără printre reprezentanții așa-numitei „Renașteri a cinematografiei slovene”. Scenariști sloveni, care nu sunt și regizori, sunt Saša Vuga și Miha Mazzini⁠(d), dar și Polona Sepe, Hanna AW Slak și Maja Weiss.
Documentariști
Cele mai cunoscute documentare realizate de regizorii sloveni sunt filmele umanitare ale lui Tomo Križnar⁠(d) despre poporul Nuba. 
Critici de film
Critici sloveni de film sunt Silvan Furlan, fondatorul Cinematecii Slovene, Zdenko Vrdlovec, Rapa Šuklje, Marcel Stefančič Jr., și Simon Popek.

### Literatură
Autori
Astăzi, un autor notabil este Boris Pahor⁠(d), supraviețuitor al lagărelor de concentrare naziste, care s-a opus atât fascismului italian cât și comunismului titoist.  
Istorie literară

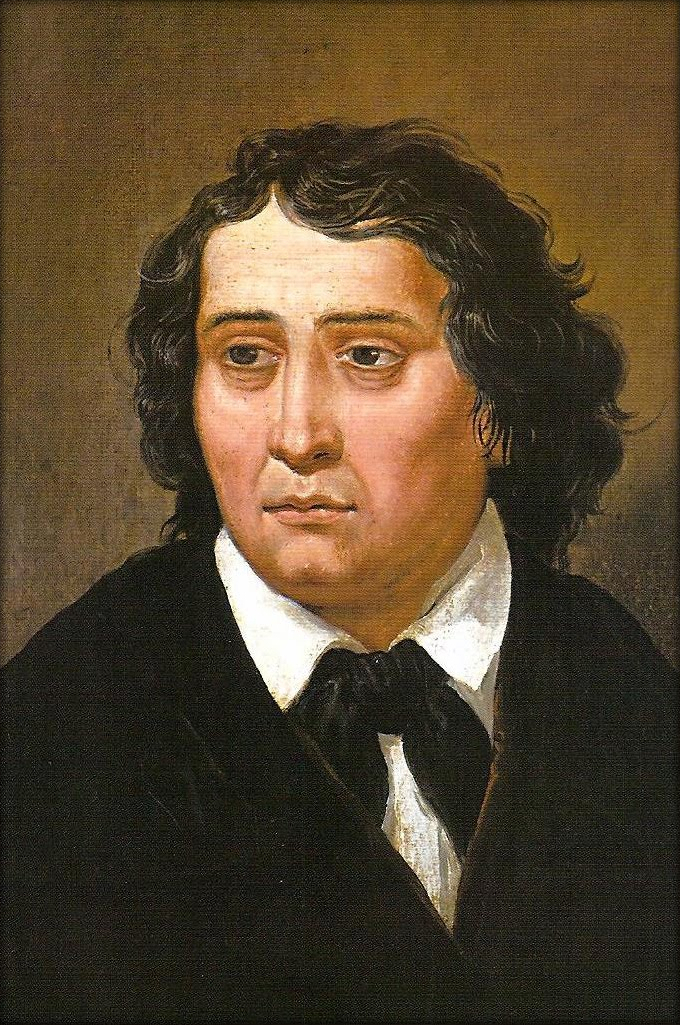
France Prešeren, cel mai cunoscut poet sloven

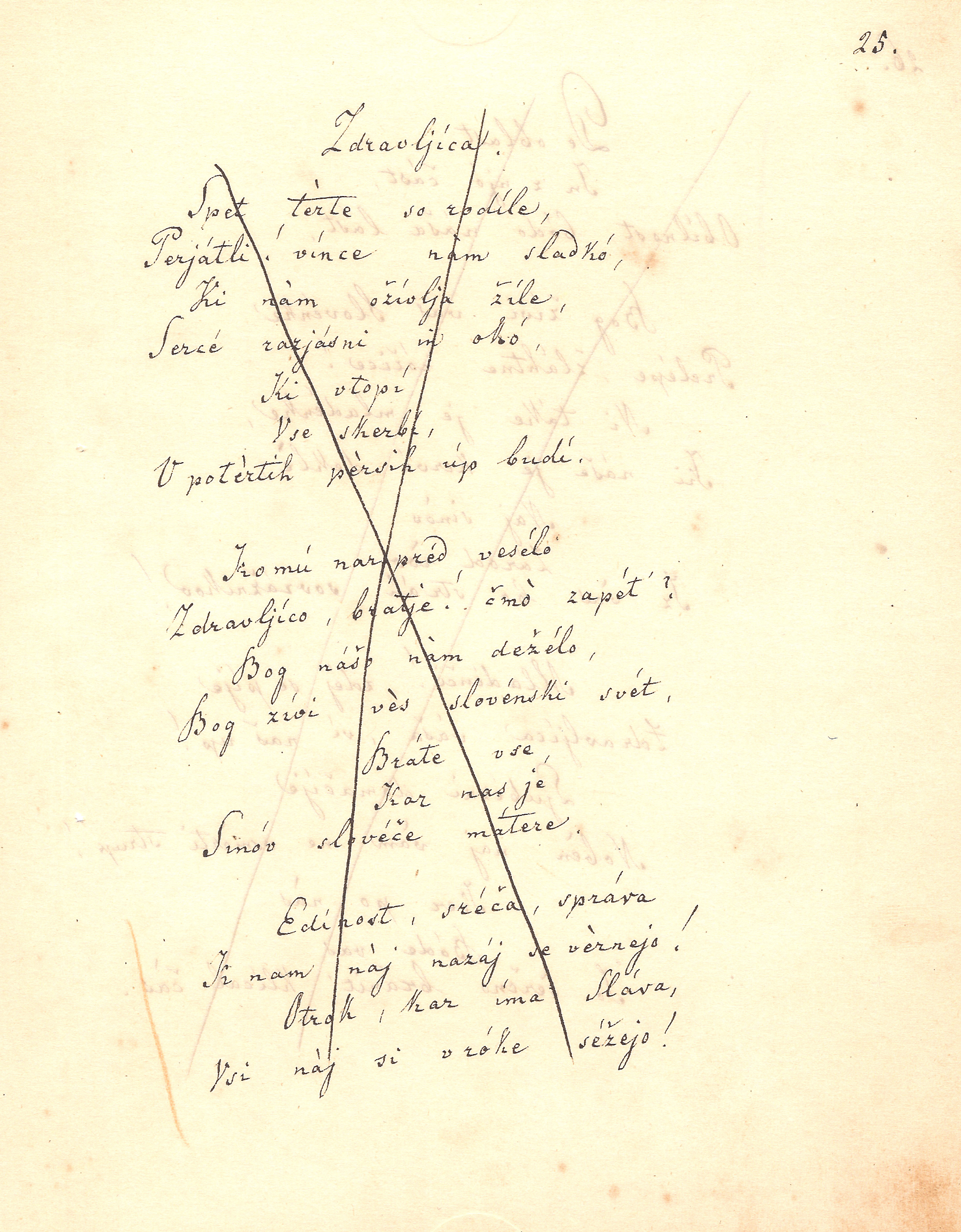
„Zdravljica" (Toast) cu semnul de respingere al cenzurii austriece (din cauza conținutului potențial revoluționar); melodia Zdravljica este astăzi imnul național sloven.

Istoria literaturii slovene a început în secolul al XVI-lea cu Primož Trubar⁠(d) și cu alți reformatori protestanți. Poezia în limba slovenă atins cel mai înalt nivel cu poetul romantic⁠(d) France Prešeren (1800-1849). În secolul al XX-lea, literatura franceză a trecut prin mai multe perioade: începutul secolului a fost marcat de autorii modernismului sloven, cel mai influent scriitor și dramaturg sloven fiind Ivan Cankar; perioada a fost urmată de expresionism (Sreko Kosovel⁠(d)), avangardism (Anton Podbevšek⁠(d), Ferdo Delak⁠(d)) și realism social (Ciril Kosmač, Prežihov Voranc⁠(d)) înainte de al Doilea Război Mondial, poezia rezistenței și revoluției (Karel Destovnik⁠(d), Matej Bor⁠(d)) în timpul războiului, și de intimism⁠(d) (Poemele celor patru, 1953), modernism postbelic (Edvard Kocbek) și existențialism (Dane Zajc⁠(d)) după război. 
Printre autori postmoderni se numără Boris A. Novak⁠(d), Marko Kravos⁠(d), Drago Jančar, Evald Flisar⁠(d), Tomaž Šalamun⁠(d) și Brina Svit⁠(d). Printre cei mai cunoscuți autori de după 1990 se numără Aleš Debeljak⁠(d), Miha Mazzini⁠(d) și Alojz Ihan⁠(d). Există mai multe reviste literare care publică proză, poezie, eseuri și critici literare locale. 

### Muzică
Filarmonica Slovenă⁠(d), înființată în 1701 ca parte din Academia Operosorum Labacensium⁠(d), se numără printre cele mai vechi astfel de instituții din Europa. Muzica Sloveniei⁠(d) a inclus numeroși muzicieni și compozitori, cum ar fi compozitorul renascentist Jacobus Gallus⁠(d) (1550-1591), care a influențat foarte mult muzica clasică central-europeană, compozitorul baroc Janez Krstnik Dolar⁠(d) (circa 1620-1673) și violonistul virtuoz Giuseppe Tartini. 
În Evul Mediu, muzica seculară era la fel de populară ca cea bisericească, inclusiv minnesangerii⁠(d) ambulanți. În timpul Reformei Protestante din secolul al XVI-lea, muzica a fost folosită pentru prozelitism. Prima carte slovenă de imnuri, Eni Psalmi, a fost publicată în 1567. În această perioadă au apărut muzicieni precum Jacobus Gallus⁠(d) și Jurij Slatkonja⁠(d).
În 1701, Johann Berthold von Höffer⁠(d) (1667-1718), un nobil și compozitor amator din Ljubljana, a fondat Academia Philharmonicorum Labacensis⁠(d), una dintre cele mai vechi instituții din Europa, după modele italiene. 
Printre compozitorii de lied și cântec artistic⁠(d) sloveni se numără Emil Adamič (1877-1936), Fran Gerbič⁠(d) (1840-1917), Alojz Geržinič⁠(d) (1915-2008), Benjamin Ipavec⁠(d) (1829-1908), Davorin Jenko⁠(d) (1835-1914), Anton Lajovic⁠(d) (1878-1960), Kamilo Mašek⁠(d) (1831-1859), Josip Pavčič⁠(d) (1870-1949), Zorko Prelovec⁠(d) (1887-1939) și Lucijan Marija Škerjanc (1900-1973). 
La începutul secolului al XX-lea, impresionismul s-a răspândit în Slovenia, și a produs în curând compozitorii Marij Kogoj⁠(d) și Slavko Osterc⁠(d). Muzica clasică avangardistă a apărut în Slovenia în anii 1960, în mare parte datorită operei lui Uroš Krek⁠(d), Dane Škerl, Primož Ramovš⁠(d) și Ivo Petrić⁠(d), care au dirijat și Ansamblul Slavko Osterc⁠(d). Jakob Jež, Darijan Božič⁠(d), Lojze Lebič și Vinko Globokar⁠(d) au compus de atunci lucrări muzicale nemuritoare, în special opera L'Armonia lui Globokar. 
Printre compozitorii moderni se numără Uroš Rojko, Tomaž Svete, Brina Jež-Brezavšček, Božidar Kantušer⁠(d) și Aldo Kumar. Sonata z igro 12 (Sonată cu piesă 12) a lui Kumar, un set de variații pe o scală cromatică ascendentă, este deosebit de cunoscută. 
Teatrul Național de Operă și Balet al Sloveniei⁠(d) servește drept operă națională și casă de balet. 
Compozitorul de coloane sonore de film pentru 170 de filme a fost Bojan Adamič⁠(d) (1912-1995).
Muzică tradițională populară
Cântarea în armonie este o tradiție înrădăcinată în Slovenia și cuprinde compoziții cu de la patru la nouă voci, în funcție de regiune. Cântecele folclorice slovene sună de obicei moale și armonios, și sunt foarte rarerori în gamă minoră. Muzica folclorică tradițională slovenă este interpretată la acordeonul stirian (cel mai vechi tip de acordeon), vioară, clarinet, țiteră, fluier și de formații alpine de instrumente de suflat. În estul Sloveniei, ansamblurile de vioară și țambal se numesc velike goslarije. 
Muzica populară slovenă modernă

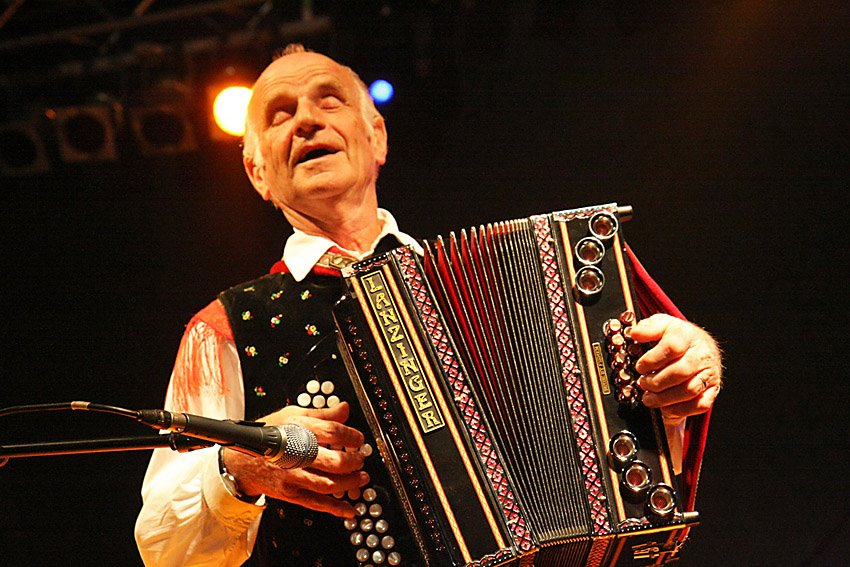
Muzicianul popular Lojze Slak

Începând cu anul 1952, formația lui Slavko Avsenik⁠(d) a început să apară în emisiuni, filme și concerte în toată Germania de Vest, inventând sunetul country original „Oberkrainer⁠(d)” care a devenit principalul vehicul al expresiei muzicale etnice nu numai în Slovenia, ci și în Germania, Austria, Elveția și Benelux, dând naștere în acest proces la sute de orchestre alpine. Trupa a produs aproape 1000 de compoziții originale, parte integrantă a patrimoniului polcăi slovene⁠(d). Mulți muzicieni, ca Lojze Slak⁠(d), au mers pe urmele lui Avsenik. 
Slovenska popevka
În cultura slovacă, un rol asemănător cu al Festivalului de Muzică de la Sanremo în cultura italiană, îl joacă Slovenska popevka⁠(d), un gen specific muzicii slovene populare.
Muzica modernă
Printre muzicienii pop, rock, industrial și indie, printre cei mai populari din Slovenia se numără Laibach⁠(d), un grup de muzică industrială din anii 1980, precum și Siddharta⁠(d), o trupă de rock alternativ formată în 1995. 

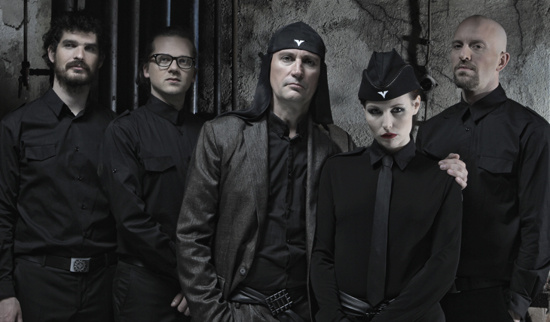
Grupul industrial

Cu mai mult de 15 de milioane de vizualizări de la publicarea pe YouTube între mai 2009 și septembrie 2013 pentru interpretarea oficială a cappella „Africa⁠(d)”,  cu care a obținut felicitările unuia dintre textierii cântecului, David Paich⁠(d),  Perpetuum Jazzile⁠(d) este formația slovenă cea mai ascultată online pe plan internațional. Alte trupe slovene sunt unele mai vechi, de rock progresiv, populare și în Iugoslavia titoistă, cum ar fi Buldožer⁠(d) și Lačni Franz⁠(d), care a inspirat mai târziu formațiile de comedy rock⁠(d) ca Zmelkoow⁠(d), Slon in Sadež⁠(d) și Mi2⁠(d). Cu excepția lui Terrafolk, care a cântat și în străinătate, alte grupuri, cum ar fi Zaklonišče prepeva⁠(d), Šank Rock⁠(d), Big Foot Mama⁠(d), Dan D⁠(d) și Zablujena generacija⁠(d), sunt în mare parte necunoscute în afara țării. Printre grupurile de metal din Slovenia se numără Noctiferia (death metal), Negligence⁠(d) (thrash metal), Naio Ssaion⁠(d) (gothic metal) și Within Destruction (deathcore). 
Cantautori

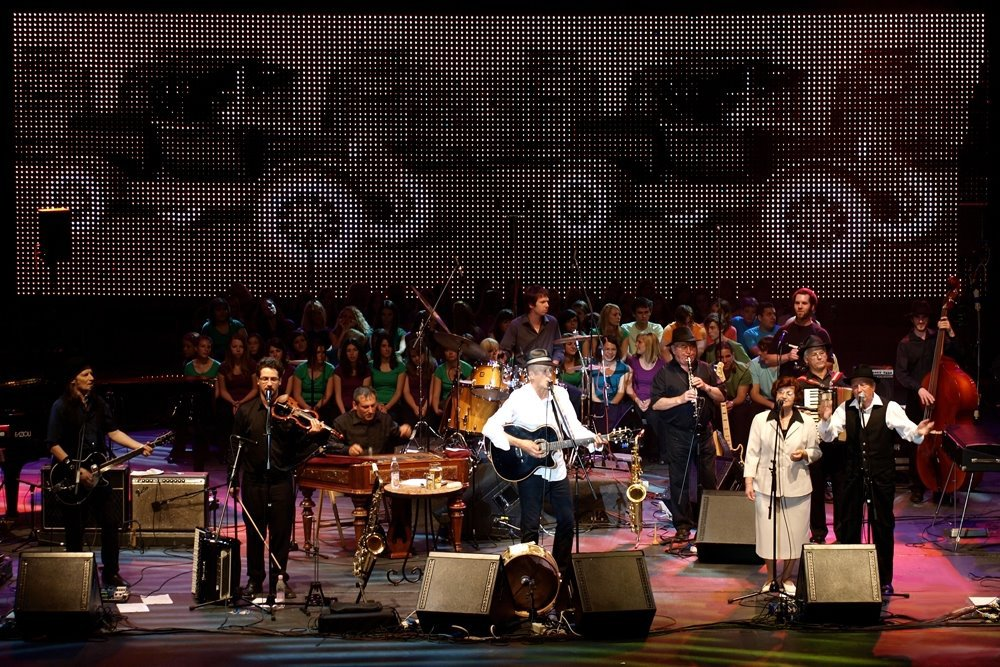
Cântărețul folclorist în timpul unui concert la din Maribor, 2009

Printre cantautorii sloveni postbelici se numără Frane Milčinski (1914-1988), Tomaz Pengov al cărui album din 1973 Odpotovanja este considerat a fi primul album de cantautor din fosta Iugoslavie, Tomaž Domicelj, Marko Brecelj, Andrej Šifrer, Eva Srsen, Neca Falk și Jani Kovačič. După 1990, Adi Smolar, Iztok Mlakar, Vita Mavrič, Vlado Kreslin, Zoran Predin, Peter Lovšin și Magnifico au fost populari și în Slovenia. 
Muzică mondială
Formația lui Bratko Bibič⁠(d) din anii 1970 Begnagrad⁠(d) este considerată una dintre influențele directe asupra modernă muzicii mondiale. Stilul unic la acordeon al lui Bibič, adesea solo, fără acompaniament, a făcut din el și o stea solo. 
Punk rock
Slovenia a fost centrul punk rockului din Iugoslavia Titoistă. Printre reprezentanții acestui gen se numără Pankrti⁠(d), Niet⁠(d), Lublanski Psi, Čao Pičke, Via Ofenziva, Tožibabe și Otroci Socializma. 
Techno și tech-house
Din Slovenia provin mai mulți DJ, printre care DJ Umek⁠(d) și Valentino Kanzyani⁠(d). Specializați în party techno și în tech-house, cei doi au co-fondat casa de discuri Recycled Loops, și au lansat albume cu alte case de discuri, cum ar fi Novamute, Primate, Intec și Bassethound Records. 

### Teatru

din Ljubljana

Pe lângă principale teatre, printre care se numără Teatrul Național Sloven de la Ljubljana⁠(d) și Teatrul Național Dramatic din Maribor⁠(d), în Slovenia există mai mulți mici producători, inclusiv teatrul fizic⁠(d) (de ex. Betontanc), teatrul de stradă⁠(d) (de ex.,Teatrul Ana Monro), campionatul de theatresports⁠(d) Impro League⁠(d), și teatrul de improvizație⁠(d) (de exemplu, Teatrul IGLU⁠(d)). O formă populară este teatrul de marionete⁠(d), practicat în principal la Teatrul de Păpuși din Ljubljana . Teatrul are o tradiție bogată în Slovenia, începând cu primul spectacol de teatru în limba slovenă din 1867. 

### Arte vizuale, arhitectură și design
Artele vizuale, arhitectura și designul din Slovenia sunt modelate de mai mulți arhitecți, designeri, pictori, sculptori, fotografi, artiști grafici, precum și artiști de benzi desenate și de ilustrații și artiști conceptuali. Cele mai prestigioase instituții care prezintă lucrări ale unor artiști vizuali sloveni sunt Galeria Națională a Sloveniei și Muzeul de Artă Modernă⁠(d). 
Arhitectură
Arhitectura modernă din Slovenia a fost introdusă de Max Fabiani⁠(d), și în perioada interbelică, Jože Plečnik și Ivan Vurnik⁠(d). În a doua jumătate a secolului al XX-lea, stilul național și universal au fost îmbinate de arhitecții Edvard Ravnikar⁠(d) și de prima generație a studenților săi: Milan Mihelič, Stanko Kristl, Savin Sever. Generația următoare este în continuare încă activă, prin Marko Mušič⁠(d), Vojteh Ravnikar⁠(d), Jurij Kobe și grupuri de tineri arhitecți. 
Benzi desenate și animație
Milko Bambič⁠(d) este cunoscut pentru primele benzi desenate⁠(d) slovene, Micul negru Bu-ci-bu⁠(d), o alegorie a carierei lui Mussolini, și drept creator al brandului Trei inimi (Tri srca), folosit și astăzi de Radenska⁠(d). După al Doilea Război Mondial, atât benzile desenate, cât și reclamele animate desenate de Miki Muster⁠(d) au devenit populare în Slovenia. 
Primul film de animație sloven a fost Socializarea unui taur din 1998, realizat de Zvonko Čoh⁠(d) și Milan Erič, care au desenat împreună cincizeci de mii de cadre în timpul celor zece ani de producție. Primele animații realizate în întregime pe calculator⁠(d) sunt Perkmandeljc din 2003 și Čikorja an 'kafe din 2008, ambele realizate de Dušan Kastelic. 
Arta conceptuală
S-au format mai multe grupuri de artă vizuală conceptuală, între care OHO, Group 69 și IRWIN⁠(d). În zilele noastre, artele vizuale slovene sunt diverse, bazate pe tradiție, reflectând influența țărilor vecine și interconectate cu mișcările europene moderne.
Design
Elementele de design sloven cele mai notabile pe plan internațional sunt scaunul Rex⁠(d) din 1952, un scaun cu design de inspirație scandinavă⁠(d), al designerului de interior Niko Kralj, care a primit în 2012 un loc permanent în Designmuseum din Danemarca, cel mai mare muzeu de design din Scandinavia și este inclus în colecția Muzeului de Artă Modernă MOMA din New York. 
Un element de design industrial care a schimbat industria internațională a schiurilor este Elan SCX al companiei Elan. Chiar înainte de Elan SCX, schiurile Elan apăruseră în două filme, filmul cu James Bond din 1985 A View to a Kill⁠(d) cu Roger Moore și Working Girl, unde Katharine Parker (Sigourney Weaver) a apărut schiind pe schiurile model RC ELAN. 
Sculptura

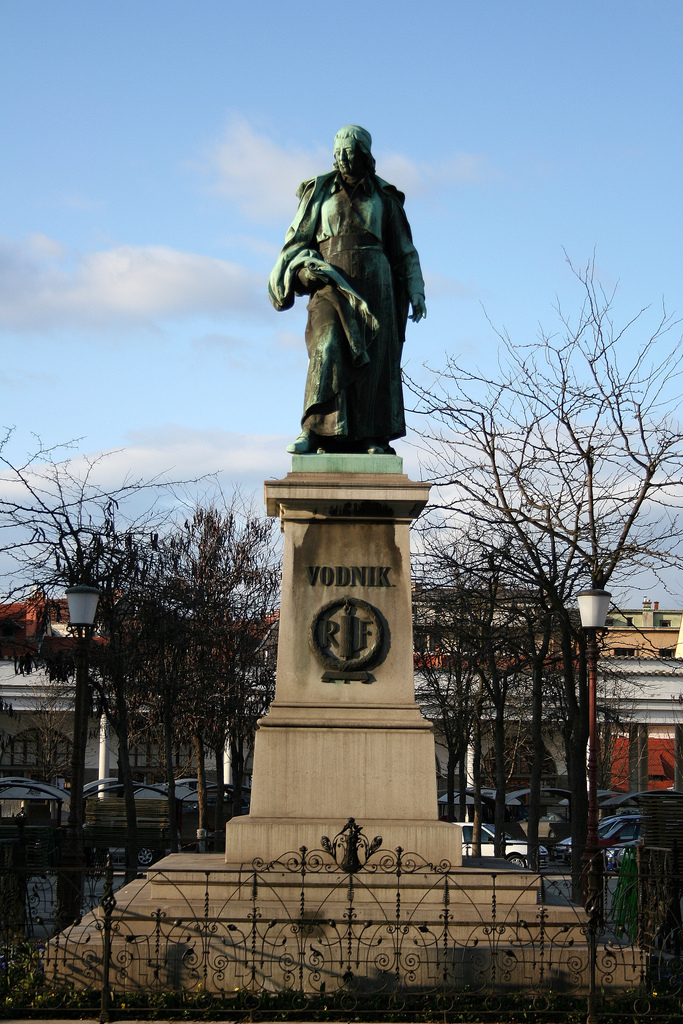
Statuia poetului (1758-1819) a fost creată de Alojz Gangl în 1889 ca parte a, primul monument național sloven.

Reînnoirea sculpturii slovene a început cu Alojz Gangl (1859-1935), care a creat sculpturi pentru monumentele publice ale polimatului carniolan Johann Weikhard von Valvasor⁠(d) și al lui Valentin Vodnik⁠(d), primul poet și jurnalist sloven, precum și Geniul teatrului și alte statui pentru clădirea Teatrului Național de Operă și Balet. Dezvoltarea sculpturii după al Doilea Război Mondial a fost condusă de mai mulți artiști, între care frații Boris și Zdenko Kalin, Jakob Savinšek⁠(d). Tinerii sculptori, între care Janez Boljka, Drago Tršar și în special Slavko Tihec, și-au îndreptat atenția spre forme abstracte. Jakov Brdar⁠(d) și Mirsad Begić s-au întors la figurile umane. 
Grafică
În timpul celui de al Doilea Război Mondial, numeroase opere grafice au fost create de Božidar Jakac⁠(d), care a contribuit la înființarea Academiei de Arte Plastice⁠(d) postbelice din Ljubljana. 

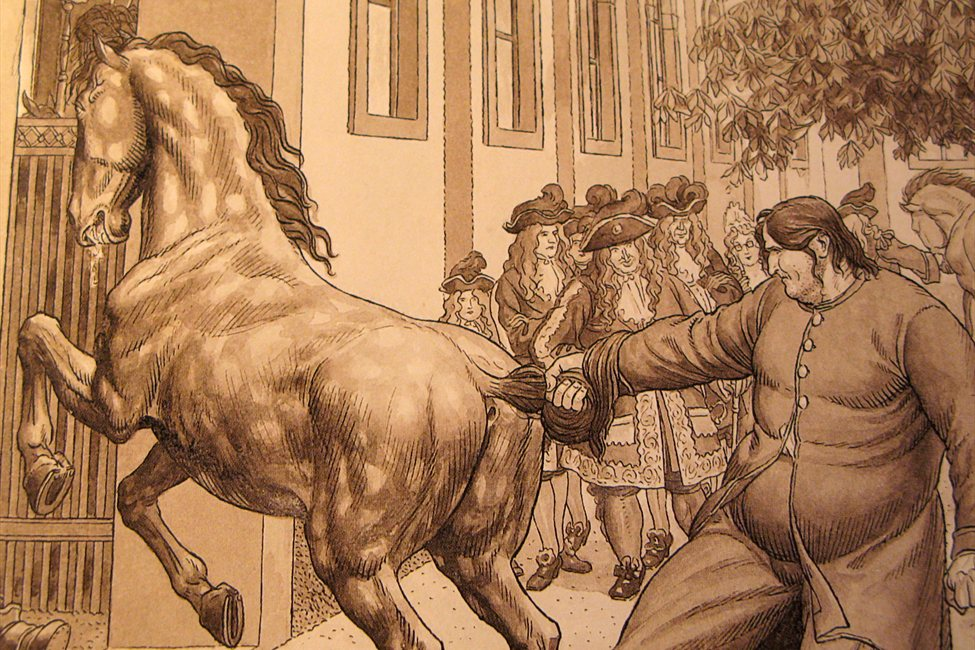
Ilustrarea de către Smrekar a lui '

În 1917 Hinko Smrekar a ilustrat cartea lui Fran Levstik despre cunoscutul erou folcloric sloven Martin Krpan⁠(d). Printre ilustratorii de cărți pentru copii se numără multe femei, cum ar fi Marlenka Stupica⁠(d), Marija Lucija Stupica⁠(d), Ančka Gošnik Godec⁠(d), Marjanca Jemec Božič⁠(d) și Jelka Reichman⁠(d). 
Multe generații de copii au fost educate prin ilustrațiile tehnice și științifice create de Božo Kos⁠(d) și publicate în reviste de copii din Slovenia, cum ar fi Ciciban. 
Recent, ilustrațiile Lilei Prap⁠(d) au devenit populare în Japonia, unde s-au televizat desene animate bazate pe ilustrațiile ei. 
Pictură
În trecut, pictura și sculptura în Slovenia au fost marcate de neoclasicism (Matevž Langus), Biedermeier (Giuseppe Tominz⁠(d)) și romantism (Mihael Stroj) la sfârșitul secolului al XVIII-lea și în cel al XIX-lea. Prima expoziție de artă din Slovenia a fost organizată la sfârșitul secolului al XIX-lea de Ivana Kobilca⁠(d), o pictoriță care a lucrat în tradiția realistă. Printre impresioniștii se numărau Matej Sternen⁠(d), Matija Jama⁠(d), Rihard Jakopič⁠(d), Ivan Grohar al cărui Semănător (în slovenă Sejalec) a fost ilustrat pe moneda euro slovenă de 5 cenți și Franc Berneker, care a introdus impresionismul în Slovenia. Pictori expresioniști au fost Veno Pilon⁠(d) și Tone Kralj⁠(d) a cărui carte cu ilustrații, retipărită de treisprezece ori, este acum imaginea cea mai ușor de recunoscut a eroului popular Martin Krpan⁠(d). Câțiva dintre cei mai cunoscuți pictori din a doua jumătate a secolului al XX-lea erau Zoran Mušič⁠(d), Gabrijel Stupica și Marij Pregelj⁠(d). 
Fotografie
În 1841, Janez Puhar⁠(d) (1814-1864) a inventat un proces de fotografiere pe sticlă, recunoscut la 17 iunie 1852 la Paris de către Académie Nationale Agricole, Manufacturière et Commerciale. Gojmir Anton Kos a⁠(d) fost un pictor și fotograf realist remarcabil între cele două războaie mondiale. 
Primul fotograf din Slovenia a cărui operă a fost publicată de revista National Geographic, este Arne Hodalič.

### Sport

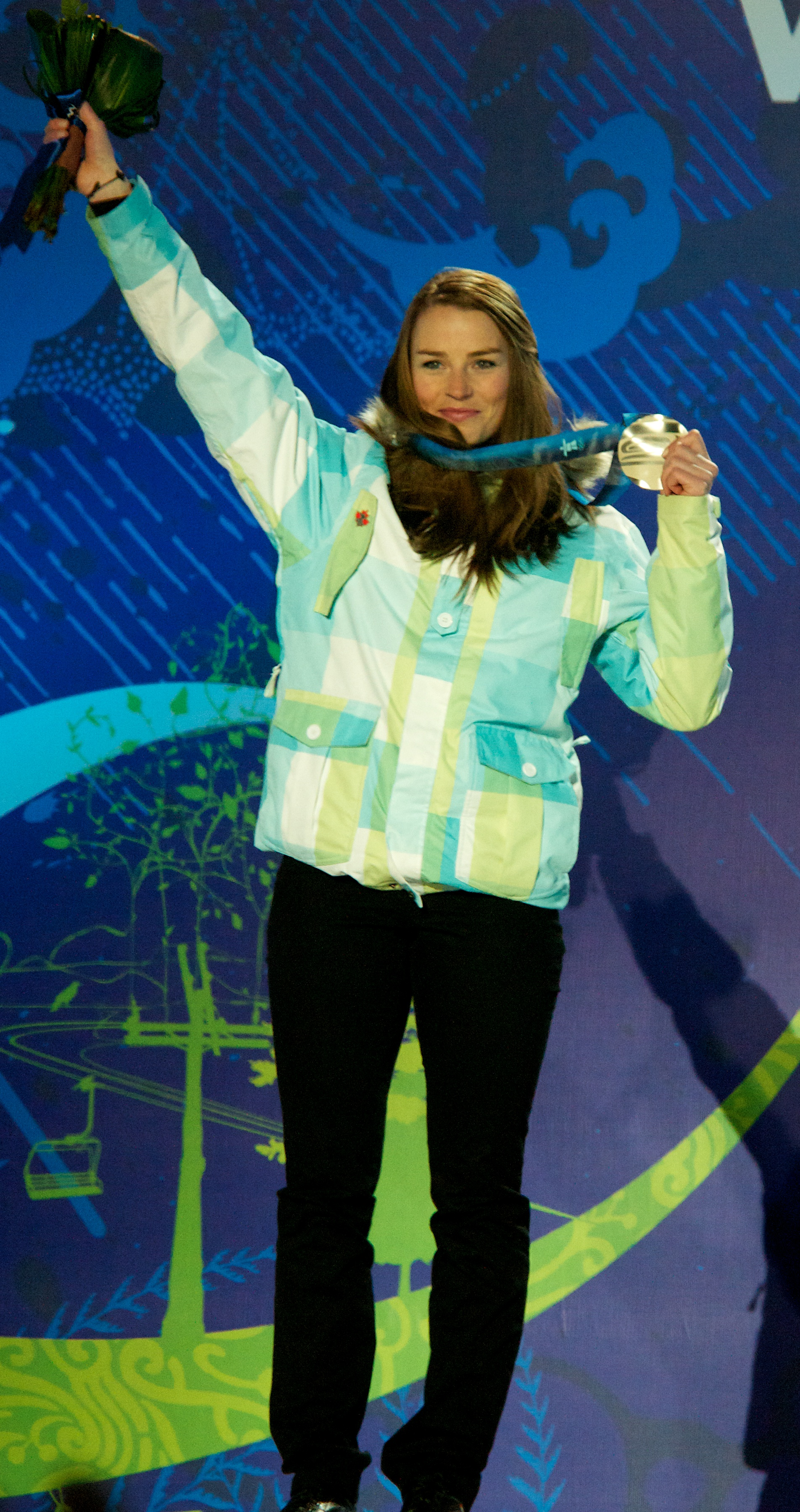
Schioarea alpină Tina Maze, dublă medaliată ci aur la Jocurile Olimpice și câștigătoare a sezonului de Cupă Mondială 2012-13

Mulți sloveni care practică sport activ. O varietate de sporturi sunt jucate în Slovenia la un nivel profesional, cu succese internaționale de top la handbal, baschet, volei, fotbal, hochei pe gheață, canotaj, înot, tenis, box și atletism. Înainte de al Doilea Război Mondial, gimnastica și scrima erau cele mai populare sporturi din Slovenia, cu campioni precum Leon Štukelj și Miroslav Cerar câștigând medalii olimpice. Fotbalul a câștigat popularitate în perioada interbelică. După 1945, baschetul, handbalul și voleiul au devenit populare printre sloveni, iar începând cu mijlocul anilor 1970, și sporturile de iarnă. Din 1992, sportivii sloveni au câștigat 40 de medalii olimpice, dintre care șapte medalii de aur și 19 medalii paralimpice⁠(d), din care trei de aur. 
Sporturile individuale sunt și ele foarte populare în Slovenia, între care tenisul și alpinismul, care sunt două dintre cele mai răspândite activități sportive din Slovenia. Mai mulți practicanți sloveni ai sporturilor extreme și de anduranță⁠(d) au câștigat reputație internațională; printre ei se numără și alpinistul Tomaž Humar⁠(d), schiorul montan Davo Karničar⁠(d), înotătorul de ultramaraton Martin Strel⁠(d) și ultraciclistul Jure Robič⁠(d). Printre campionii sloveni actuali și din trecut la sporturi de iarnă se numără schiorii alpini Mateja Svet, Bojan Križaj⁠(d) și dubla medaliată olimpică Tina Maze, schioarea fondistă⁠(d) Petra Majdič și săritorii cu schiurile Primož Peterka și Peter Prevc. Boxul a câștigat și el popularitate după ce Dejan Zavec⁠(d) a câștigat titlul IBF de campion mondial la categoria semimijlocie⁠(d) în 2009. 
Jocurile de echipă cele mai practicate în Slovenia sunt fotbalul, baschetul, handbalul, voleiul și hocheiul pe gheață. Echipa națională masculină de fotbal s-a calificat o singură dată la Campionatele Europene (2000) și de două ori la Cupa Mondială (2002 și 2010). Dintre cluburile slovene, NK Maribor a jucat de trei ori în UEFA Europa League și de trei ori în Liga Campionilor UEFA. Echipa națională masculină de baschet⁠(d) a participat la 13 competiții Eurobasket, câștigând medalia de aur ci Goran Dragić⁠(d) MVP la ediția din 2017, și la trei Campionate Mondiale FIBA. Slovenia a găzduit și Eurobasket 2013⁠(d). Echipa națională masculină de handbal⁠(d) s-a calificat la trei olimpiade, opt campionate mondiale IHF obținând locul trei în ediția 2017, și la unsprezece campionate europene. Slovenia a găzduit Campionatul European din 2004, unde echipa națională a câștigat argintul. Cea mai titrată echipă de club de handbal din Slovenia, RK Celje⁠(d), a câștigat Liga Campionilor EHF în sezonul 2003-04. În handbalul feminin, RK Krim a câștigat Liga Campionilor în 2001 și 2003. Echipa națională de volei⁠(d) a câștigat o medalie de argint la Campionatul European din 2015⁠(d). Slovenia va fi una din gazdele Campionatului European din 2019⁠(d). Echipa națională de hochei pe gheață⁠(d) a jucat la 26 de campionate mondiale de hochei pe gheață și s-a calificat la Jocurile Olimpice de Iarnă din 2014 și 2018. 